# Historia LGBT en Alemania
La homosexualidad en Alemania ha estado caracterizada, especialmente durante la persecución nazi y las dos décadas tras la creación de la República Federal de Alemania, por una legislación discriminatoria y la persecución. Durante los años 1999 a 2005, bajo el gobierno de coalición de verdes y socialdemócratas, Alemania se ha convertido en un país relativamente tolerante en el reconocimiento de la igualdad de derechos para los homosexuales.
Por otra parte, a pesar de las condiciones adversas, Alemania es el origen del movimiento LGBT en las primeras décadas del siglo XX, años en los que se creó una floreciente subcultura gay y lésbica, que tendría una gran influencia en los movimientos LGBT posteriores. Una perspectiva de la historia LGBT alemana se puede ver en el Schwules Museum de Berlín, una institución única en el mundo dedicada a la conservación y difusión de la historia LGBT.

## Los celtas
Los primeros pobladores conocidos de lo que en la actualidad es Alemania fueron los pueblos celtas. De sus costumbres solo quedan los escasos relatos de griegos y romanos. Dada su extensión, es muy probable que sus costumbres fueran muy distintas en diferentes zonas geográficas.
Aristóteles menciona en su Política (Libro 2, Capítulo IX) que los celtas practican la pederastía.
En el siglo I a. C., Diodoro Sículo se escandalizaba de las costumbres de los celtas:

Los hombres son mucho más aficionados a su propio sexo; acostados sobre pieles, se divierten con un amante a cada lado. Lo más extraordinario es que no tienen el menor recato ni dignidad; se ofrecen a otros hombres sin la menor compunción. Además, este comportamiento no es despreciado o considerado vergonzoso: al contrario, si uno de ellos es rechazado por otro al que se ha ofrecido, se ofende.
Diodoro Sículo, mencionado en David F. Greenberg

Lo que le resultaba difícil de entender a Diodoro Sículo es que los guerreros celtas no consideraban escandaloso la pasividad sexual masculina, algo que la sociedad romana consideraba por debajo de la dignidad de un hombre. La información de Diodoro proviene de Posidonio y está confirmada por otros autores como Estrabón y Ateneo.

## Los germanos

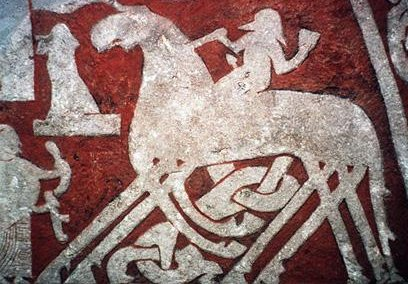
Representación del dios Odín cabalgando su caballo Sleipnir. Imagen en la piedra de Ardre (Gotland).

Los relatos transmitidos sobre los pueblos germánicos son en su mayoría 200 o 300 años posteriores a los hechos y fueron realizados por autores cristianos. Estos evidentemente escribieron los relatos imbuidos en un pensamiento judeocristiano en el que la homosexualidad era condenada como pecado y es muy probable que deformarán las historias según su propio pensamiento.
Los pueblos germánicos despreciaban la homosexualidad pasiva, que consideraban al mismo nivel que a las mujeres, los «imbéciles» y los esclavos, y glorificaban la camaradería guerrera entre hombres. La homosexualidad estaba estrechamente unida al concepto del níð, que básicamente significa «envidioso», «maligno», pero que también puede tener las connotaciones de «afeminado», «cobarde», «débil».
El derecho islandés, el Grágás, considera delito llamar a alguien ragan, strodinn o sordinn, palabras que definen a hombres homosexuales activos y pasivos. El derecho noruego, el Gulathingslov, incluye entre los insultos que son delitos el «dejarse usar de forma lasciva por otro hombre». El derecho de Bergen y de las islas también incluye como insulto el «ser un mago o tener relaciones con otro hombre (kallar ragann)». Lo mismo puede decirse del Frostathingslov de Noruega, la Ley Sálica, las leyes anglosajonas y el derecho de Jutlandia
Sin embargo, en los países escandinavos hay noticias de sacerdotes travestidos y afeminados. El autor David F. Greenberg llega incluso a interpretar en su libro The Construction of Homosexuality que Odín conseguía conocimientos arcanos bebiendo semen. También existe un relato de Loki que, transformado en yegua, es montado por Svaðilfari, un semental, y acaba dando a luz a Sleipnir, el maravilloso caballo de ocho patas de Odín. El hecho fue una mancha en la reputación de Loki.

## Los romanos

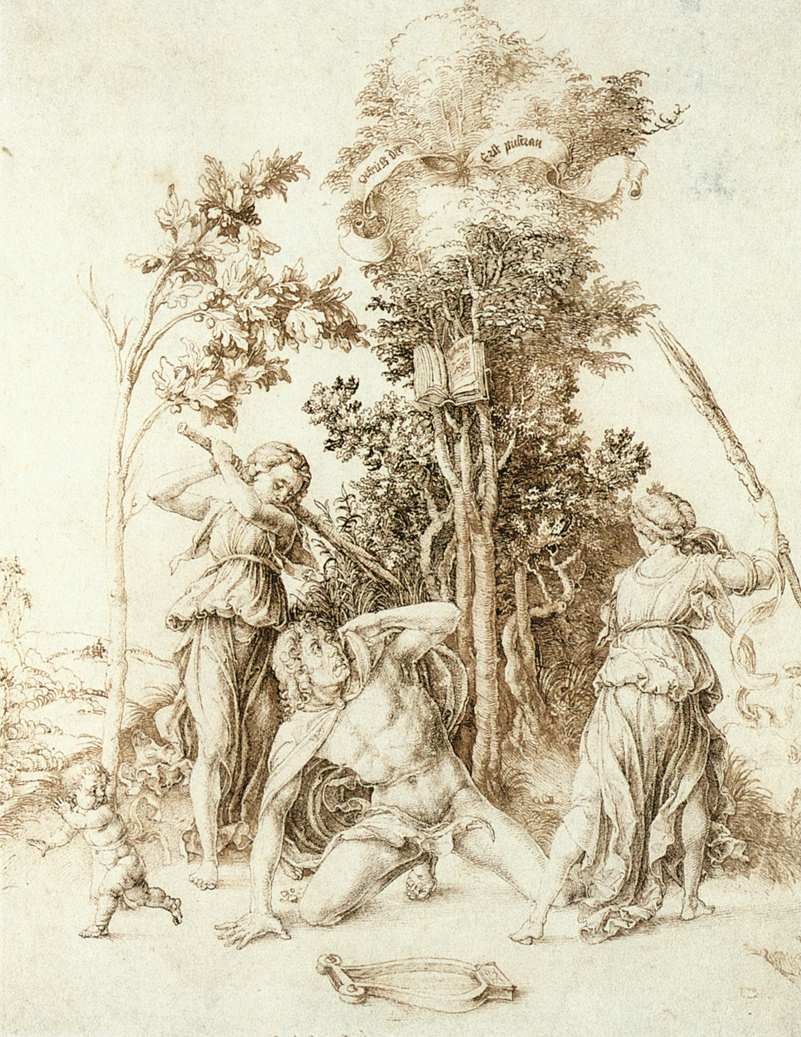
La muerte de Orfeo (1494) de Durero (1471-1528). En la cinta colgada en los árboles se lee Orfeus der erst puseran («Orfeo, el primer sodomita»). El dibujo hace referencia al final que Ovidio da a Orfeo en su Metamorfosis, en la que ménades tracias matan a garrotazos al músico por haber dejado a las mujeres a favor de los muchachos.

El este y el sur de lo que actualmente es Alemania, a lo largo del Rin y Baden-Württemberg y Baviera meridionales, pertenecieron unos 300 años al Imperio romano, a las provincias de Germania Superior, Germania Inferior y Recia. De hecho, la ciudad de Tréveris fue capital administrativa del Imperio de Occidente durante los reinados de Constantino II, Valentiniano I, Graciano el Joven, Magno Clemente Máximo y Valentiniano II. Como tal, esas áreas se beneficiaron de las ventajas de la civilización romana y participaron plenamente de su cultura.
Los romanos trajeron, junto a los demás elementos de su cultura, su moralidad sexual. En la sexualidad romana era más importante el estatus que la persona. Así, los hombres podían penetrar a jóvenes esclavos, eunucos y prostitutos, de la misma forma que a esclavas, concubinas o prostitutas. En cambio, ningún ciudadano de reputación practicaría sexo con otro ciudadano, ni dejaría que otro hombre lo penetrara, independientemente de la edad o el estatus. La distinción era estricta entre el hombre activo (que a veces se acostaba con mujeres y a veces con hombres) y el pasivo, que era visto como servil y afeminado. Esta moralidad fue usada por ejemplo contra César, puesto sus supuestos escarceos con el rey de Bitinia eran motivo de rumor y burlas. En general, en Roma dominaba una forma de pederastia comparable a la practicada por los griegos.
El lesbianismo también era bien conocido, asumiendo dos formas distintas. Primero, en su forma safica, se practicaba entre mujeres femeninas entre las que podía haber una diferencia de edad. Por otro lado, existía un lesbianismo tribadistaen la que una de las participantes asumía un rol masculino. Estas lesbianas marimacho se caracterizaban por comportamientos asociados a la hombría como practicar la lucha y la caza e incluso penetr a sus compañeras con falos artificiales. Esta última práctica sólo acontecía entre mujeres adultas.

## La llegada del cristianismo
La moralidad romana ya había cambiado hacia el siglo IV, en el que Amiano Marcelino critica amargamente las costumbres sexuales de los taifali, una tribu bárbara situada entre los Cárpatos y el Mar Negro, que practicaba la pederastia de estilo griego. En 342 los emperadores Constantino y Constancio introdujeron una ley para castigar la homosexualidad pasiva, posiblemente con la castración, ley que fue ampliada en el 390 por Teodosio, que deja quemar en la hoguera a todos los homosexuales pasivos que trabajaban en burdeles. En 438 la ley fue ampliada a todos los homosexuales pasivos y en el 533 Justiniano castigaba cualquier acto homosexual con la castración y la hoguera, ley que se hizo más estricta en el 559.

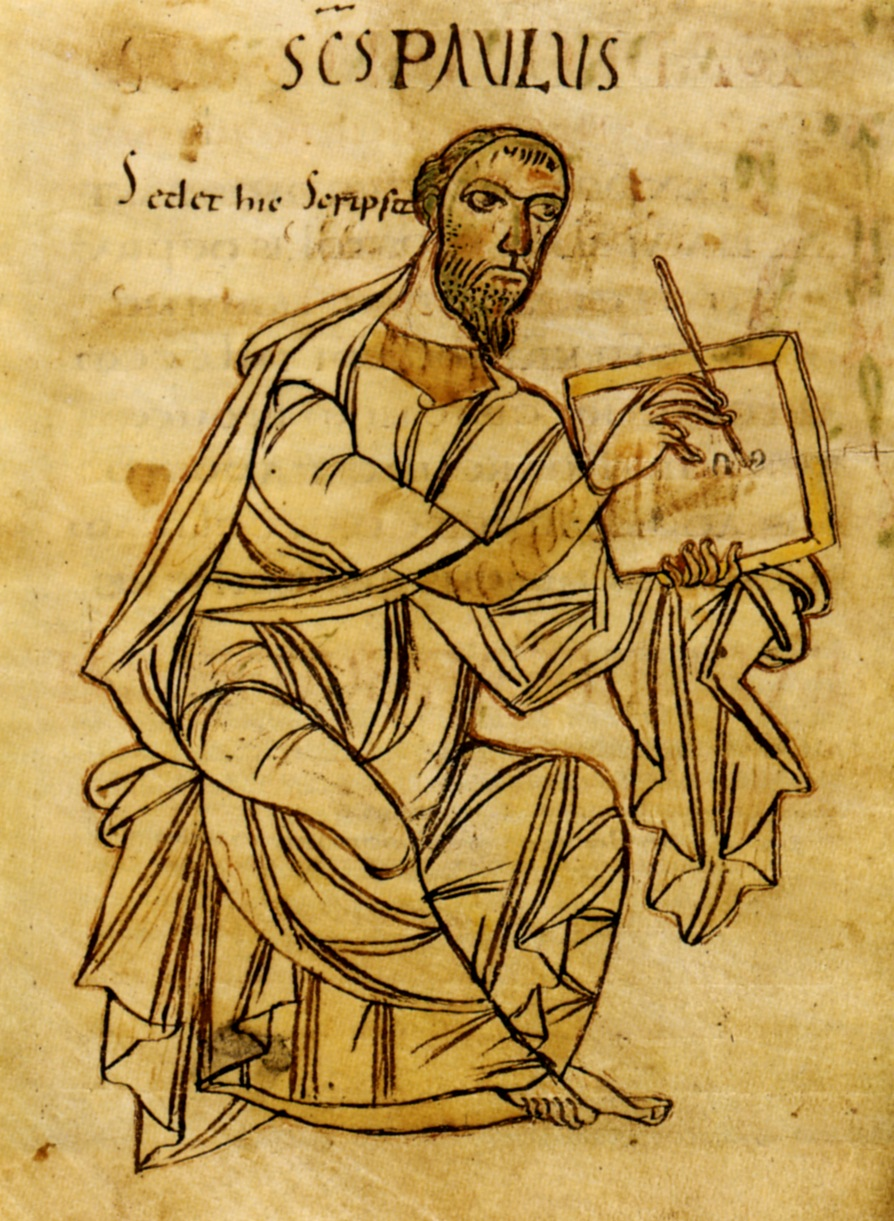
San Pablo en un manuscrito de las epístolas, de inicios del (Württembergische Landesbibliothek, Stuttgart).

Se han dado tres razones para este cambio de actitud. Procopio de Cesarea, historiador de la corte de Justiniano, consideró que tras las leyes había motivos políticos, ya que permitieron a Justiniano eliminar a enemigos políticos, quedarse con sus propiedades y no tuvieron mucha eficacia eliminando la homosexualidad entre la gente corriente. La segunda razón y quizás la de más peso, sería la extensión del cristianismo dentro de la sociedad romana, que fue asumiendo el paradigma cristiano de que el sexo debe servir exclusivamente para la reproducción. Colin Spencer, en su libro Homosexuality. A history, defiende que un cierto sentido de autoprotección de la sociedad romana tras sufrir alguna epidemia (como la peste, por ejemplo) aumentó la presión reproductiva sobre los individuos. Este fenómeno estaría combinado con la extensión del estoicismo en el Imperio.
El cristianismo también llegó en el siglo III a las provincias germanas. Los primeros obispados fueron Tréveris, en el siglo III, Colonia, hacia el año 300, y Maguncia, en el siglo IV. Hasta el año 313 no hubo una doctrina común en el cristianismo sobre la homosexualidad, pero anteriormente San Pablo ya había criticado la homosexualidad como contra natura:

Y del mismo modo también los hombres, dejando el uso natural de las mujeres, se encendieron en sus concupiscencias los unos con los otros, cometiendo cosas nefandas hombres con hombres, y recibiendo en sí mismos la recompensa que convino a su extravío.
Biblia Reina-Valera 1602: 45.Romanos: 1

Poco a poco los Padres de la Iglesia fueron creando un cuerpo literario en el que se condenaba la homosexualidad y el sexo en general en los términos más enérgicos, luchando contra una práctica común en la sociedad de la época, incluyendo la primitiva Iglesia. Por otra parte se identificó a la homosexualidad con la herejía desde muy pronto, no solo a causa de las costumbres paganas, sino también debido a los rituales de algunas sectas gnósticas o del maniqueísmo, que, según San Agustín, practicaban ritos homosexuales.
El proceso de cristianización se paralizó con las Invasiones germánicas de los siglos IV y V y no sería continuado hasta que misioneros irlandeses volvieron en el siglo VIII.

## La Alta Edad Media

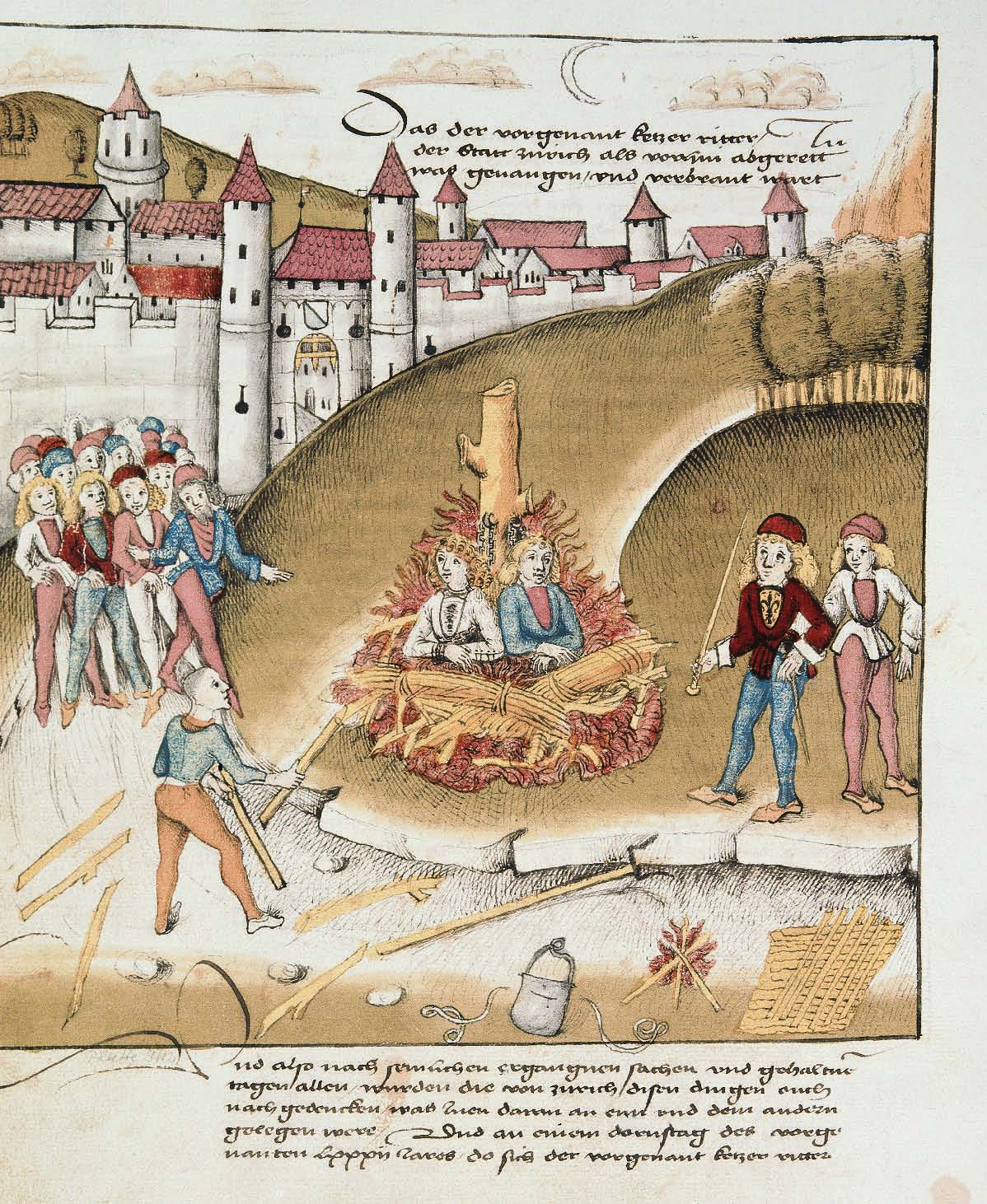
Quema por sodomía del caballero de Hohenberg y su sirviente delante de la muralla Zúrich en 1482. Ilustración del Chronik der Burgunderkriege (ha. 1483; Crónica de las guerras burgundias) de Diebold Schilling.

A finales del siglo VI y principios del VII aparecen por toda Europa los penitenciarios, manuales que prescribían castigos para los diferentes pecados y faltas. Las penas prescritas varían tanto entre autores, épocas y países que resulta imposible hacerse una visión de conjunto. Sin embargo, en todos ellos se condenaba el sexo anal u oral, tanto homosexual como heterosexual. Por ejemplo, el Finian, un penitenciario irlandés, condena las relaciones homosexuales entre adolescentes a dos años de penitencia; para hombres adultos el castigo es de tres años. Algunos incluso mencionan la homosexualidad y la masturbación femenina, considerando la acción especialmente grave si se realiza con ayuda de algún objeto, aunque los castigos no son severos. Incluso la masturbación es castigada con tres meses de ayuno en el manual del arzobispo Teodoro de Canterbury. En 965 Burkhard von Worms, obispo de Worms, editó el Directorium con una serie de reglas para «vigilar el cuerpo y curar el alma». Las preguntas que hace el arzobispo son sorprendentemente detalladas, tanto cuando habla del sexo heterosexual como del homosexual, llevando al autor Gotthard Feustel a afirmar que el religioso sabía exactamente de lo que estaba hablando. Para Brukhard von Worms la homosexualidad, la masturbación y el bestialismo formaban un solo pecado, la sodomía.
La Iglesia también dedicó muchos esfuerzos a eliminar el «pecado nefando» dentro de sus filas. El Sínodo de Tours ordenó en 567 que ningún monje ni sacerdote durmiera en una cama con otro para evitar la tentación. A partir de ese momento los monjes deberán dormir todos en una gran sala bajo la vigilancia del abad. Ejemplo de estos temores es Walafrido Strabo (809-843), hijo de padres pobres, entra muy joven en la comunidad del Monasterio de Reichenau, para llegar a ser el preceptor de Carlos el Calvo y más tarde abad de Reichenau. La poesía de Strabo, uno de los logros cumbre del renacimiento cultural carolingio, tiene claros rasgos homoeróticos, como el poema que le dedica a su «hermano» Liutgers.
Esta situación de relativa permisividad cambió parcialmente cuando en el siglo XI el papa Gregorio VII consiguió que el nombramiento de cargos eclesiásticos fuera potestad de la Iglesia y no de los poderes temporales. El triunfo del Papa fue en parte gracias a las actividades de Pedro Damián, que recorrió toda Europa agitando las masas a favor de la reforma de la Iglesia. Los textos de Damián eran violentamente homófobos, hasta el punto de que Gregorio VII tuvo que llamarlo al orden. Damián afirmaba que las relaciones sexuales entre hombres no eran debidas al instinto natural, un «simple» pecado, sino que eran debidas a influencias del demonio. Es el primero que relaciona la homosexualidad con la posesión demoníaca, contra la que solo ayudaba la muerte por fuego.

## La Baja Edad Media
La relativa permisividad con que se vivía la homosexualidad en Europa cambió en el siglo XII. Bajo influencia de las campañas contra los albigenses y valdenses, de los que, como campaña de desprestrigio, la Iglesia Católica afirmaba que practicaban la sodomía, la relación percibida entre homosexualidad y herejía comienza a extenderse. Esta íntima relación con la herejía se suma a la posesión demoníaca, como lo demuestra el proceso por brujería de un hombre de Fráncfort en 1336. El acusado, probablemente bajo tortura, confesó que había realizado el osculum infame y que luego había tenido relaciones sexuales con el demonio y con otros brujos. El Malleus maleficarum, el manual sobre brujas por excelencia, lo confirmaba, la sodomía era un pecado tan horrible que incluso los demonios se horrorizaban.
Las leyes civiles también cambiaron, condenando la sodomía a la hoguera. Ya en el siglo IX Carlomagno había condenado a los sodomitas a la decapitación y muchos estudiosos son de la opinión de que las leyes antisodomíticas no llegaron a emplearse efectivamente, pero historiadores más recientes atribuyen esta impresión a la falta de documentación y de estudio de los documentos existentes. Crompton menciona por ejemplo la quema ordenada en 1277 por el rey Rodolfo I de Alemania de lord Haspisperch, un oscuro miembro de la nobleza suiza, o la de Jan de Wette, un humilde artesano cuchillero, en 1292 en Gante.
Estas leyes se emplearon a menudo como arma política, tal como había inaugurado Felipe IV de Francia contra los templarios a principios del siglo XIV. Existen innumerables ejemplos en Europa, de los que se puede mencionar en el ámbito alemán a Guillermo V, duque de Jülich, conde de Cambdrige y Peer of England, que fue encerrado por sodomía por sus propios hijos en diciembre de 1349. Guillermo fue liberado en junio de 1351 gracias al pago de un rescate que realizó su hermano, el arzobispo de Colonia. Un segundo caso es el del noble Konrad von Murach, del alto Palatinado, que en 1466 fue forzado a reconocer libremente haber cometido el pecado sodomítico. En realidad había tenido un problema de derechos con el Pfalzgrafen bei Rhein y esta fue una forma de doblegar su voluntad.
Hasta finales del siglo XX también se creía que las mujeres habían sido ignoradas por estas leyes, pero estudios más recientes muestran que juristas medievales, siendo el primero Cino da Pistoia, interpretaron una oscura ley de Diocleciano y Maximiano, la Lex foedissiman de 287 ddC, de forma condenatoria para las mujeres que tenían relaciones sexuales con otras mujeres. En 1400 Bartolomeo de Saliceto se refiere a la Lex foedissiman condenando el lesbianismo a la pena de muerte. Las Lecturas de Saliceto se convertirían en una referencia para toda Europa hasta el siglo XVIII.

## El Renacimiento

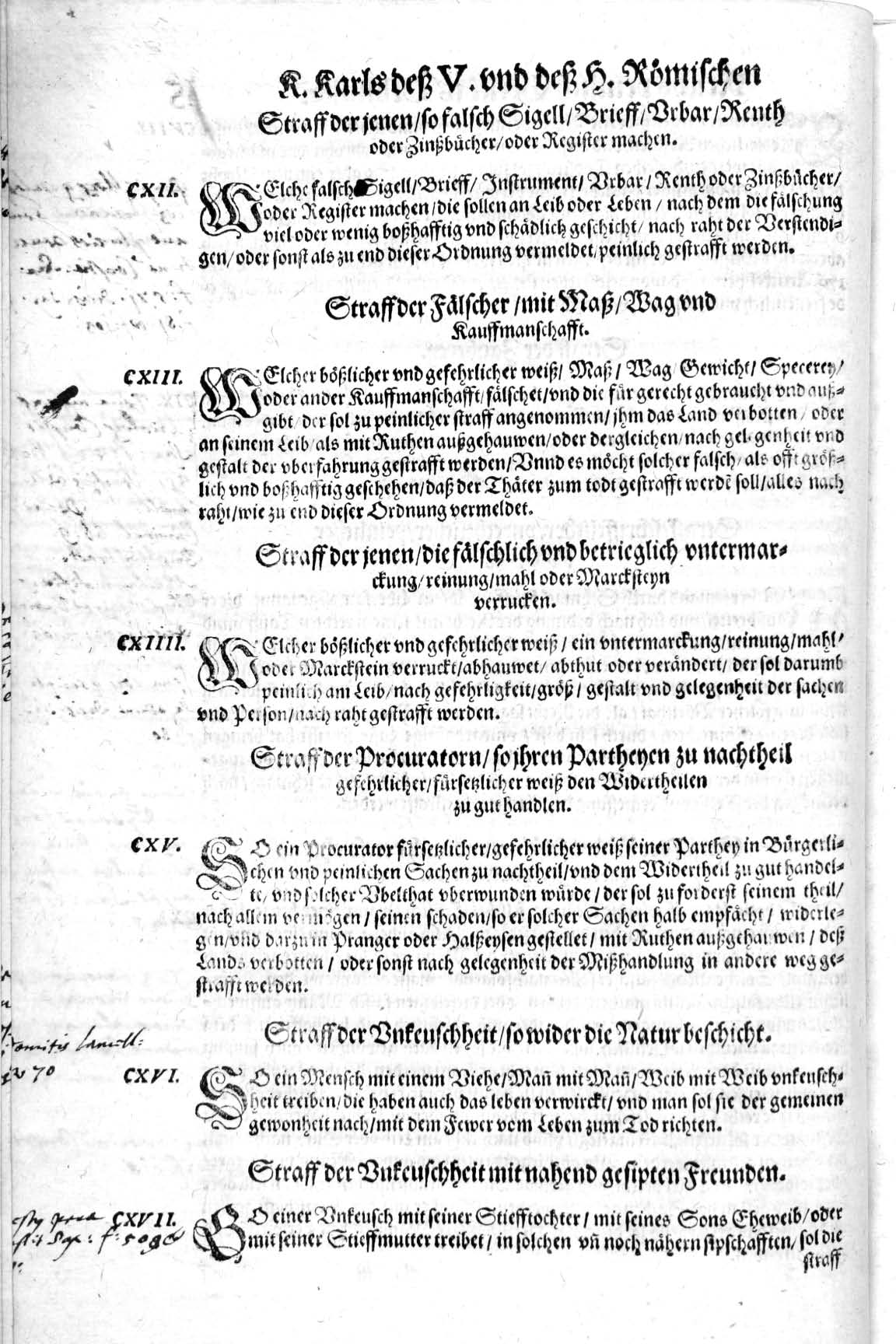
Página del Constitutio criminalis Carolina (1577) en la que aparece el artículo 116 que trata sobre la sodomía.

Los castigos fueron aumentando y diversificándose a lo largo de los siglos XIII y XIV. A finales del siglo XIII y principios del XIV las penas típicas para un primer delito de sodomía eran la castración, latigazos y multas; para los reincidentes, la pena solía ser de muerte en la hoguera. En 1409, en Augsburgo, emplearon una jaula en la que encerraron a cuatro religiosos, que murieron de hambre y sed; el quinto fue «perdonado» y quemado en la hoguera. En general, los religiosos sufrían penas menos severas o incluso, como fue el caso del vicario Johannes Stocker de Basilea en 1475, acusado de abusar a uno de los niños del coro, eran confiscados sus bienes y simplemente condenados al destierro. En 1532, Carlos V del Sacro Imperio Romano creó una base legal unificada para el castigo de la sodomía, confirmando en su Constitutio Criminalis Carolina costumbres anteriores. La ley mantuvo su vigencia en el Sacro Imperio Romano-Germánico hasta finales del siglo XVIII. El párrafo 116 dice:

Castigad así al impúdico, cuando actúe contra natura.
En el caso de que una persona actúe de forma impúdica con un animal, un hombre con un hombre, una mujer con una mujer, entonces han perdido el derecho a la vida. Y se deberá, según la costumbre, llevarlos a la muerte por el fuego.
Constitutio Criminalis Carolina

En general no parece que hubiera grandes persecuciones de sodomitas en las ciudades germánicas, aunque se conocen procesos en Augsburgo, Ratisbona y Basilea. Un caso extraordinario lo representa Colonia, la mayor ciudad alemana de la época, en la que se formó una comisión especial en 1484 para conseguir informaciones sobre el pecado nefando a través de los confesores. Sin embargo, no se conocen consecuencias relacionadas con la investigación. En la década de 1660 hubo una serie de persecuciones de brujas y brujos en Esslingen originados por la denuncia de Hans Elsässer, un joven de 17 años, que afirmó que el demonio había «metido su cosa en su parte de atrás [...] y empujado hasta que algo mojado y caliente se introducía en él, no dolía [...]» Es muy probable que no fuera más que sentimiento de culpabilidad por relaciones homosexuales que había tenido con el aprendiz de su padre, Georg Scheffel. La denuncia, unida a las ambiciones del magistrado Daniel Hauff, produjo una caza de brujas que causó unos 60 juicios y que costó la vida a 32 personas, entre ellas las de Hans Elsässer y Georg Scheffel.

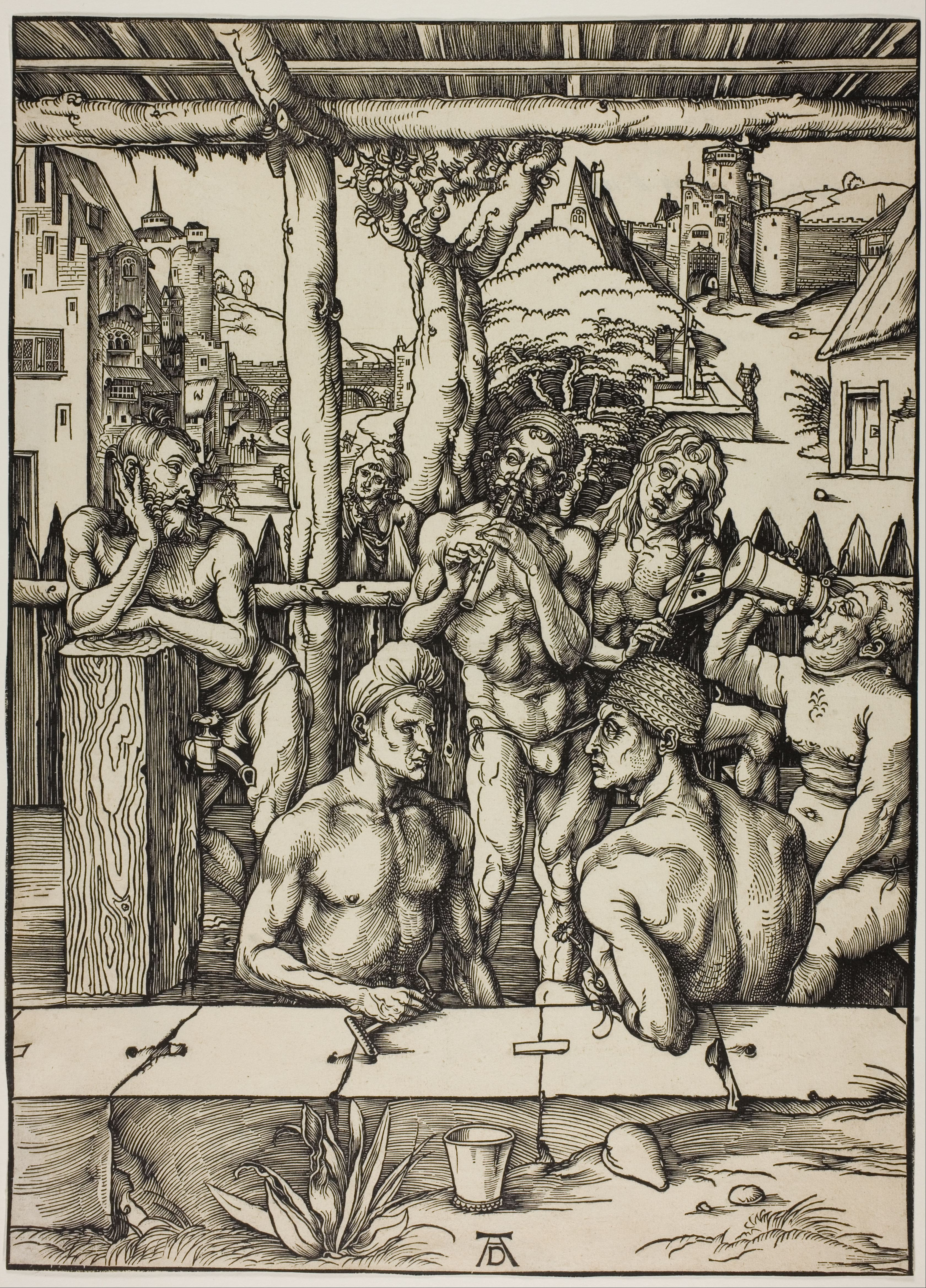
Grabado de Durero titulado Männerbad («Baño de hombres»), que una idea del aspecto de los baños en Alemania durante el renacimiento.

Las investigaciones judiciales han permitido entrever el entramado social y la subcultura sodomítica de la época. En Colonia, en 1484, el párroco de la iglesia de San Martín cuenta de determinados lugares en el Heumarkt y edificios en el Leinwandsmarkt, dos grandes plazas, en los que se reúnen los sodomitas, unos 200 según sus cálculos. De Ratisbona se sabe que hacia 1500 los sodomitas se reunían en posadas, las letrinas de los monasterios y capillas; las iglesias eran empleada a menudo para realizar contactos. En cambio, en Augsburgo los sodomitas se reunían fuera de las murallas de la ciudad, en tres baños públicos cercanos o en localidades próximas, lo que daba pie a pasar la noche. Los inculpados se encuentran casi todos en las clases medias y el tercio inferior de la sociedad, quedando fuera las clases altas y los grupos marginales, como prostituidos, mendigos y vagabundos. En el caso del proceso de Augsburgo, se trata de padres de familia. Si se considera que la homosexualidad se da por igual en todas las capas sociales, es de destacar que los gobiernos locales intentaba ejercer un control mayor sobre los grupos productivos y reproductivos.
Matthias Mende, historiador del arte y curador de la colección gráfica de los museos de Núremberg, que ha escrito y colaborado en varios libros dedicados a Durero, afirma que es muy posible que Durero, sin duda el mejor pintor del Renacimiento alemán, pudiera haber sido bisexual. Mende se basa en varios indicios, siendo el más importante una frase en griego que el amigo íntimo de Durero, Willibald Pirckheimer, escribió en un autorretrato que el primero le regaló: «Mit dem erigierten Glied in den Anus des anderen» (con el miembro erecto en el ano del otro).

## De la Ilustración alsigloXIX

### Legislación
Durante el siglo XVIII los países europeos comenzaron a modificar su actitud frente a la homosexualidad. La idea de Cesare Beccaria de 1763 de que solo debían castigarse los delitos con víctima fue aplicado por primera vez por Voltaire a los sodomitas:

La sodomía, mientras que no haya violencia, no puede ser responsabilidad de las leyes criminales. No viola el derecho de ningún otro hombre. [...] Es un vicio bajo, asqueroso, cuyo verdadero castigo es el desprecio.
Voltaire

El código penal austriaco introdujo la homosexualidad en 1787 entre los «delitos políticos», siendo los castigos la cárcel, trabajos forzados o azotes, según el grado de «escándalo público», pero ya no la condena a muerte. Prusia hizo lo mismo en 1794 en su artículo 143, sustituyendo la pena de muerte por trabajos forzados y cárcel de 6 meses a cuatro años y la pérdida durante ese tiempo de los derechos civiles.
Tras la Revolución, Francia introdujo un nuevo código penal en 1791, el primer país europeo cuya legislación no se menciona la homosexualidad, lo que significa que dejaba de ser delito. El primero en seguir el ejemplo francés fue Baviera, que eliminó en 1813 la homosexualidad del código penal. Le siguieron Württemberg en 1838, Braunschweig y Hannover en 1840. En otros estados germanos, como Sajonia, Oldemburgo y Turingia, la pena era de un año de cárcel. En Baden los jueces solo actuaban en casos de escándalo público.

### La cultura de la ilustración y el romanticismo
El pensamiento ilustrado era mecanicista y suponía leyes naturales tras todos los procesos vitales. Uno de ellos era el impulso de conservación de las especies, que se transformaba, tanto en el hombre, como en los animales, en la atracción por el sexo opuesto. En el caso de la homosexualidad, significaba que, de forma similar a lo que pasaba durante el onanismo, el hombre que tiene sexo con otro en realidad se está imaginando a una mujer y de forma análoga sería el caso de dos mujeres. Así comienza a relacionarse la homosexualidad y el onanismo, ya que ninguna de las dos sirve para la reproducción, como ponen de manifiesto Kant en su Mataphysik der Sitten y el jurista Kakob Cella.

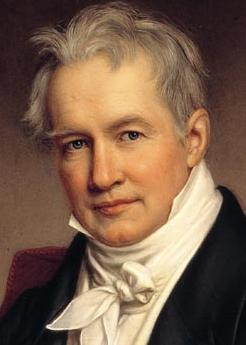
Alexander von Humboldt (1769-1859), pintado por Joseph Karl Stieler en 1843

Una de las personalidades de la cultura más importantes del siglo XVIII fue Johann Joachim Winckelmann, considerado el iniciador del estudio científico de la Arqueología y la Historia del arte. Winkelmann tenía la confianza de los cardenales romanos para el cuidado de las obras de arte romanas de la antigüedad y se codeaba con lo más florido de la aristocracia europea, incluido el rey Federico II de Prusia. Su homosexualidad es conocida por las ardientes cartas que escribía a sus amantes, pero fue ocultada al público que no hubiese aceptado del hecho. Tras su muerte por asesinato en 1768 en Trieste, autores de la talla de Goethe y Gotthold Ephraim Lessing escribieron loas en su memoria.
Tras la liberalización de las leyes en contra de la sodomía durante la primera mitad del siglo XIX, un viejo Goethe de 70 años y ya asentado en su fama se permitió editar algunos poemas homoeróticos dentro de su Diván de Oriente y Occidente, que retoma los motivos pederastas de los antiguos poetas persas. A pesar de que Goethe aseguró que el amor entre el poeta Hatem y el muchacho Saki era platónico, recibió fuertes críticas de otros poetas, como las de Adelbert von Chamisso. Un buen amigo de Goethe y uno de los científicos más importantes del siglo XIX, Alexander von Humboldt, era homosexual. A pesar de que algunos historiadores han querido ocultar esa faceta de Humboldt o disfrazarla de amistad, Magnus Hirschfeld publicó en 1914 relatos de personas que habían conocido personalmente al científico y que recordaban su participación en la subcultura gay de Berlín.
Una de las disputas más amargas dentro de la literatura alemana fue el asunto Platen, protagonizada por August von Platen-Hallermünde y Heinrich Heine. Von Platen, inspirado por Goethe, había escrito unos poemas que fueron criticados por Heine y Karl Immermann como clasicistas y anticuados. El primero se sintió ofendido y el asunto fue in crescendo, con von Platten acusando a Heine de judío (Heine se había convertido al cristianismo poco antes) y Heine a von Platen de sodomita. Desgraciadamente la disputa solo sirvió para sacar los trapos sucios de dos marginados, un «sodomita» y un «judío». Von Platen murió en el exilio italiano a los 39 años y, que se sepa, nunca llegó a vivir el amor carnal con un hombre.
Según cuenta Bernd-Ulrich Hergemöller en su semblante biográfico en el libro Mann für Mann, Nietzsche tuvo varios amigos especiales, primero el compositor fracasado Heinrich Köselitz (1854-1918) y más tarde el pensador libre semita Paul Rée (1849-1901). Sus muchas amistades masculinas llegaron a despertar rumores sobre sus «gustos antinaturales». El asunto está poco estudiado y no está claro si estas relaciones se quedaron en amores platónicos, ejemplificadas en las apasionadas cartas que se han conservado, o si llegaron a ser físicos, contagiándose de sífilis en un burdel masculino italiano.

### Homosexuales coronados

#### Federico II el Grande

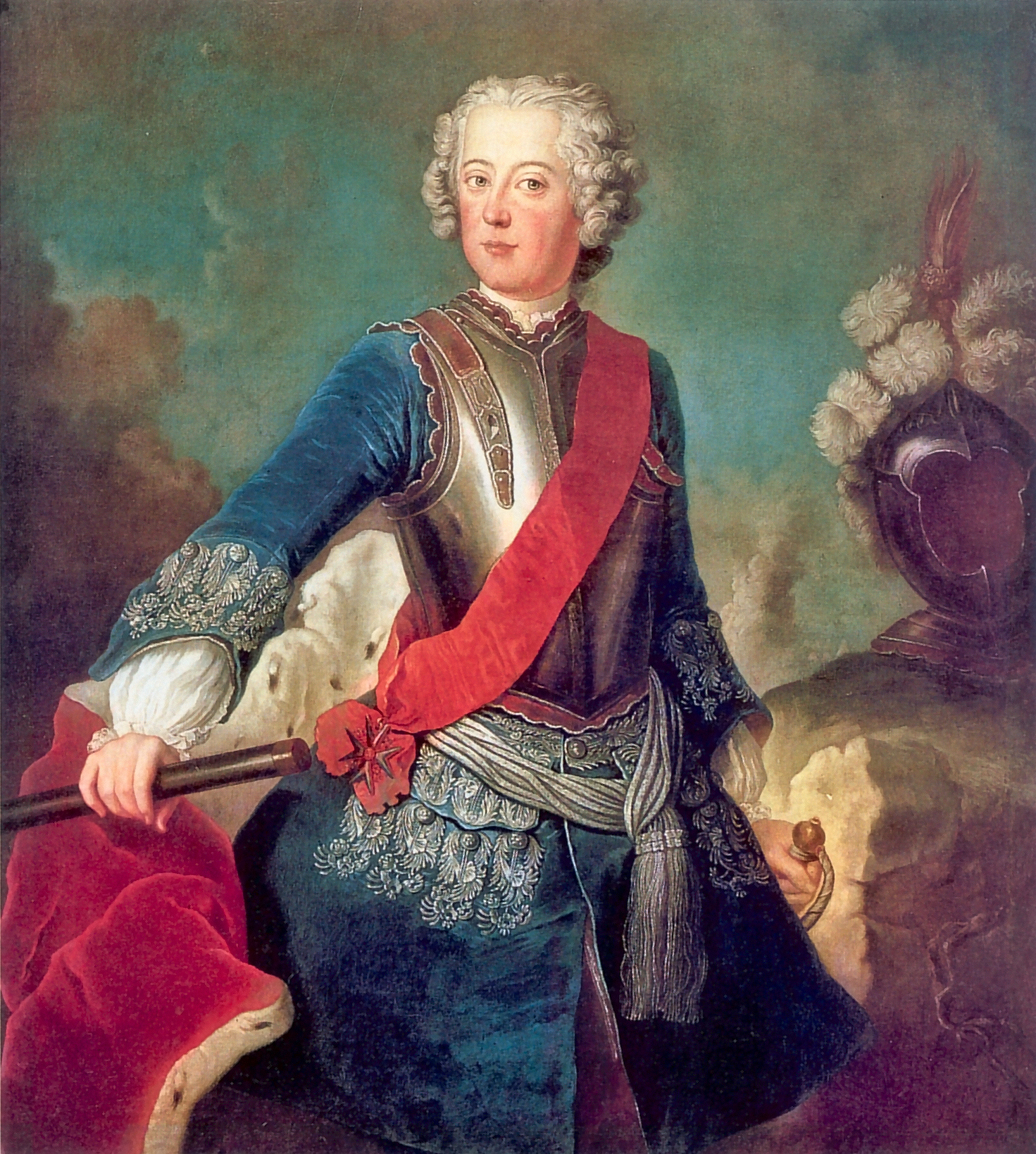
Federico II el Grande de joven, de Antoine Pesne.

Existen sospechas fundadas sobre la homosexualidad de Federico II el Grande (1712-1786), rey de Prusia, pero ningún dato definitivo. Federico tuvo una infancia difícil, ya que su padre, Federico Guillermo I de Prusia, el «Rey Sargento», era un hombre estricto y colérico que creía que la educación de un príncipe debía basarse en la disciplina, la hombría y la carrera militar. Federico en cambio prefería la filosofía, la literatura y las artes, y recibió de su madre una educación tan afrancesada que le costaba hablar alemán. Las diferencias con su padre llegaron a tal extremo que Federico intentó la fuga; tras abortar el intento, el padre ordenó ajusticiar al teniente Hans Hermann von Katte, el mejor amigo de Federico y quizás su amante, por asistirlo en sus planes. La orden de ejecución se llevó a cabo en el fuerte de Küstrin, el mismo en el que se encontraba preso Federico y es posible que viese la ejecución por la ventana de su celda.
No recuperó la libertad hasta los 21 años, tras su mayoría de edad. Se casó con Isabel Cristina de Brunswick-Bevern por imposición paterna, de la que no tuvo hijos y que desterró a un castillo remoto tras subir al trono. En general, Federico tenía una opinión muy pobre de las mujeres, aunque él mismo levantara rumores sobre sus amantes femeninas y su vida disoluta. Existen dos teorías sobre este comportamiento, la primera es que el rey era homosexual, teoría defendida y difundida por Voltaire, y la segunda dice que el rey era impotente, ya que habría sufrido una operación de la que no se tienen más datos, tal como afirma el médico suizo Johann Georg Zimmermann, que trató brevemente al rey. Voltaire, antes de su huida de Sanssouci en 1752, había sido un gran amigo de Federico e incluso pasó dos años en Berlín en la corte. A su vuelta a París, Voltaire se permitió algunos comentarios escandalosos sobre al vida del Rey, llamándolo una «amable ramera» que se divertía con pajes y cadetes, con los que realizaba la «segunda» función debido a su falta de aparatura.

#### Carlos I de Württemberg

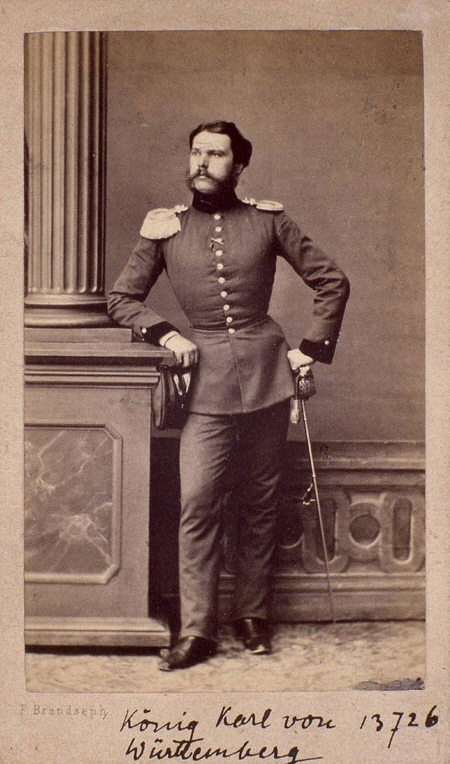
Foto del rey Carlos I de Württemberg, realizada por Georg Friedrich Brandseph (1826-1915).

A principios de la década de 1880, el rey Carlos I de Württemberg (1823-1891) pasó una crisis de salud, tanto física como psíquica, y comenzó a mostrar un gran desinterés por el gobierno del pequeño reino de Württemberg. Durante esos años, el rey había conocido y se había enamorado perdidamente de Charles Woodcock, un atractivo estadounidense de origen humilde que residía en Alemania desde 1879. La influencia de Woodcock sobre el caprichoso rey fue tal, que hacia 1885, cuando la reina Olga quería conseguir algo del rey, lo hacía a través del favorito. Las frecuentes ausencias del rey —desde 1880 pasaba todos los inviernos en el sur de Francia, el norte de Italia y largas temporadas en Friedrichshafen a orillas del lago Constanza— le hicieron poco popular entre el pueblo y la nobleza y muchos de sus colaboradores le tomaba a mal su relación con un «americano recogido de la calle», que veían como a un aprovechado, y la camarilla de norteamericanos que le rodeaban. El estado mental del rey fue empeorando poco a poco, de forma que en 1887 se consideraba desde Berlín que ya no era capaz de gobernar. En octubre de 1888 el rey dio a Woodcock el título de Freiherr von Savage y lo elevó a chambelán. Los periódicos comenzaron a escandalizarse por las circunstancias en las que se encontraba el gobierno de Württemberg; el primero fue el Münchener Neusten Nachrichten, pero incluso Le Figaro se regodeó en los detalles más escabrosos del asunto. El escándalo y la presión del gobierno de Hermann von Mittnacht sobre el rey, llevaron finalmente a Woodcock a retirarse en noviembre de 1888 a Londres. Parece que tenía intenciones de chantajear al rey con diversas cartas para garantizar su propia manutención; finalmente se conformó con un pago de 300.000 marcos, devolviendo la villa Taubenheim en Friedrichshafen, que el rey le había regalado, y unas 80 cartas.

#### Luis II de Baviera

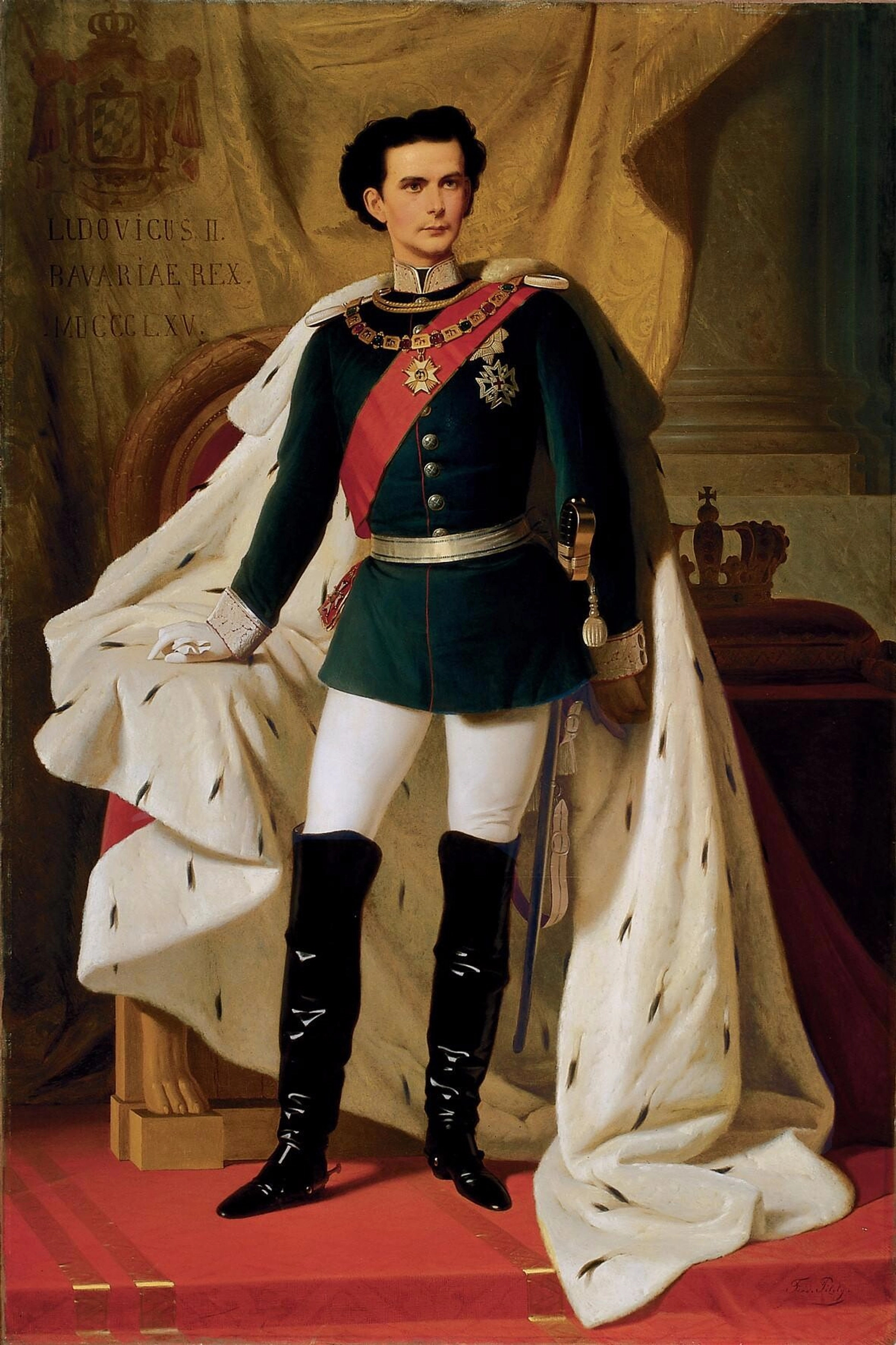
Luis II de Baviera con 20 años.

Luis II de Wittelsbach (1845-1886), rey de Baviera, a pesar de su extremada inteligencia, oía voces desde su niñez, lo que daría pie a cierta preocupación entre sus educadores. Accedió al trono con 18 años, en 1864, un rey apuesto y culto, que en los primeros meses tuvo un gobierno ejemplar. Pronto comenzó a dar señales de excentricidad, locuras que fueron apoyadas por el dinero y los consejos de la Prusia de Bismarck, ya que Prusia quería extender su poder imperial hacia los estados germánicos del sur y les convenía debilitar el poder real bávaro.
La lista de amantes de Luis II es larga. El primero fue Pablo von Thurn und Taxis, con el que se encerró en el castillo de Berg, en un mar de 15.000 rosas que había mandado plantar, asistidos tan solo por un palafrenero que llamaba Pueblo. Le siguió más tarde el actor Kainz, aunque en realidad se enamoró del personaje y no de la persona, por lo que Kainz tuvo que convertirse en un «amante romántico» a tiempo completo. La relación más larga fue con su camarero en jefe, Richard Hornig, que duró 20 años.
Las excentricidades fueron en aumento llegando a la locura y en 1886 fue obligado a abdicar por su familia y el Gobierno y sustituido por la regencia de su primo Luitpoldo. Es posible que su muerte fuera debida a agentes prusianos, habiendo sido Prusia un elemento clave en la caída en desgracia de Luis II.

#### Guillermo II de Prusia

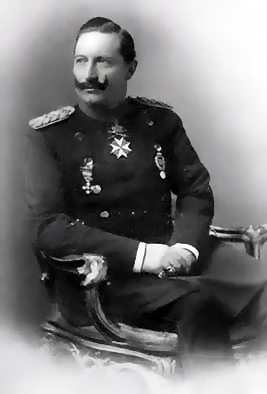
Guillermo II de Alemania hacia 1890.

Federico Guillermo de Hohenzollern (1859-1941), rey de Prusia, tuvo una infancia difícil debido a un defecto congénito en su brazo izquierdo y a su estricta educación «prusiana». A pesar de esa educación, consiguió que su presencia pública fuese la de un rey serio y algo intelectual; parece que en privado el rey era amanerado y de personalidad liviana y alegre, con muestras de cariño y afecto y excesivo trato de confianza.
A los veinte años conoció a Philipp zu Eulenburg, un noble de la corte 12 años mayor que él. Eulenburg, que era muy ocurrente y divertido, algo amanerado y el centro de todas las reuniones, pasó a ser uno de sus mejores amigos. No está claro si Guillermo II era homosexual o solamente disfrutaba el homoerotismo, pero existen muchos indicios que así lo señalan. El Rey solía realizar anualmente una travesía por los fiordos noruegos en un barco de pasaje exclusivamente masculino. Allí asaltaba a sus invitados por la espalda y realizaba movimientos imitando una sodomización, derribándolos por la cubierta más tarde. Esa misma camarilla se reunía en el castillo de Liebenberg para realizar sus juergas, sobre las que existen numerosos rumores. La amistad cayó víctima de un gran escándalo que buscaba cambiar la política real, de la que el Rey salió indemne, pero que le costó la muerte por enfermedad a Eulenburg.

### Predecesores del movimiento homosexual
Heinrich Hössli (1784-1864), un sombrerero y antologista suizo, que publicó el primer volumen de su obra Eros en 1836 y el segundo en 1838, se puede considerar como el primer activista LGBT de la historia. En el primer volumen compara el tratamiento que recibe el «amor griego» con el que se dio en siglos anteriores a los herejes y las brujas, además de defender que las características externas (como el amaneramiento) no revelan nada sobre las preferencias sexuales. El segundo volumen se divide en dos partes: una antología sobre el amor masculino, con obras griegas, romanas y persas principalmente, y una segunda, en la que trata de desmontar nueve prejuicios, incluyendo el de la pedofilia. La influencia de Hössli fue muy pequeña y sus textos apenas fueron leídos.
El primer gran activista gay fue Karl Heinrich Ulrichs (1825-1895), un abogado de Hannover. Ulrichs publicó entre 1864 y 1865, bajo el seudónimo Numa Numantius, cinco panfletos con el nombre colectivo de Forschungen über das Räthsel der mannmännlichen Liebe (Estudios sobre el enigma del amor del hombre por el hombre) en el que defiende la teoría del tercer sexo, anima muliebris virili corpore inclusa, un alma de mujer en un cuerpo de hombre, y el origen biológico de la homosexualidad. Los escritos de Ulrichs lo convierten en el primer teórico de la homosexualidad y tuvieron una cierta importancia en despertar el interés de la comunidad médica. En 1867 trató de defender la desaparición del artículo 175 en un congreso de abogados en Múnich, pero no consiguió ni terminar el primer párrafo antes de ser abucheado, siendo en el primer homosexual en «salir del armario». Ulrichs también clasificó y nombró a los diferentes tipos sexuales: el «urning», para los hombres homosexuales, y el «dioning», para los hombres heterosexuales. Estas denominaciones no tuvieron éxito y fueron desplazadas por el término «homosexual», una palabra aséptica, creada por Károly Mária Kertbeny en una carta a Ulrichs. Károly Mária Kertbeny (1824-1882), nacido Karl Maria Benkert, fue un periodista y traductor húngaro, ciudadano del Imperio austrohúngaro. Tomó interés en el tema homosexual de joven al vivir de cerca dos suicidios de homosexuales, aunque es posible que él mismo fuera homosexual, a pesar de haberlo negado siempre. En 1868 se trasladó a vivir a Berlín, donde conoció a Ulrichs y, aunque personalmente no hubo simpatía mutua, más tarde tuvieron una relación epistolar intensa. Kertbeny también luchó por la abolición de los artículos 143 y 175.

## La «Edad Homosexual» (1870-1940)

### La colonización médica
Durante el siglo XIX se produjo la transformación del «sodomita» al «homosexual». Debido al auge de la psicología, el homosexual dejó de ser un pecador a ojos de Dios al que hay que hacer arder en la hoguera, para pasar a ser un «enfermo», un «perverso» o un «degenerado», próximo a la criminalidad, que necesita de tratamiento médico para su «cura». A finales del siglo XIX la teoría de la degeneración estaba firmemente enraizada gracias a obras médicas como Psychopathia sexualis (1886) de Richard von Krafft-Ebing, Die konträre Sexualempfindung (1891; El sentimiento sexual contrario) de Albert Moll, Geschlecht und Charakter (1903, Sexo y carácter) de Otto Weininger y Entartung (1895; Degeneración) de Max Nordau, un discípulo de Cesare Lombroso. También hacia finales del siglo XIX se extiende la idea de la homosexualidad como una «perversión» que es innata y que por lo tanto no debe ser castigada. Pero al lado de esta forma innata, se creía que existía una forma adquirida, que podía llegar por seducción, violación, depravación o, a menudo, por onanismo. Muchos médicos opinaban además que la homosexualidad masculina poseía trazos femeninos; pero fue Magnus Hirschfeld quien popularizó la idea de grados intermedios entre el hombre masculino perfecto (heterosexual) y la mujer femenina perfecta (heterosexual), entre los que se encontraría el tercer sexo, un alma de mujer atrapada en un cuerpo masculino, el homosexual. Freud rechazó todas las teorías anteriores, afirmando que la homosexualidad era debida a una «seducción en la niñez» o al «complejo de castración» y que estaba relacionada con un desarrollo incompleto de la psique, además de que dudaba que se pudiese «curar».
Entre 1919 y 1922 se realizaron una serie de operaciones en las que se intenta cambiar la orientación sexual a homosexuales extirpando sus testículos y sustituyéndolos por los de personas heterosexuales. La teoría, propuesta por el fisiólogo vienés Eugen Steinach, fue popularizada por Hirschfeld, que incluso la recomendó a algunos de sus pacientes. Las operaciones dejaron de realizarse en 1922 cuando quedó claro que no producían el efecto deseado.
Al contrario que en el caso de la homosexualidad masculina, el lesbianismo atrajo poco la atención de los médicos. En general se habla de dos tipos de lesbianas, la «auténtica», masculina, y la «pseudohomosexual», que lo es por seducción, al no conseguir atraer a un hombre. Esto, cuando su existencia no es negada completa y taxativamente, ya que, según el punto de vista imperante, la mujer no puede ser satisfecha si no es con el semen masculino, cuya falta llevaría a las lesbianas a la frustración y la locura irremediablemente.

### Legislación: artículo 175
Con la creación del II Imperio Alemán, la unificación alemana, el nuevo código penal adopta la legislación prusiana en cuestión de homosexualidad. Así, a partir de 1871, la homosexualidad volverá a estar castigada en todo el territorio, incluida Baviera, donde había dejado de ser delito 57 años antes. El nuevo párrafo del código penal, que se llamó Paragraph 175 (§175, artículo 175), decía lo siguiente:

La fornicación/lujuria contra natura realizada entre hombres o de personas con animales se castigará con pena de cárcel; también se podrán retirar los derechos civiles.
RGBl. 1875 pág. 127

La pérdida de derechos civiles podía implicar la retirada del doctorado o del derecho a voto o a ser elegido. En 1913 se edita una aclaración en la que se define como «fornicación/lujuria contra natura» (widernatürliche Unzucht) a «acciones similares al concúbito natural» (dem natürlichen Beischlaf ähnlichen Vorgang). La dificultad de definir el significado exacto de «acciones similares al concúbito natural» quedó en manos de los jueces. En 1900 se introdujo la Lex Heinze, § 184, que prohibía la publicación y la venta libros, imágenes y elementos lujuriosas (unzüchtig, en referencia al § 175) y castigaba estas acciones con cárcel de hasta un año y multas de hasta 1000 marcos. En 1909 se discutió extender la ley a las mujeres, pero nunca se llevó a cabo debido a la interrupción creada por la I Guerra Mundial y el consecuente hundimiento del Imperio.
A pesar de la oposición generada tanto durante el Imperio, como por los partidos de izquierda de la nueva República de Weimar, la ley se mantuvo en el código penal.
La persecución fue muy desigual en el territorio alemán: Dresde y Múnich eran extremadamente represivas, mientras que en Berlín y Hamburgo existía una especie de acuerdo no escrito entre las organizaciones homosexuales y la policía, que permitía un cierto liberalismo. Aparte de estas dos ciudades, la República de Weimar era relativamente represiva y no merece la fama de liberal que ha tenido posteriormente. Para hacer cumplir el § 175 se crearon unidades policiales especializadas que perseguían y controlaban este crimen, recopilando detallados archivos sobre las actividades de los homosexuales, las llamadas «listas rosas». Se veían afectados sobre todo aquellos que acudían a baños públicos para el sexo anónimo y los que se movían por ambientes de los bajos fondos. En 1923/24 aumentaron drásticamente los juicios y las condenas por el artículo 175. El fenómeno fue debido a la publicidad que recibió el asesino en serie Fritz Haarmann, que según afirmaciones propias, había matado a 40 prostituidos, a los que quitaba la vida a mordiscos en el cuello tras haber llegado al clímax.
En 1925 la comisión parlamentaria encargada propuso eliminar el §175 y sustituirlo por otros dos: §296, «fornicación/lujuria entre hombres» y §297 para los casos con agravante. El artículo 296 fue rechazado en la comisión, pero el 297 fue aceptado con tan solo los votos en contra del KPD (partido comunista alemán). Como resultado, cualquier hombre que aprovechara una posición de poder para conseguir sexo con otro hombre, los que ejerciesen o acudiesen a prostitutos y los que tuviesen relaciones sexuales con menores de 21 años debían ser condenados a una pena de cárcel de más de seis meses. A pesar de mantenerse la discriminación frente a la heterosexualidad, el sexo entre hombres adultos dejó de ser delito en el borrador del nuevo código penal realizado en 1929. Este nuevo código penal nunca llegó a aprobarse; antes de que llegase al parlamento, se realizaron las elecciones de 1930, en las que el NSDAP, el partido nazi, se convirtió en la segunda mayor fuerza política.

### Los escándalos
La extensión de los medios de comunicación, la aparición de la prensa amarilla, la mojigatería y las leyes opresivas fueron factores imprescindibles para la aparición de los escándalos. Los primeros grandes escándalos europeos relacionado con la homosexualidad se extendieron en Inglaterra y en ellos se vieron envueltos personalidades de la talla del príncipe Alberto Víctor, duque de Clarence y Avondale, hijo Eduardo VII de Inglaterra, por aquel entonces todavía príncipe de Gales, y naturalmente Oscar Wilde, cuyo proceso y condena fue bien conocido en toda Europa. Otro caso que tuvo una gran resonancia en el ámbito germanófono fue el de Alfred Redl, militar del ejército Austrohúngaro, jefe del servicio de contrainteligencia del ejército y como tal, uno de los padres de los métodos modernos de espionaje. Redl fue chantajeado por Rusia a causa de su homosexualidad y cuando se descubrieron los hechos el consiguiente escándalo extendió, gracias al cine y el teatro, la idea de que los homosexuales eran vulnerables, si no peligrosos, en el gobierno y el ejército.
En Alemania el primer escándalo afectó a Friedrich Alfred Krupp, dueño de la empresa de aceros Krupp, actualmente parte de ThyssenKrupp, al que se acusó en 1902 de realizar orgías con menores en la isla de Capri. Krupp murió en 1902 en circunstancias no aclaradas, habiendo sospechas de suicidio.

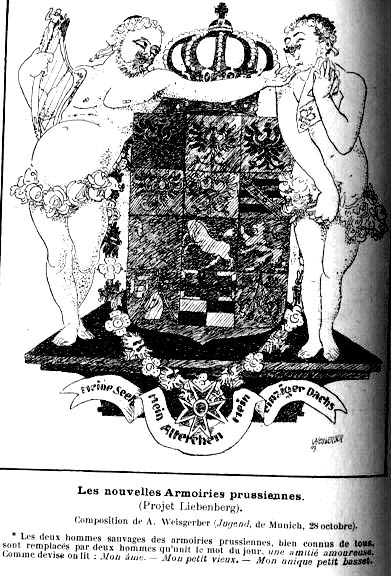
La caricatura en la que Harden quiso ver a Eulenburg (con el arpa) y su «amorcito» Moltke, uno a cada lado del escudo de Prusia

Sin duda, el escándalo más importante y que llegó a sacudir los cimientos políticos de Alemania, teniendo profundas consecuencias posteriores, fue el escándalo Harden-Eulenburg. El 27 de abril de 1907, Philipp zu Eulenburg fue expuesto (outing) por el publicista Maximilian Harden en público: Harden declaró que una caricatura publicada anteriormente en su revista Zukunft se refería a Eulengurg y Kuno von Moltke. La importancia del hecho estriba en que Eulenburg y Moltke pertenecían al llamado Círculo de Liebenberg, el círculo de amigos y consejeros más próximos al emperador Guillermo II de Alemania. Además de Eulenburg y Moltke, también fueron denunciados Georg von Hülsen, intendente del Teatro Real, Von Stückradt, un ayudante del príncipe heredero, y Bernhard von Bülow, todos pertenecientes al Círculo de Liebenberg. El emperador se distanció inmediatamente del Círculo y estos reaccionaron con una serie de denuncias que generaron a su vez contradenuncias de la otra parte, en total unos 6 juicios públicos. A pesar de que no hubo condenas para el Círculo de Liebenberg y si para Harden y sus aliados, Harden había conseguido su propósito de desacreditar a los miembros del Círculo, que en su opinión tenían una influencia demasiado moderadora y no lo suficientemente masculina y agresiva sobre la política exterior alemana. Las consecuencias fueron varias. La difusión en el resto de Europa produjo numerosos chistes y tiras cómicas sobre Alemania y el Emperador, y la homosexualidad pasó a ser considerada una cuestión alemana y antipatriotica. Además de azuzar la homofobia, el proceso también extendió prejuicios antisemíticos, ya que Harden y Hirschfeld, que se vio envuelto como experto médico, eran ambos de origen judío. Pero la consecuencia más grave fue el alejamiento de Guillermo II de sus consejeros más moderados y su acercamiento a los más agresivos y «masculinos». Algunos autores mencionan esto como una de los elementos que contribuirían al estallido de la I Guerra Mundial.
El caso Eulenburg no era más que el caso extremo de una serie de chantajes que se extendieron por todo el país, gracias al artículo 175 del código penal alemán y al miedo al escándalo público. Los chantajistas, llamados Chaneure o Rupfer (desplumadores), formaban un auténtico ejército que se hacía a la caza de víctimas. Ulrichs informa que una víctima rica tuvo que pagar 242.000 marcos a 24 chantajistas diferentes y Hirschfeld cuenta el caso de otra víctima que pagó hasta la muerte de ambos, víctima y chantajista, pero los herederos de uno siguieron pagando durante 35 años dinero a los herederos del otro. Muchas víctimas, desesperadas, buscaban en el suicidio una solución. De entre 10 000 homosexuales que fueron entrevistados para un estudio en 1914, un 51% tenían pensamientos suicidas por miedo a un juicio o por un proceso judicial comenzado, un 25% ya había intentado suicidarse, un 14% había intentado suicidarse por chantajes, las muertes por suicidio contaban un 6% y los suicidios dobles un 0,6%.

### El primer movimiento homosexual
De 1870 a 1940 se produjo un cambio en la percepción de la homosexualidad en Europa, un cambio que generaría el movimiento homosexual, precursor del movimiento de liberación LGBT contemporáneo.
Con el fondo del §175 y el proceso judicial a Oscar Wilde, el 15 de mayo de 1897 Magnus Hirschfeld, el editor Max Spohr, el jurista Eduard Oberg y el escritor Franz Joseph von Bülow fundan en Berlín el Wissenschalftlich-humanitäre Komitte, el Comité Científico Humanitario, la primera organización LGBT del mundo, cuyo objetivo era la eliminación del artículo 175 del código penal alemán. El lema de la organización Durch Wissenschaft zur Gerechtigkeit (A través de la ciencia, hacia la justicia), indica los medios que querían emplear, pretendían modificar la opinión del público a través de la información. Bajo la dirección de Hirschfeld, en 1897 la organización realizó la primera petición al Gobierno para la eliminación del §175, firmada, entre otros, por August Bebel, jefe del partido socialdemócrata, Richard von Krafft-Ebing, psiquiatra, Gerhard Hauptmann, escritor, y el pintor Max Liebermann. En 1900 se entregó la segunda petición, en 1903 la tercera y en 1904 la cuarta. En 1922 entregaron una petición con la firma de más de 6.000 personas, entre las que se encontraban el ministro de finanzas Rudolf Hilferding, Hermann Hesse, Albert Einstein, Käthe Kollwitz, Heinrich Mann, Thomas Mann, Carl Maria Weber, Stefan Zweig, Grete Meisel-Hess, Rainer Maria Rilke y Arthur Schnitzler. En 1926 se entregó la última petición. En 1902 aparecen los primeros capítulos locales en Fráncfort del Meno, Múnich, Düsseldorf y Leipzig.
En 1903 Adolf Brand crea la segunda organización LGBT el mundo, la Gemeinschaft der Eigenen (Comunidad de los propios), a partir de los suscriptores de su revista Der Eigene. La Gemeinschaft der Eigenen entendían la homosexualidad de forma opuesta a Hirschfeld y los suyos, haciendo hincapié en el hombre masculino, el eros pedagógico y el amor platónico. En 1905 Brand atacó públicamente a Hirschfeld y el Comité Científico Humanitario en el artículo Homosexualität und Afterkultur (Homosexualidad y cultura del trasero) publicado en su revista, rechazando al homosexual femenino como una caricatura y criticando la mención de la sexualidad. La asociación siguió durante algún tiempo la estrategia de la denuncia, tanto propia como ajena, de outing.
Entre 1907 y 1909 el Comité Científico Humanitario sufrió una crisis a consecuencia del escándalo Harden-Eulenburg y la actuación de Hirschfeld en el proceso, que llevó a la secesión del grupo Sezesion bajo el liderazgo de Friedländer, grupo que desapareció con el suicidio de su líder en 1909. Durante la I Guerra Mundial, de 1914 a 1917, el Comité prácticamente no tuvo actividad. En 1919 Magnus Hirschfeld crea el Institut für Sexualwissenschaft, la primera institución para el estudio de la sexología del mundo, en la que el Comité ocupaba la sección para la «reforma sexual». El Instituto tenía como objetivo «el fomento del estudio científico de la vida sexual y el esclarecimiento en ese campo». El trabajo científico anterior de Hirschfeld incluía la creación del término travestido, que de esa forma quedaban por primera vez «separados» del homosexual, la realización de la primera encuesta sobre la incidencia de la homosexualidad en la población y el desarrollo de una terapia afirmativa para ayudar a los homosexuales a vivir con su «ser diferente». El Instituto organizó en 1921 el primer congreso internacional para la reforma sexual con base científica: Ersten internationalen Kongreß für Sexualreform auf sexualwissenschaftlicher Grundlage. En 1928 Hirschfeld funda la Weltliga für Sexualreform (Liga mundial para la reforma sexual) que tiene su sede en el Instituto y que trata tanto de avanzar los derechos de los homosexuales, como temas sobre la anticoncepción y la política de población. Sus congresos serán en Copenhague en 1928, en Londres en 1929, en Viena en 1930 y en Brno en 1932.
En 1919 se creó la tercera organización homosexual, la Berliner Freundschaftsbund (Liga de amigos de Berlín). Con la unión en 1920 del Berliner Freundschaftsbund con otras organizaciones de Fráncfort y Hamburgo se crea la organización más importante durante la década de 1920, el Deutsche Freundschaftsverband (La liga de la amistad alemana), que a partir de 1923 pasa a llamarse Bund für Menschenrechte (Liga por los derechos humanos). Bajo la dirección de Friedrich Radszuweit, llegó a tener más de 30.000 miembros en 1928, extendiendo su actividad hasta Suiza. Radszuweit se convirtió en una de las personas más importantes del movimiento homosexual, fundando una editorial y abriendo la primera librería especializada en temas homosexuales del mundo. La asociación se caracterizaba por su estructura federal y el trabajo de información que hacían las asociaciones locales. A mitad de la década de 1925 se dedicaron a luchar contra la discriminación individual de homosexuales, enviando cartas de queja a representantes oficiales.
Entre 1920 y 1923 funcionó la Aktions-Ausschuß (Comisión de acción) con la unión de las tres grandes organizaciones. Poco a poco el Comité Científico Humanitario fue ganado en influencia hasta que, tras la salida de Gemeinschaft der Eigenen, se disuelve.
A partir de 1925 comenzó a haber disensiones dentro del movimiento homosexual. En 1926 el Comité Científico Humanitario se unió a otra serie de movimientos de liberación sexual para elaborar una estrategia en contra del proyecto de reforma de la legislación sobre los delitos sexuales incluidos en el código penal. El grupo editó una contrapropuesta que pedía la eliminación de las condenas por infidelidad, por homosexualidad entre mayores de 16 años, por prostitución, por aborto y por venta de anticonceptivos. Las otras dos organizaciones, Gemeinschaft del Eigenen y Bund für Menschenrecht, se sintieron ignoradas y en las revistas de Radszuweit se acusó a Hirschfeld de perjudicar al movimiento con su solicitud de legalizar la prostitución masculina. Tras muchas polémicas sobre su estilo y su estrategia, Hirschfeld fue destituido en 1929 como director del Comité, aunque el puesto fue ocupado por un amigo, Otto Juliusburger. La sede se trasladó ese mismo año desde el Instituto a un nuevo local en la calle Zimmer, en Berlín.

### El feminismo lésbico y la «lesbiana perversa»
Las lesbianas estaban sometidas a una doble discriminación: por mujeres y por homosexuales. Al contrario que el caso de los hombres, aun ocultando sus tendencias sexuales, las mujeres no eran libres, aunque el artículo 175 no les afectase. Como consecuencia, los esfuerzos de las lesbianas se centraron más bien en el movimiento feminista, que en el de liberación homosexual, a pesar de que el Bund für Menschenrecht de Radszuweit poseía desde 1923 una sección femenina en Berlín y las teorías de Hirschfeld daban holgada cabida a las mujeres. Por otra parte, el movimiento homosexual liderado por Brant era profundamente misógino en su búsqueda de la masculinidad viril. Dentro del movimiento fueron de importancia Johanna Elberskirchen, Theo Anna Sprüngli alias Anna Rüling y Emma (Külz-) Trosse. Las tres publicaron importantes textos sobre la emancipación lésbica dentro del movimiento de reforma sexual.
La reacción de la sociedad patriarcal fue la equiparación de las feministas con lesbianas marimachos y la creación del tipo «lesbiana perversa» y rapaz. Esta percepción tuvo un importante apoyo en la novela semiautobiográfica Die Beichte eines Toren (1983 en alemán; Las confesiones de un insensato) de August Strindberg, en la que el autor describe las aventuras lésbicas de su propia esposa.

### La subcultura y las artes
Berlín se convirtió durante esta época en una de las mecas gays de Europa, junto con París y Londres, a pesar del §175. Magnus Hirschfeld afirma que en Berlín había más lugares de encuentro que en otras ciudades, tanto en barrios obreros como en el centro. El local más conocido fue Eldorado, que realizaba espectáculos de travestís y al que acudían estrellas de la talla de Marlene Dietrich.
Se crearon numerosos círculos y salones de intelectuales homosexuales que discutían sobre el tema. Hirschfeld relata sobre un círculo de intelectuales y académicos que se reunía en varias ocasiones todos los inviernos. El anfitrión, que afirmaba haber conocido a Alexander von Humboldt y a Iffland y tener amistad con Hermann Hendrichs y Karl Ulrichs, reunía en su casa entre diez y doce invitados, entre los que se podían encontrar religiosos católicos, pastores protestantes, filólogos, médicos o juristas, que discutían sobre los diferentes problemas que afectaban a los homosexuales, acompañados de vinos mediterráneos, ostras, bogavantes y otras exquisiteces.
La prostitución masculina alcanzó su mayor extensión en el tiempo de entreguerras, llegándose a la cifra de 22.000 conocidos en 1929; la mayoría trabajadores jóvenes en paro por la crisis económica. Christopher Isherwood, W. H. Auden y Stephen Spender extendieron el mito del Berlín de los jóvenes trabajadores descarados y frescos, un tema, el de los jóvenes de clases populares, de cuerpo sano y musculoso, que se repetiría en la literatura homosexual de la época. Muchos huirían hacia lugares exóticos para vivir sus inclinaciones. Ulrichs se marchó a L'Aquila, en Italia, otros eligieron Sicilia o sobre todo Capri, que se convirtió en un centro para intelectuales, artistas y famosos. El turismo sexual también fue extendido a las colonias, donde los soldados y funcionarios formaban culturas homosociales.
En 1921 se creó el grupo de teatro Theater des Eros, especializado en el público homosexual, bajo la dirección de Bruno Matusseks y Eduard Oskar Püttmanns. El grupo, que mantenía una relación muy estrecha con la revista Der Freund, alquilaba teatros para representar obras de temática homosexual para un público selecto. El estreno fue con la obra Sein Junge (Su hijo) de Walter Hans Wedell el 6 de julio de 1921, en el que se vendieron todas las entradas. Las obras se fueron desarrollando en diferentes teatros, extendiéndose la iniciativa incluso a Hamburgo, a pesar de las dificultades que ponían las autoridades públicas y las críticas internas del movimiento a partir de 1924, lo que acabaría por precipitar su desaparición.

#### Primera literatura de tema homosexual
La novela de tema homosexual de finales del siglo XIX y principios del XX se inscribe dentro del marco «médico psicológico». La extensión del modelo de la sexualidad intermedia, gracias a la influencia del primer movimiento homosexual, impulsó a autores que defendían la aceptación social de los homosexuales, como fue el caso de Aimée Duc en su novela Sind es Frauen? (1901; ¿Son mujeres?) o de John Henry Mackay. El primer autor en presentar la homosexualidad de forma positiva fue Adolf von Wilbrandt en su novela Fridolins heimliche Ehe (1875; El matrimonio secreto de Fridolin). Wildbrand también retoma la teoría del homosexual como ser intermedio entre el hombre y la mujer y presenta la antigua Grecia como una «Edad Dorada». Otros autores se decantaron por el modelo psicológico de Freud, como Robert Musil en su novela Die Verwirrungen des Zöglings Törleß (1906; Las tribulaciones del estudiante Törless), en la que el protagonista deja atrás en su desarrollo adolescente la etapa homosexual.
En la década de 1920 las novelas se alejaron ligeramente del modelo médico para explorar otras posibilidades. Peter Martin Lampel habla por ejemplo de hombres que se vuelven hacia el sexo homosexual por falta de mujeres. Klaus Mann empleaba la homosexualidad como metáfora de los forasteros, los extraños a la sociedad, al igual que John Henry Mackay en su novela Puppenjunge (1926; El chapero) y Hans Siemsen en Verbotene Liebe (1927; Amor prohibido). Alfred Döblin en su novela corta Die beiden Freundinnen und ihr Giftmord (1924; Las dos amigas y su envenenamiento) trata de dos mujeres que descubren su pasión como refugio del maltrato que sufren de sus maridos. Bertolt Brecht también empleó la homosexualidad masculina en sus primeras obras de teatro como algo amoral o incluso inmoral, al igual que hizo con otros elementos, para trastocar el orden establecido.
El personaje lésbico más conocido de la época es sin duda la condesa de Geschwitz, que aparece en las obras Erdgeist (1895, El espíritu de la tierra) y Die Büchse der Pandora (1904, La caja de Pandora) de Frank Wedekind en relación con la protagonista, Lulu. Como todos los personales homosexuales de la época, la condesa acaba de forma trágica. La muerte de los personajes homosexuales, al igual que la ausencia de sexualidad, estaba enfocada al público heterosexual, para, por una parte, levantar sentimientos de compasión y, por otra, no ofender la sensibilidad mayoritaria. Estos personajes pretenden siempre la integración, nunca tratan de luchar y rebelarse, aunque que se hundan en su infierno particular. Ferdinand Bruckner en sus obras de teatro Krankheit der Jugend (1926; Enfermedad de la juventud) y Die Verbrecher (1928; Los criminales) llega incluso a insinuar que si no se acepta a los homosexuales, acaban convirtiéndose en criminales psicópatas.

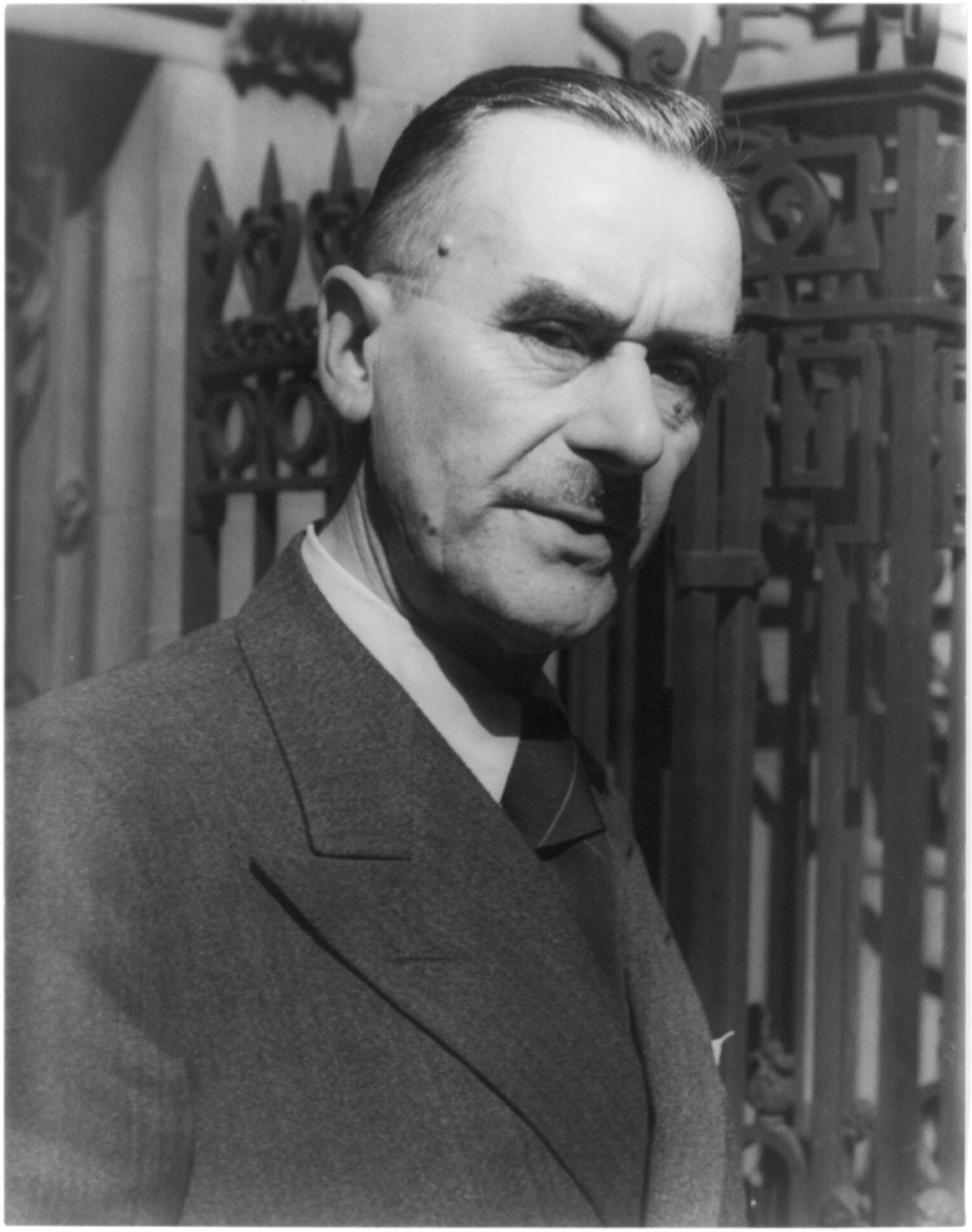
Thomas Mann, aquí en una foto de 1937 realizada por Carl Van Vechten, ocultó su homosexualidad tras una fachada de burgesa repetabilidad.

Las dos grandes autoras lésbicas de la época fueron Christa Winsloe y Anna Elisabet Weirauch. La primera es conocida por su novela Mädchen in Uniform (1931; Niñas de uniforme) que más tarde se convertiría en la primera película lésbica de la historia. Weirauch es conocida por su trilogía Der Skorpion (1919, 1920, 1931; El escorpión) que trata sobre una lesbiana en busca de su identidad.
La poesía ocultaba la homosexualidad en un lenguaje vago, que evitaba las referencias explícitas. Ejemplo es la poesía de Stefan George que trabajaba con un genérico «tu». También Thomas Mann, epítome del sólido burgués, padre de familia, respetado por la sociedad, luchó contra sus deseos homosexuales que, según reconoció él mismo, inspiraba su literatura y los ocultó en sus escritos en un código solamente accesible para los iniciados. Una de sus más conocidas novelas, La muerte en Venecia, posee un claro subtexto homoerótico que se extiende por todo el relato. El libro se basó en una experiencia del propio autor, enamorado de un hermoso joven polaco, al que nunca dirigió la palabra, durante unas vacaciones en Venecia.
Hacia mediados y finales de la República de Weimar comenzó a aparecer la novela popular de temática homosexual, que describía el amor homosexual como algo natural perseguido por una sociedad homofóbica. Ejemplos son Symphonie des Eros (1925; Sinfonía de Eros) de Erich Ernst y Glück (1927; Felicidad) de Max Schneider. Según avanzaban los años, la homosexualidad se fue convirtiendo en aceptable, pero el homosexual continúa siendo «el otro»: bien su sentimiento es inaceptable, bien no es capaz de desarrollar sus sentimientos. Hacia finales de la República, los personajes comienzan a luchar y se resisten a la muerte.

#### Primeras revistas

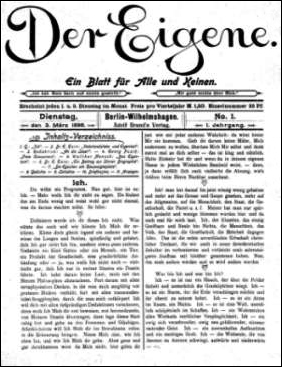
Primera edición de Der Eigene, 1896.

En 1870 se publicó la primera revista dedicada al público homosexual: Uranus, editada por Ulrichs. Siendo la primera revista del mundo de su género, solo se publicó un número. En 1896, Adolf Brand comenzó a editar Der Eigene (El propio), la primera revista de contenido homosexual, aunque inicialmente fuera entre líneas, que tuvo continuidad. La revista era de tendencias anarquistas. Fue prohibida por primera vez en 1898 por mostrar desnudos y tuvo problemas con la justicia en 1903 por un poema de Schiller.
En 1897 apareció Jahrbuch für sexuelle Zwischenstufen (Anuario para estados sexuales intermedios), la primera revista científica que se ocupaba del tema, editada por el Comité Científico Humanitario. La revista se convirtió en la mayor plataforma de debate sobre la homosexualidad, publicando trabajos científicos, estudios historiográficos y ensayos biográficos. La mayoría de los colaboradores de la revista eran de la misma opinión que Hirschfeld y defendían un punto de vista en el que los homosexuales representan un estadio intermedio entre hombres y mujeres: hombres femeninos y mujeres masculinas, en oposición a la línea editorial de Der Eigene.

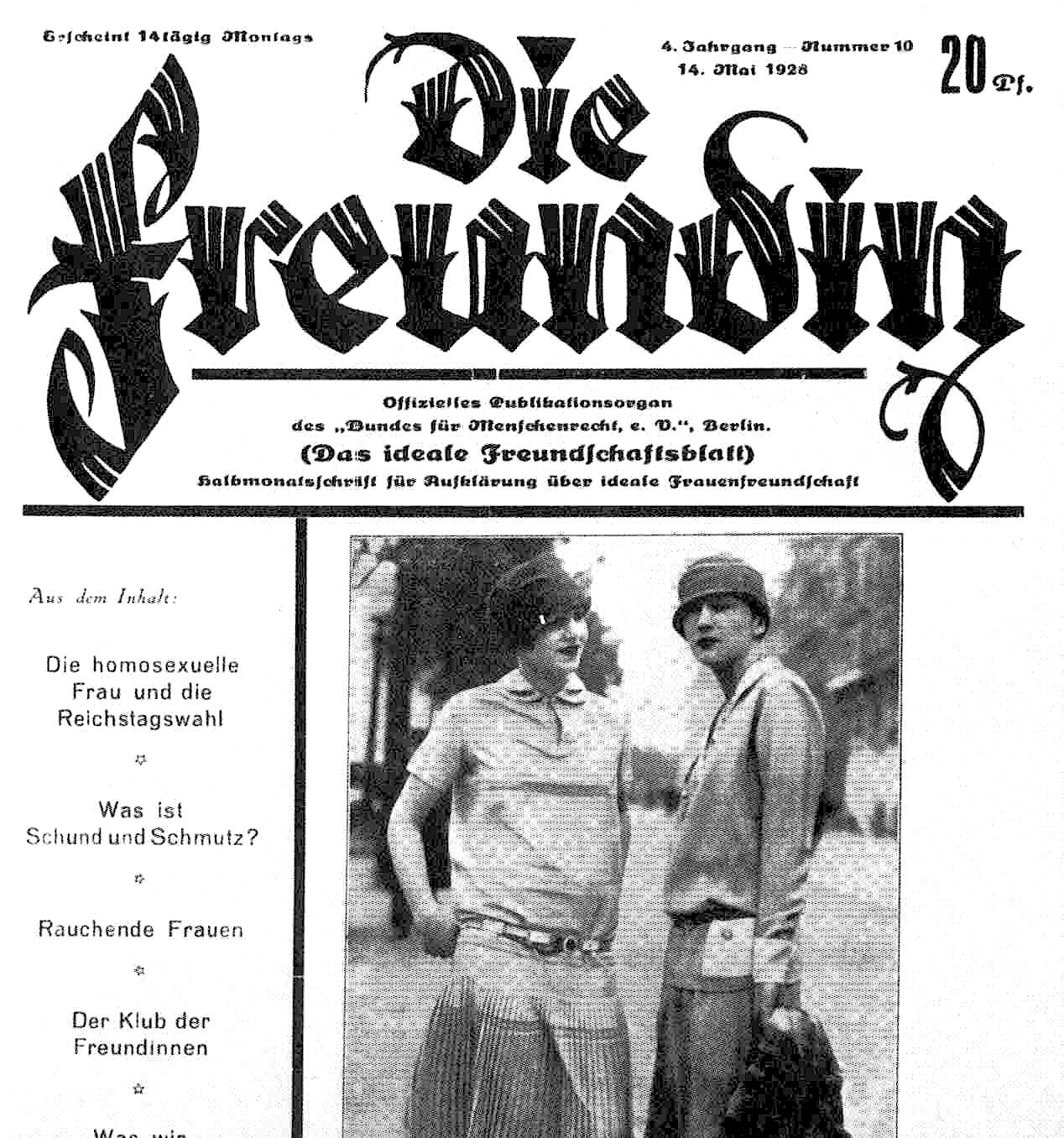
Edición de la revista lésbica alemana Die Freundin, 1928.

En 1919 se creó la revista semanal Die Freundschaft (La amistad) que durante su existencia cambió varias veces de estilo, contenido y redactores, y, según las disposiciones momentáneas de la censura, incluía anuncios por palabras, fotos de desnudos y publicidad, bien en la revista, bien en hojas separadas. De 1923 a 1925 aparecieron numerosas revistas nuevas; de estas, la más popular fue Die Insel (La isla), una revista ilustrada que llegó a tener una tirada de 150.000 ejemplares. En 1924 Radszuweit comenzó la publicación de la primera revista lésbica, Die Freundin (1924-1933; La amiga), que tenía una sección para travestidos. Llegó a haber cinco revistas para lesbianas, además de Die Freundin, Ledige Frauen (1928-1929; Mujeres solteras), Frauenliebe (1926-1930; Amor de mujeres; con una tirada de unos 10 000 ejemplares), Frauen, Liebe und Leben (1938; Mujeres, amor y vida), Garçonne-Junggesellin (1930-1932; Garçonne-Soltera) y Blätter idealer Frauenfreundschaft (BIF; 1924-1927; Hojas de la amistad femenina ideal).
Además de estas revistas comerciales, muchas asociaciones publicaban sus propias hojas informativas. La más importante fue el Freunschaftsblatt (Hoja de la amistad), editada por el Deutsche Freundschaftsbund, que cambio más tarde su nombre por Blätter für Menschenrecht (Hojas para los derechos humanos). El Comité Científico Humanitario tuvo que dejar de publicar en 1923 el Jahrbuch für sexuelle Zwischenstufen por culpa de la inflación. La hoja informativa del Comité se editó hasta 1926 como anexo en otras revistas y más tarde se comenzó a publicar por separado bajo el nombre Mitteilungen des Wissenschaftlich-humanitären Komitees (Comunicaciones del Comité Científico Humanitario).
Todas las revistas y publicaciones que trataban el tema de la homosexualidad fueron cerradas en marzo de 1933 por una orden del Ministerio del Interior prusiano, bajo el gobierno nazi.

#### El primer cine homosexual

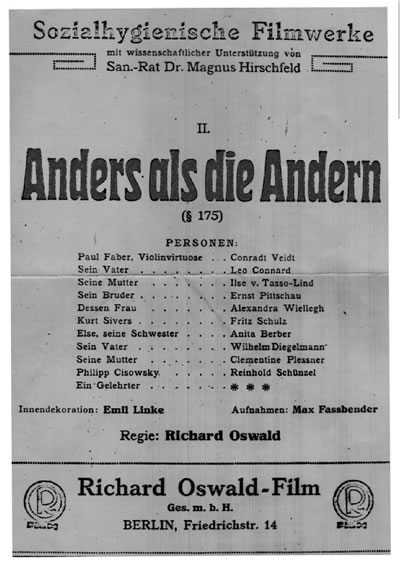
Cartel de 1919 de la película Anders als die Andern

La que se considera habitualmente la primera película de temática homosexual de la historia es Anders als die Andern (1919; Distinto a los demás) de Richard Oswald. Le película surgió en Berlín en el entorno del Institut für Sexualwissenschaft, siendo el mismo Oswald y Magnus Hirschfeld los guionistas. Fue la primera película en la historia del cine en la que se trató el tema de la homosexualidad no solo de forma abierta, sino también de forma positiva, a pesar del final trágico. El argumento trata sobre un músico, Paul Körner, interpretado por Conrad Veidt, que es chantajeado por un conocido que le ve paseando de la mano con su amante, el violinista Kurt Sivers, interpretado por Fritz Schulz. Sivers huye al enterarse del chantaje y Körner traba amistad con la hermana de Sivers, interpretada por Anita Berber, a la que muestra que la homosexualidad no es perversa. Körner finalmente denuncia a su chantajista, pero él mismo es condenado por el §175 a la pena mínima, una semana. Tras salir de la cárcel, la sociedad y su familia lo rechazan y aíslan, por lo que Körner acaba suicidándose. La historia se enmarca dentro de los Aufklärungsfilme, que pretenden educar a su público, en este caso sobre la homofobia y las consecuencias del §175. El estreno causó una gran polémica y trajo inmediatamente protestas, siendo una de las causas de la reintroducción de la censura en Alemania. La película se consideró perdida hasta que en 1979 se encontró una copia relativamente completa en Ucrania. En 1998, el Filmmuseum München restauró una copia de 40 minutos, de los 120 que duraba originalmente, muy similar a la reedición de 1927 titulada Gesetze der Liebe: Schuldlos Geächtet!, basada en copias fragmentarias que se encontraban en el Gosfilmofond de Moscú, la Stiftung Deutsche Kinematek y el Filmarchiv de Berlín y del Deutsches Institut für Filmkunde de Fráncfort.
Ese mismo año, 1919, se filmó Aus eines Mannes Mädchenjahren (Sobre la adolescencia femenina de un hombre) de Karl Grune y Paul Legband, basado en el libro de Karl M. Baer de idéntico título publicado en 1907. La película cuenta la historia de la juventud y niñez de Baer, que debido a su pseudohermafroditismo fue educado como una niña, a pesar de sentirse hombre. No se conocen copias que hayan sobrevivido. Con el travestismo y la bisexualidad juega la película Viktor und Viktoria (1933; Victor y Victoria), dirigida por Reinhold Schünzels con la diva Renate Müller y Hermann Thimig cuyo argumento fue filmado posteriormente en diversas ocasiones, en 1957, 1982 y 1995.
En 1924 se rueda en Alemania Mikaël de Carl Theodor Dreyer, el gran director danés. Basada en una película sueca anterior titulada Vingarne (1916) de Mauritz Stiller, ambas retomaban la historia del libro Mikael de Herman Bang. La película, que contaba la historia de un escultor que se enamora de su aprendiz, muestra el homoerotismo de una forma sutil, a través de miradas y ambiente. Termina trágicamente con la muerte por amor del escultor. De 1928 es la poco conocida Geschlecht in Fesseln (Sexo en cadenas) de Wilhelm Dieterle, una historia de amor homosexual entre presos de final trágico, aunque lo que pretendía la película era denunciar la prohibición de visitas conyugales en las prisiones.
La primera película de temática lésbica fue Mädchen in Uniform (1931) de Leontine Sagan, basada en la obra de teatro Gestern und heute (Ayer y hoy) de Christa Winsloe. El argumento trata de una colegiala de un estricto internado para niñas, Manuela, que se enamora de su profesora. Tras enterarse del enamoramiento, la directora decide expulsar a Manuela, llevándola al suicidio. La película fue rodada con dos finales, en el primero Manuela muere, el único que pudo ser visto en EE. UU., en el segundo, sus compañeras consiguen salvarle la vida. También de temática lésbica es la película Anna und Elisabeth (1933; Ana e Isabel) de Frank Wysbar, aunque también es posible interpretar la acción en clave de amistad romántica.

#### Cabaret ylieder
Sobre todo durante la República de Weimar, el cabaré tuvo un enorme desarrollo y los teatros se convirtieron en centros de experimentación y vanguardia, dentro de una revolución intelectual y moral que rompía tabús. Debido a que durante el II Imperio la censura no permitía la sátira política, se emplearon «desviaciones sexuales» para criticar la sociedad y la burguesía, tradición que se mantuvo renovada tras la I Guerra Mundial. Curiosamente, el cabaré dependía precisamente del dinero de esa criticada burguesía, por lo que Tucholsky comentó que «los cabarés están imbuidos por una curiosa ambición de ser agresivos sin ofender a nadie.»

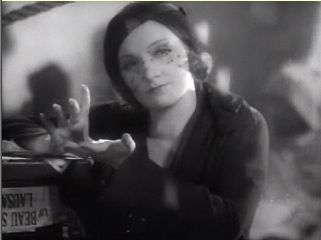
Marlene Dietrich en 1930, poco después de haberse trasladado a Estados Unidos.

Muy pocos de los cabaretistas eran abiertamente gais y lo mostraban a través de sus textos o su travestismo; de entre ellos merece la pena destacar a Hubert von Meyerinck, Curt Bois, Hans Deppe y Wilhelm Bendow. El lesbianismo también era tematizado, como muestra la conocida canción Wenn die beste Freundin, cantada por Margo Lion y una joven Marlene Dietrich. Algunos cantantes, como Paul O'Montis, Heinz Ruhmann o Claire Waldoff, también se apuntaron a este tipo de letras que jugaban con la ambigüedad. Pero todas estas canciones son solo sofisticadas e ingeniosas diversiones, en las que a menudo hay que buscar el subtexto homosexual entre líneas.
La canción más importante para los homosexuales fue Das lila Lied (La canción lila) de 1921, que se convirtió en el primer «himno gay» de la historia. La canción, compuesta en 1921 por Kurt Schwabach con música de Mischa Spoliansky, estaba dedicada a Hirschfeld y es interesante notar la referencia en el estribillo a la película Anders als die Andern. Parece ser que no fue cantada muy a menudo y solo existe una grabación de la época en la que se canta el estribillo, pero su fama llegó a ser mítica y la música fue muy popular, llegando a tener una segunda letra «escandalosa»: Sei meine Frau auf vierundzwanzig Stunden (Sé mi mujer por 24 horas). Muy militante en su defensa de los homosexuales, Das lila Lied se mantuvo como una excepción dentro de su época.

Wir sind nun einmal anders als die Andern,
die nur im Gleichschritt der Moral geliebt,
neugierig erst durch tausend Wunder wandern,
und für die's doch nur das Banale gibt.
Wir aber wissen nicht, wie das Gefühl ist,
denn wir sind alle and'rer Welten Kind,
wir lieben nur die lila Nacht, die schwül ist,
weil wir ja anders als die Andern sind.
Pues somos distintos de los demás,
que solo han amado a paso acompasado de la moral,
pasear primero curiosos por mil maravillas,
y para los que finalmente solo existe lo banal.
Pero no sabemos como es ese sentimiento,
porque todos somos hijos de otros mundos,
solo amamos la noche lila, que es bochornosa,
porque somos distintos a los demás.
Estribillo de Das lila Lied (1921) de Kurt Schwabach

Este florecimiento acabó con la llegada de Hitler al poder. Muchos artistas huyeron a EE. UU., como Marlene Dietrich o Friedrich Hollaender, a otros países o se quedaron en el exilio interior, como Claire Waldorf. Bendow acabó en un campo de trabajo por llevar sus críticas demasiado lejos; Paul O'Montis en el campo de concentración de Sachsenhausen por judío y homosexual, no sobrevivió; Robert T. Odeman y Bruno Balz también fueron enviados a Sachsenhausen por homosexuales, pero ambos consiguieron sobrevivir.
Toda esta música fue olvidada hasta finales de la década de 1990, cuando las actuaciones y grabaciones de Ute Lemper las devolvieron a la memoria. Existen varios CD editados de los que se puede destacar los titulados Schwule Lieder.

#### Fotografía y pintura

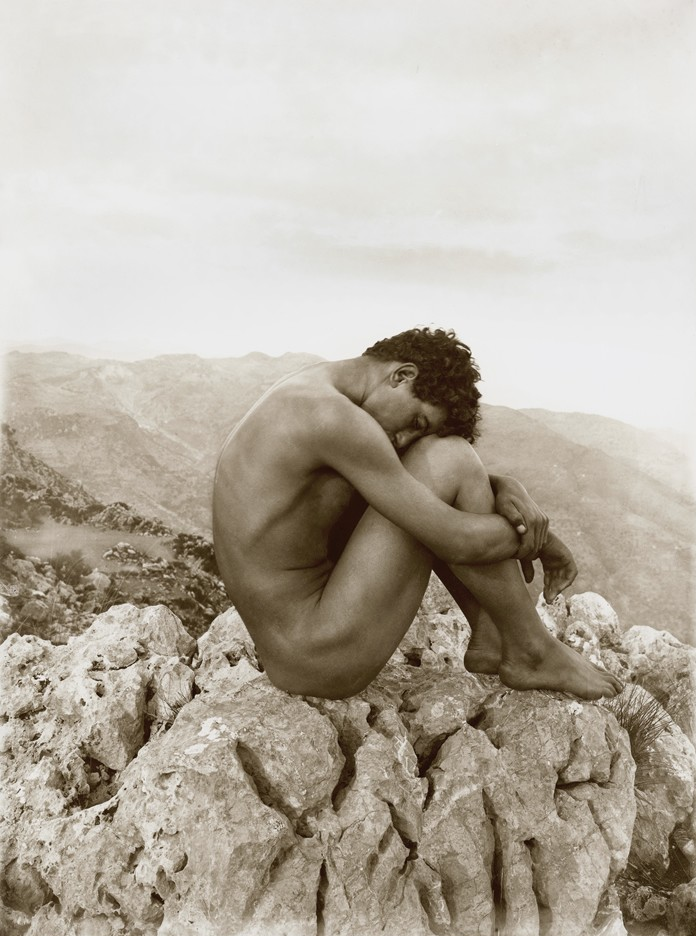
Caino (ha. 1902), una de las fotos más famosas de Von Gloeden imitando el cuadro Jeune homme nu assis (1855) de Hippolyte Flandrin.

Dentro de la fotografía homoerótica se puede destacar el trabajo de Wilhelm von Gloeden, uno de los primeros fotógrafos en representar desnudos masculinos dentro de su amplia obra pictográfica. Von Gloeden, que realizó su trabajo en Italia, prefería fotos de estilo clásico, que recordaban a la antigua Grecia, siendo sus objetos favoritos jóvenes sicilianos. También hay que mencionar el trabajo de otros dos fotógrafos alemanes que desarrollaron su trabajo en Italia, Wilhelm von Plüschow, seguidor de Von Gloeden, y Arthur Schulz.
Más moderno que los anteriores fue Herbert List; más conocido por sus trabajos para el mundo de la moda, List dio una nueva sofisticación a la foto homoerótica. Dentro de este grupo de innovadores se debe mencionar a Horst P. Horst.
Uno de los pintores más importantes que surgieron en la República de Weimar fue Jeanne Mammen. Mammen, lesbiana ella misma, se dedicó durante los años entre las guerras mundiales a pintar el submundo lésbico de Berlín, incluyendo escenas en bares, tiendas o camas, dando una cierta ternura y calidez a sus personajes, sin olvidar un toque satírico. A pesar de ser la primera artista que osa celebrar el lesbianismo de esta forma tan abierta, Mammen consiguió pasar desapercibida en durante el III Reich y siguió pintando hasta su muerte en 1976. Otra artista que representó ampliamente a las mujeres en su obra fue Hannah Höch, artista bisexual, afiliada al dadaísmo y el surrealismo, que en la época entre guerras empleó principalmente la técnica del collage para criticar la sociedad burguesa, la política y realizar comentarios sobre la sexualidad y los géneros.

## El nazismo y la Segunda Guerra Mundial
La persecución de los homosexuales bajo el régimen nazi, a pesar de los esfuerzos de una parte de los dirigentes del partido, sobre todo Himmler, de extenderla y aumentarla, nunca llegó a tener el carácter sistemático ni los métodos a gran escala que se emplearon para la eliminación de otros grupos, sobre todo comparado con el caso de los judíos. No existió un plan generalizado de asesinato de todos los homosexuales y solo una pequeña proporción de homosexuales acabó detenida o en los campos de concentración. Otra diferencia con el caso judío es que los homosexuales solo fueron perseguidos en el Reich y los territorios anexados, no en los territorios ocupados.
Existen diversas razones para ese proceder. Por una parte, el régimen perseguía «actos», aunque fuesen supuestos, y no «tendencias», distinguiendo claramente entre los homosexuales «seducidos», que se podían «curar» por castración u otros métodos, y los «irrecuperables». Por ejemplo, el autor Friedo Lampe vio censurado y secuestrado su libro Am Rande der Nacht (1933, Al filo de la noche) por el régimen nazi, ya que incluía escenas homosexuales. Lampe pudo seguir trabajando y publicando en Berlín a pesar de su conocida homosexualidad. También existen casos documentados en los que los vecinos defendieron a acusados y evitaron su detención. En general, a los homosexuales les era posible la ocultación o incluso la realización de matrimonios más o menos de conveniencia.

### Pensamiento ideológico
La homofobia del NSDAP, Partido Nacionalsocialista Alemán de los Trabajadores o, como se le ha venido conociendo, partido nazi, queda inicialmente en segundo plano frente al antisemitismo, que es su frente de batalla más visible. Como ejemplo, ni en el programa del NDSAP, ni en Mein Kampf se encuentran frases explícitas en contra de la homosexualidad. En 1928, a una pregunta de la revista Der Eigene, el NSDAP respondió:

Gemeinnutz vor Eigennutz! Nicht nötig ist es, daß Du und ich leben, aber nötig ist es, daß das deutsche Volk lebt. Und leben kann es nur wenn es kämpfen will, denn leben heißt kämpfen. Und kämpfen kann es nur, wenn es Zucht übt, vor allem in der Liebeslust. Unzüchtig ist freie Liebe. Darum lehnen wir sie ab, wie wir alles ablehnen, was zum Schaden für unser Volk ist. Wer gar mannmännliche oder weibweibliche Liebe denkt, ist unser Feind. Alles, was unser Volk entmannt, zum Spielball unser Feine macht, lehnen wir ab, denn wir wissen, daß Leben Kampf ist [...]
¡El interés de la comunidad por delante del interés propio! No es necesario que tu y yo vivamos, pero es necesario que viva el pueblo alemán. Y solamente puede vivir si quiere luchar, porque vivir significa luchar. Y solamente puede luchar si se mantiene púber. Pero solamente se puede mantener púber si mantiene la disciplina, sobre todo frente a la lujuria. El amor libre es obsceno. Por eso lo rechazamos, tal como rechazamos lo que daña a nuestro pueblo. El que piensa en amor entre hombres o entre mujeres es nuestro enemigo. Rechazamos todo lo que castra a nuestro pueblo, que lo convierte en pelota de nuestros enemigos, porque sabemos que la vida es lucha [...].

NSDAP

Poco más tarde, en 1930, el Völkischer Beobachter, órgano oficial del NSDAP, comparaba a los homosexuales con lo peor del alma de los judíos y recomendaba tratarlos como criminales aberrantes.
La actitud de los primeros años del NSDAP se puede dividir en tres corrientes principales. La primera abogaba por la aceptación de la homosexualidad y la eliminación del §175, cuya cabeza visible más conocida era Ernst Röhm, jefe de las SA y él mismo homosexual. La segunda corriente sería la representada por Hitler mismo, que personalmente no parecía tener nada en contra los homosexuales, mientras fueran discretos. Finalmente estaban aquellos que eran profundamente homófobos, entre los que se cuenta Heinrich Himmler, que llegaría a ser jefe de las SS.
La homosexualidad de Röhm fue empleada en estos primeros años por la oposición para atacar al NSDAP. Sobre todo fue el periódico Münchener Post de tendencia socialdemócrata, pero también otros como Welt am Montag, los que aprovecharon la detención por el §175 de Röhm en 1931 para ridiculizar a las camisas marrones. También periódicos extranjeros, exiliados o intelectuales emplearon la estrategia, como Bertolt Brecht, que en versos se burlaba de que Hitler se había deshecho el 30 de junio de 1934 de un antiguo amante. El tema de la homosexualidad de Hitler ha sido retomado posteriormente por el historiador alemán Lothar Machtan en su libro El secreto de Hitler (2001), que ha sido criticado como dudoso por otros historiadores como Hans Mommsen e Ian Kershaw.

### Homoerotismo en el arte nazi

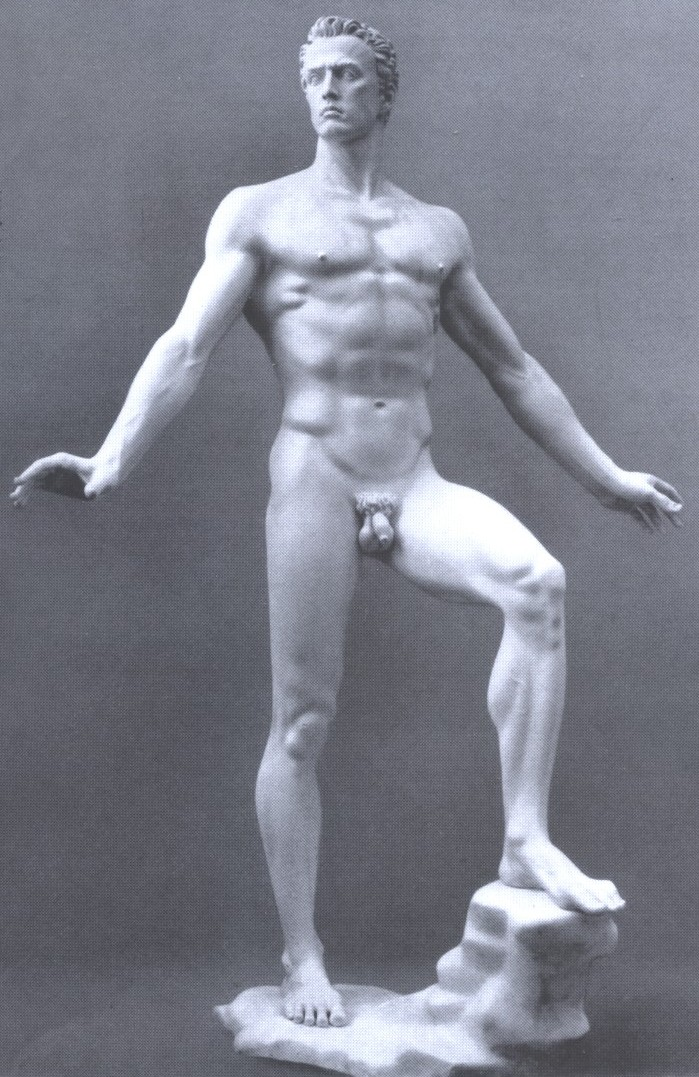
Der Sieger (1939) de Arno Breker.

A pesar de la persecución de los homosexuales y de que el régimen rechazase todo lo relacionado con ellos como degenerado y despreciable, existe una corriente homoerótica dentro del arte fascista. La representación idealizada de la fuerza, el heroísmo y la masculinidad, a menudo a través de atletas, soldados y trabajadores, poseía un cierto componente homoerótico. Hitler quería mostrar a través de la imagen del ario idealizado, representación de la belleza, la diferencia con el judío, débil y corrupto, que representaba la fealdad.
Dentro del cine se pueden nombrar como ejemplos las películas Olympia (1938) de Leni Riefenstahl, Hitlerjunge Quex (1933) de Hans Steinhoff y Besatzung Dora (1943) de Karl Ritter. En la pintura un buen ejemplo es Wassersport (1936) de Albert Janesch. Pero donde mejor se puede apreciar es en la escultura de Arno Breker y Joseph Thorak. Breker se convirtió, con sus esculturas de hombres musculosos desnudos, en uno de los más importantes escultores del régimen y su taller empleaba a cientos de colaboradores. Sus grupos escultóricos de hombres preparados para el combate, abrazando a compañeros heridos, juntos en el deporte o en el duro trabajo, convierten sus obras en fácilmente reconocibles e icónicas del régimen.

### Decadencia y desaparición del movimiento homosexual

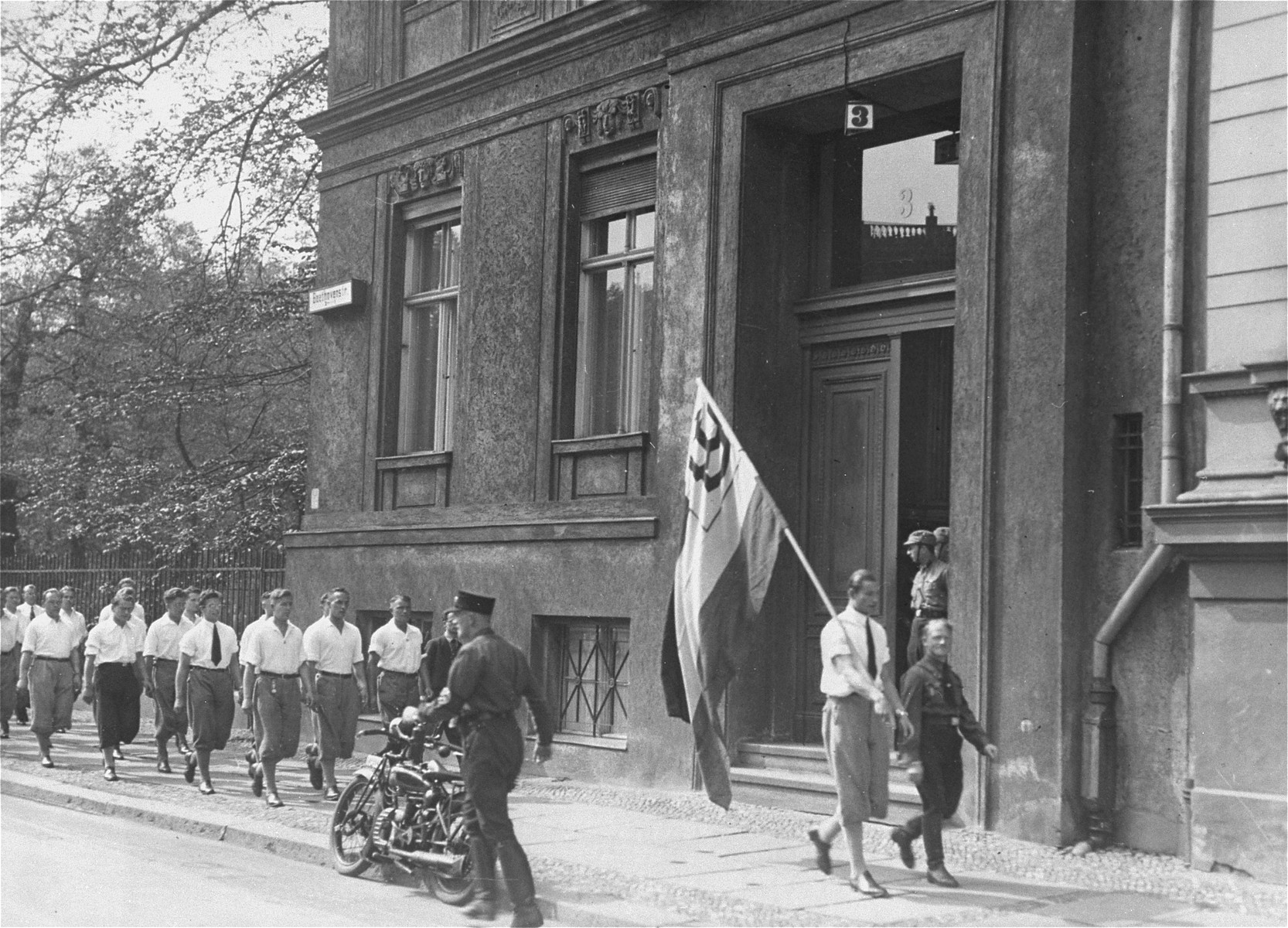
Estudiantes de la Deutsche Studentenschaft, organizada por el partido nazi, desfilan en frente del Institut für Sexualwissenschaft en Berlín el 6 de mayo de 1933 - antes de saquear y confiscar los archivos, libros y fotos para quemarlas.

El movimiento homosexual se encontraba en decadencia desde finales de los años 20. Creían haber alcanzado la eliminación del §175, lo que había dejado a las diferentes asociaciones sin un objetivo claro. Eliminación que nunca llegó a realizarse: en 1930 Alemania comenzó a igualar su código penal con el de Austria, que exigía el mantenimiento del artículo; las discusiones continuaron hasta la llegada al poder de Hitler.
En 1930 el NSDAP ya había conseguido ser la segunda mayor fuerza en el parlamento y las SA comenzaban a actuar en las calles. El ambiente era tan peligroso que Hirschfeld no volvió en 1932 de uno de sus viajes al extranjero y se dirigió directamente al exilio en Suiza. En 1932 murió Radszuweit y en 1933 murió Richard Linsert, que había sido muchos años secretario y uno de los pilares fundamentales del Comité Científico Humanitario, que se disolvió tras su muerte.
A partir de la llegada de Hitler al poder en enero de 1933 se precipitan los acontecimientos. En febrero, el Ministerio del Interior de Prusia ordenó el cierre de todos los locales y revistas que estuviesen relacionadas con los homosexuales. En mayo el Institut für Sexualwissenschaft fue cerrado, saqueado y su biblioteca ardió junto a otras obras «contrarias al espíritu alemán» el 10 de mayo de 1933. En junio se disuelven definitivamente las asociaciones de homosexuales.

### La noche de los cuchillos largos y el asunto Fritsch
Desde la llegada de Hitler al poder, las SA y la Gestapo eran dueñas de la calle y comenzaron las persecuciones, detenciones y deportaciones a campos de concentración de judíos, comunistas, socialdemócratas, sindicalistas y todo aquel se opusiese al nuevo régimen. Los homosexuales inicialmente no se vieron excesivamente perjudicados por el cambio de régimen; por ejemplo, de los 2450 detenidos preventivos que había el 10 de abril de 1934 en Baviera, solo 10 lo eran por «vida licenciosa». Algunos jueces nazis afirmarían más tarde que esto era debido en parte al miedo a Röhm.

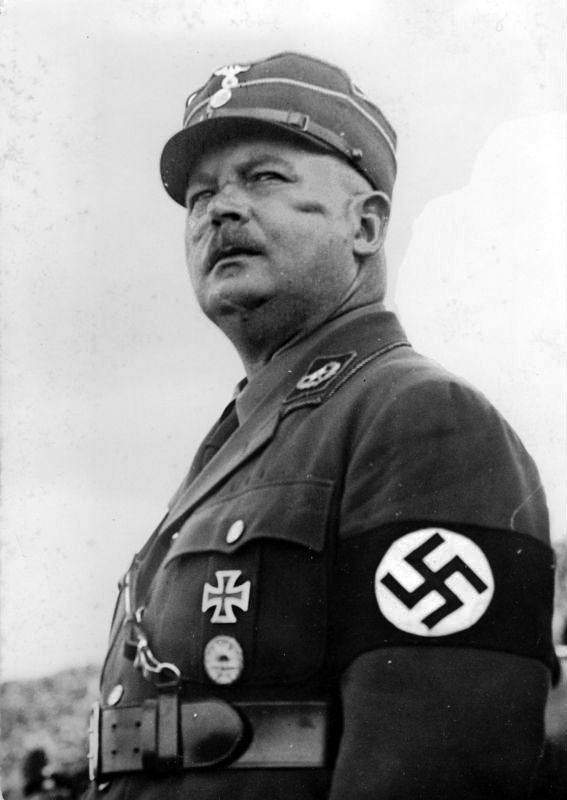
Ernst Röhm fue el principal dirigente de la SA. Sus ambiciones políticas y el recelo que inspiraba en los líderes nazis fueron unos de los principales motivos que llevaron a la "Operación Colibrí".

Röhm se había convertido en una de las personas más poderosas del régimen, jefe de las SA, un auténtico ejército paralelo de unos 400.000 miembros, y ministro sin cartera desde diciembre de 1933. Hitler le había asegurado en varias ocasiones su aprecio, la última vez a comienzos de junio de 1934; pero parece que su excesivo poder y sus veleidades revolucionarias habían comenzado a ser incómodas para la burguesía y sobre todo en el ejército. El 29 de junio de 1934, en un incidente que se ha llamado «La noche de los cuchillos largos», Hitler, con ayuda de Rudolf Hess, Joseph Goebbels y un grupo de las SS, viajaron a Múnich en avión para asesinar a los cabecillas de la SA, a la vez que se ajustaban las cuentas con algunos opositores del régimen, en total, unas 100 personas. Röhm, que había sido expulsado de la asociación de oficiales alemanes el día anterior, fue detenido, enviado a la prisión de Stadelheim y allí fue asesinado por Theodor Eicke, perteneciente a las SS y comandante del campo de concentración de Dachau. Durante la purga también fue asesinado Karl Ernst que, junto con Paul von Röhrbein y Röhm, formaba la «triada» homosexual de las SA. La justificación dada por Hitler fue un intento de golpe de Estado por parte de Röhm y las SA, pero no se olvidó de mencionar la homosexualidad de Röhm y la cúpula dirigente, acusándolos veladamente de perversión de menores.
Los mayores perdedores del incidente fueron los homosexuales: a partir de ese momento la retórica antihomosexual pasó a formar parte del discurso nazi, que fue útil a Hitler en el llamado escándalo Blomberg-Fritsch. En enero de 1938 se descubrió que el general Werner von Blomberg, ministro de la Guerra, se había casado con una mujer que estaba registrada en Berlín por prostitución. Blomberg tuvo que dimitir. Fritsch, a la sazón Comandante en Jefe (Oberkommando des Heeres) y uno de los candidatos a suceder al ministro de la Guerra junto con Göring y Himmler, no era tan afecto a Hitler como Blomberg y en cambio muy popular en el ejército. A pesar de haber ordenado destruir un acta sobre la homosexualidad de Fritsch que le había presentado Göring en 1936, Hitler ordenó inmediatamente la reconstrucción de esa misma acta para emplearla contra el coronel general. Fritsch, detenido por la Gestapo, se negó a confesarse culpable a cambio del perdón y el 10 de marzo fue sometido un juicio. Durante el juicio, que no fue público, se demostró que había sido confundido con otro «Von Fritsch» y se le declaró inocente, pero el daño ya estaba hecho: Hitler había anunciado el 5 de febrero a los generales las razones de la destitución de Fritsch, que nunca llegó a recuperar su puesto.
La homofobia fue empleada de nuevo entre 1936 y 1938 para debilitar el poder de la Iglesia católica en los llamados Klosterprozesse. En una campaña consciente, diversos religiosos y creyentes fueron acusados de homosexualidad y algunos incluso condenados.

### Persecución de los homosexuales: el recrudecimiento del §175
Casi exactamente un año después del asesinato de Röhm el régimen recrudeció el §175: a partir de ese momento, no se condenaría solo la penetración, sino también cualquier otra acción «habitual» entre homosexuales, independientemente de la técnica sexual empleada; por ejemplo, la masturbación en presencia de otro hombre o el tocamiento con intención «licenciosa» pasaron a ser delito. Además se añadieron el §175a, para casos «con agravante» (prostitución, empleo de posición de poder o violencia, sexo con menores de 21 años), y el §175b para la zoofilia. La nueva ley entró en vigor el 14 de junio de 1935. En los años siguientes se continuó discutiendo recrudecer aún más el §175, pero el veto de Hitler, que no consideraba apropiado un cambio de legislación con el país en guerra, evitó su entrada en vigor. La modificación de la ley y una mayor actividad policial incrementaron drásticamente el número de detenidos entre 1936 y 1938. En 1939, en plena Guerra, los tribunales militares comenzaron a juzgar a soldados por el §175. En total, entre 1933 y 1945 fueron juzgados unos 100.000 hombres, de los que aproximadamente la mitad fueron condenados, algunos a muerte.
Una de las primeras consecuencias de la Noche de los cuchillos largos fue una «limpieza» de homosexuales en el NSDAP y el Gobierno, de las que se encargó un órgano especial dirigido por Josef Meisinger, bajo órdenes directas de Himmler. En junio de 1936, por orden de Himmler, se creó la Reichszentrale zur Bekämpfung der Homosexualität und der Abtreibung (Central del Reich para la Lucha contra la Homosexualidad y el Aborto) como parte de la Gestapo (Policía secreta) y en octubre de 1939 pasa a depender del Reichskriminalpolizeiamt (Policía criminal). La dirección de la Reichszentrale, inicialmente en manos de Meisinger, pasa en marzo de 1936 a Erich Jacob, al que se une como director científico el psiquiatra y neurólogo Carl-Heinz Rodenberg. Ambos dirigieron la central hasta 1945, pero no sufrieron ningún tipo de consecuencias tras la Guerra. El objetivo principal de la Reichszentrale era la recopilación y el registro central de las fichas de homosexuales, las llamadas listas rosas. En 1939 poseían 33.000 fichas, en 1940 42.000. Ese mismo año, 1940, Himmler, a la sazón jefe de la policía alemana, ordenó  «detener de forma preventiva, tras el cumplimiento de su condena, a todos aquellos homosexuales que hayan seducido a más de un amante», lo que a menudo significaba un traslado a los campos de concentración tras haber salido de la cárcel.
En 1941 Hitler emitió una orden secreta por la que establecía la ejecución de todos los miembros de las SS y de la policía que realizaran acciones «lujuriosas» con otro hombre, independientemente de la edad de ambos. Con ello, Hitler sustraía a las SS y a la policía del sistema judicial normal y, para casos que afectaran al §175 y §175a, introducía una legalidad específica en tribunales especiales. El número de personas que fueron ejecutadas como consecuencia de esta orden es desconocido.

### «Tratamientos» médicos
El movimiento nacionalsocialista radicalizó el determinismo biológico que había venido desarrollándose desde finales del siglo XIX y comienzos del XX. Según este pensamiento, determinadas personas, principalmente criminales, «asociales» y deficientes mentales, heredaban sus características de generación en generación y la posibilidad de tratamiento o «cura» era prácticamente inexistente. Así, la única solución para librar a la sociedad de estos elementos inútiles o incluso perjudiciales era el internamiento, la esterilización o la eliminación. Para los ideólogos y los científicos nazis, los homosexuales caían claramente dentro de la categoría de los asociales. La campaña de esterilización llevada a cabo reclamó no menos de 400.000 víctimas en total.
Las primeras leyes sobre la esterilización de deficientes y enfermos mentales son del 14 de julio de 1933, poco después de la toma de poder de Hitler. Inicialmente los homosexuales no se vieron afectados, pero una ley de noviembre de ese mismo año, llamada Ley contra delincuentes habituales peligrosos y medidas para su puesta en seguro y mejora, ofrecía la posibilidad a los jueces de ordenar la esterilización a los mayores de 21 años siempre que fueran acusados de «delitos peligrosos contra la moralidad ». En 1935 se introdujo un párrafo en la ley que debía proteger a la sociedad de personas con enfermedades hereditarias y que permitía la castración de homosexuales con delitos políticos o criminales, aunque solo de forma voluntaria. En 1939 se hizo un proyecto de ley para el tratamiento de los asociales, en el que ya no se hablaba de acto voluntario, sino que la esterilización quedaba en manos del juez; un segundo proyecto de la misma ley de 1943 ordenaba la castración en casos en que la «moral pública» lo demandase; un tercer proyecto de ley de 1944 ordenaba la castración en casos en los que acciones repetidas o una «personalidad con tendencia» fueran necesarios para la seguridad pública. La evolución de la Guerra no permitió la introducción de estas reformas y en agosto de 1944 el Ministerio de Justicia ordenó que los trabajos fueran interrumpidos. Ya no es posible calcular su número exacto, pero muchos de los homosexuales que habían sido detenidos, encarcelados o trasladados a campos de concentración fueron liberados y enviados al frente, ya que la situación de guerra total obligaba al empleo de todos los hombres.
En el caso de los homosexuales se empleó a menudo la castración o Entmannung (lit. «deshombramiento»), como gustaba decir a los nazis. El objetivo no era evitar la reproducción, sino eliminar el impulso homosexual, es decir, la «cura». A pesar de que todavía no había una base legal, muchos médicos se ofrecieron a «tratar» a homosexuales en bien de la comunidad, aceptando como mal menor las posibles consecuencias en la salud de los «pacientes». Muy activos en este campo fueron el Dr. med. Gustav Boeters, consejero ministerial en Zwickau, y el Dr. med. Carl-Heinz Rodenberg, director científico de la Reichszentrale zur Bekämpfung der Homosexualität und der Abtreibung (Central del Reich para la Lucha contra la Homosexualidad y el Aborto). Boeters, que desde 1924 había estado ordenando esterilizaciones de disminuidos psíquicos, admitía en un artículo publicado en 1934 haber ordenado castrar a unos 60 «delincuentes morales», incluso antes de que la ley lo permitiese. El número de castraciones realizadas de esta forma incontrolada no es conocido, al igual que tampoco lo es el número de «voluntarios» que fueron castrados según la ley de julio de 1935, aunque a finales de 1935 el Reichsgesundheitsamt afirmaba que «solo» 87 hombres habían accedido. De los castrados según la ley de 1933, a finales de 1940, sumaban 2000 hombres.
El caso más extremo es del Dr. med. Carl Vaernet, SS Sturmbannführer y endocrinólogo danés. Vaernet, que afirmaba poder curar la homosexualidad con una glándula patentada por él, consiguió el apoyo del jefe de la Cruz Roja alemana, el Prof. Dr. Ernst Robert Grawitz, y del propio Himmler para realizar una serie de experimentos con presos del campo de concentración de Buchenwald. Los experimentos se llevaron a cabo a partir del verano de 1944, implantándose en la zona de la ingle a 15 presos, la mayoría homosexuales, una glándula que liberaba una hormona sexual masculina artificial. Dos de los presos murieron por complicaciones posteriores.

### Campos de concentración

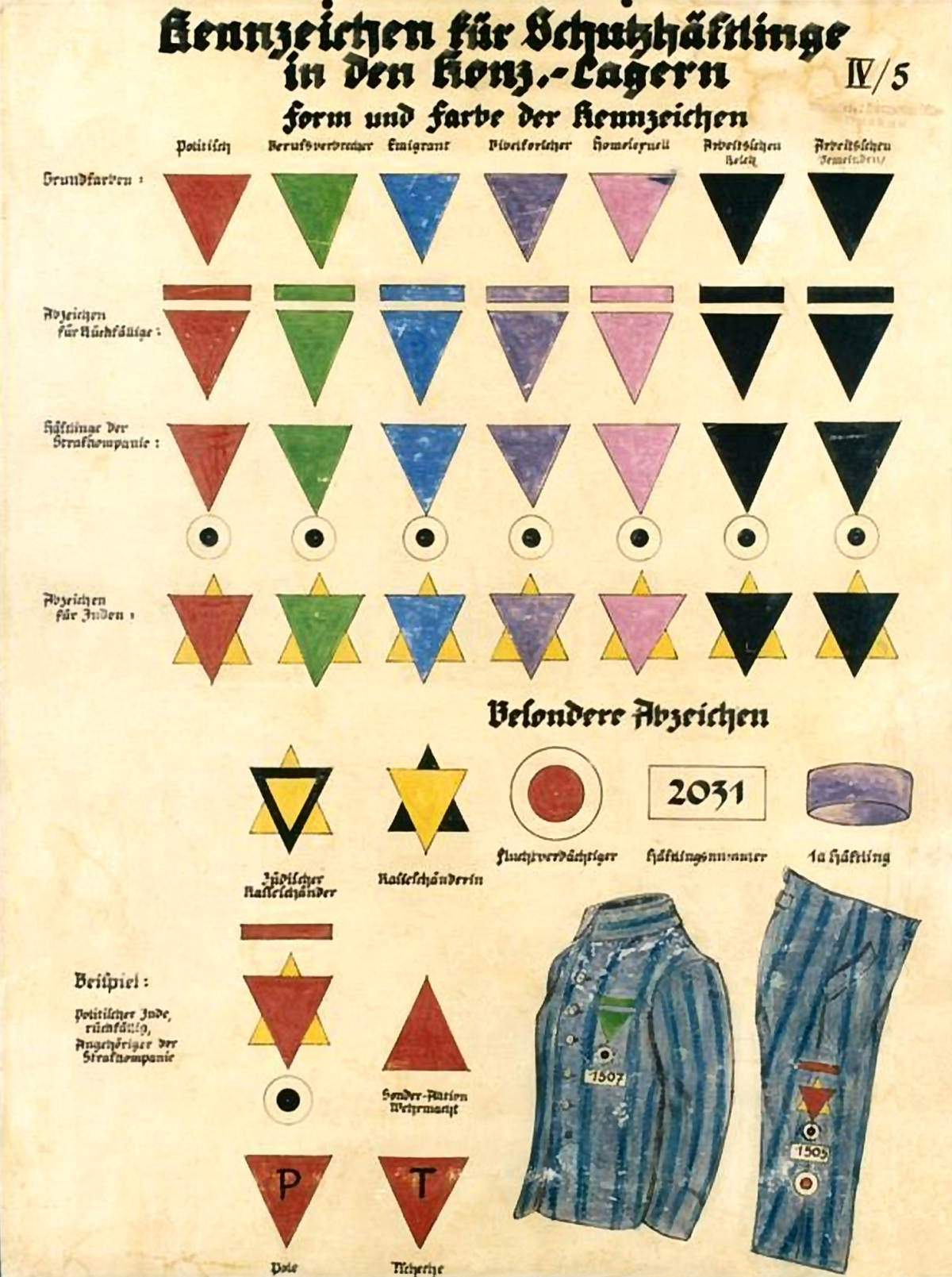
Cartilla de descripción del marcado de prisioneros en los campos de concentración. Los prisioneros homosexuales eran marcados con un triángulo rosa.

Se calcula que fueron enviados a campos de concentración por delitos de homosexualidad unos 5.000 a 15.000 hombres, una minúscula parte del total de presos que se calcula en más de cuatro millones. Los presos eran marcados con un triángulo rosa y formaban la casta más baja dentro del los campos, lo que implicaba que tuvieran la tasa de mortalidad especialmente alta.
En un informe realizado en 1945 tras la liberación de Buchenwald por el oficial judío estadounidense Albert Rosenberg, aparece el recuento de Ferdinand Röhmhild, preso número 1243, un escritor nacido en Fráncfort del Meno en 1903, titulado La situación de los homosexuales en el campo de concentración de Buchenwald. Cuenta Röhmhild que hasta 1938 los homosexuales se situaban en los barracones de presos políticos y llevaban una existencia relativamente discreta. En octubre de 1938 se les aisló en un bloque propio rodeado de alambre de espino, en una compañía de castigo propia y tenían que trabajar en la cantera, el trabajo más duro. La mezcla de personas de muy diferente origen, incluyendo criminales, dentro del bloque, hacía la vida especialmente difícil, puesto que las SS tendían a dar el puesto de kapo a los más sádicos.
Los vigilantes de las SS a veces declaraban como «homosexuales» a presos a los que querían perjudicar y contra los que no podían emplear otras razones: la simple sospecha de homosexualidad bastaba y era prácticamente equivalente a la pena de muerte. Los homosexuales, considerados como los «de menos valor» de entre los presos, eran a menudo seleccionados para ir a los campos de exterminio de Mauthausen, Natzweiler o Groß-Rosen, o para realizar trabajos que implicaban la muerte. Hacia 1942 se suavizaron ligeramente las condiciones en Buchenwald; por una parte, la falta de mano de obra en Alemania obligaba a los responsables de los campos a tener más cuidado, y por otra, se logró quitar poder a las SS.
Las condiciones fueron similares en el campo de concentración de Dachau. Los primeros presos homosexuales del campo provenían de redadas realizadas en Baviera, basadas en los datos de las listas rosas. Se ha podido demostrar que del total de presos de Dachau, 585 eran homosexuales, un 0,25%, pero solo 386 llevaban el triángulo rosa; otros 202 portaban el triángulo verde. Su tasa de mortalidad se situaba en el 32,2%, significativamente mayor que la tasa general, que se situaba en el 20,7%. Esta cifra debe matizarse, ya que los presos que entraron antes de 1936 solían ser liberados tras 24 meses de prisión, pero casi la mitad de aquellos que entraron después de 1942 murieron pocos meses después de su llegada. Al igual que en Buchenwald, las durísimas condiciones de vida, el aislamiento de los demás presos y los trabajos forzados especialmente duros fueron las causas principales, pero también hubo muertes debidas a los experimentos médicos, de los que no se conserva mucha documentación; de los experimentos sobre malaria se han conservado los informes, que muestran que, si de entre los presos normales se seleccionaba a uno de cada 200 para la realización de estos experimentos, de los presos con el triángulo rosa se seleccionaba a uno de cada 30. Y a pesar de todo, Dachau es el campo de concentración que muestra una mayor tasa de supervivencia de entre los presos con el triángulo rosa, un 40%.
La suerte de los homosexuales dentro de los campos de concentración apenas ha tenido tratamiento dentro de la literatura especializada, continuando una tradición de discriminación que no se interrumpió tras la Guerra. En dos monografías sobre los campos de concentración editadas en 1993, ambas de más de 350 páginas, solo se menciona a los homosexuales en cuatro líneas de una de ellas. No fue hasta la primavera de 2000 que se realizó la primera exposición sobre los presos homosexuales en Alemania, en este caso, en el campo de concentración de Sachsenhausen. Tras la Guerra, existen dos testimonios principales que han relatado en primera persona sus experiencias en los campos de concentración. Fueron Heinz Heger, el primero en editar su historia en 1972, cuando el tema todavía era desconocido para el público, y Pierre Seel, que esperó hasta 1994 para publicar sus memorias. Otros hablaron en el documental Paragraph 175 de sus experiencias. El último en hacerlo ha sido Rudolf Brazda.

### El lesbianismo bajo el III Reich
En general, se puede afirmar que el lesbianismo como tal no fue perseguido por el sistema, a pesar de que juristas aislados pedían un castigo y el movimiento lésbico y feminista fuera prohibido. Existen informes de casos individuales de lesbianas que fueron secuestradas y llevadas a prostíbulos en los campos de concentración, pero los hechos son tan vagos —y en algunos casos contradictorios— que se ha dudado de su autenticidad.
El nazismo era tan patriarcal que en 1942 el Ministerio de Justicia todavía decía lo siguiente:

Die gleichgeschlechtliche Betätigung zwischen Frauen ist - abgesehen von Dirnenkreisen - nicht so verbreitet wie bei Männern und entzieht sich angesichts der innigeren Umgangsformen des gesellschaftlichen Verkehrs zwischen Frauen mehr der Beobachtung der Öffentlichkeit. Die damit verbundene größere Schwierigkeit der Feststellung solcher Handlungen würde die Gefahr unberechtigter Anzeigen und Untersuchungen in sich Tragen. Der wichtige Grund für die Strafbarkeit der Unzucht zwischen Männern, der in der Verfälschung des öffentlichen Lebens durch die Schaffung von persönlichen Abhängigkeitsverhältnissen liegt, trifft bei Frauen wegen ihrer weniger maßgebenden Stellung in staatlichen und öffentlichen Ämtern nicht zu. Endlich sind auch Frauen, die sich einem widernatürlichen Verkehr hingeben, nicht in dem Maße wie homosexuelle Männer für immer als Zeugungsfaktoren verloren. Da sie sich erfahrungsgemäß oft später wieder einem normalen Verkehr zuwenden.
Los actos homosexuales entre mujeres no están tan extendidos como entre los hombres —con la excepción de los círculos de prostitutas— y se ocultan más de la vista del público, debido a las formas de socialización menos públicas de las mujeres. La mayor dificultad que, por lo tanto, conlleva el descubrimiento de esas acciones, implicaría el peligro de denuncias e investigaciones injustas. La razón principal para la criminalización de la lujuria entre hombres se encuentra en la adulteración de la vida pública a causa de las relaciones de dependencia que se crean, razón que no se puede aplicar a las mujeres por su menor relevancia en los cargos públicos. Finalmente, las mujeres que se abandonan a las relaciones antinaturales no están perdidas para siempre para la reproducción en el grado en el que lo están los hombres homosexuales, ya que, como muestra la experiencia, a menudo vuelven más tarde a una relación normal.
Reichsministerium für Justiz (1942)

Las dificultades de las lesbianas durante la Guerra fueron debidas a la amenaza de persecución, que produjo una gran inseguridad, y sobre todo a la prohibición de realizar trabajos «de prestigio» a mujeres. Todas las mujeres quedaron en consecuencia relegadas a mano de obra barata, lo que en el caso de las lesbianas, sin ayuda del sueldo de un marido, fue especialmente duro para su supervivencia. Y aun así, el «club de bolos» Die lustige Neun («El nueve divertido»), creado en Berlín en 1924, consiguió organizar fiestas de lesbianas en las que participaban entre 200 y 300 mujeres por lo menos hasta abril de 1940. No se sabe si las fiestas, conocidas por las descripciones de las actas de la Gestapo que las vigilaba de cerca, continuaron durante los años de la Guerra; el caso es que se pierde el rastro.

## La posguerra
Tras perder Alemania la II Guerra Mundial en 1945, las potencias aliadas liberaron a todos los presos de los campos de concentración y ordenaron la eliminación de todas las leyes contaminadas por la ideología nazi. En el caso del artículo 175, inicialmente se mantuvo la versión de 1935 redactada por el gobierno de Hitler y en 1946 las potencias dejaron en mano de los gobiernos locales de los länder la decisión de modificar o no el artículo. Los diferentes estados federados trataron el asunto de formas distintas: por ejemplo, Turingia y Sajonia-Anhalt rechazaron la reforma de 1935. En general, la homosexualidad continuó siendo un delito.
Los homosexuales que habían sido detenidos, encarcelados o enviados a campos de concentración fueron tratados como criminales y no como víctimas. Los que se encontraban en la cárcel tuvieron que terminar sus condenas. Incluso algunos de los liberados de campos de concentración fueron detenidos de nuevo y tuvieron que terminar sus condenas en la cárcel, independientemente del tiempo que hubiesen pasado en «detención preventiva».
En 1948 la asociación de perseguidos por el régimen nazi Vereinigung der Verfolgten des Naziregimes de la zona de ocupación soviética se negó a reconocer a los homosexuales como víctimas del nazismo y un año más tarde rechazó la solicitud de ingreso de un homosexual que había pasado por los campos de concentración. Hechos como este se repetirían más tarde tanto en la Alemania occidental como en la oriental. Los homosexuales fueron ignorados en prácticamente todos los monumentos, estudios y museos, y ni fueron mencionados en los juicios de Núremberg. Ninguno de los prisioneros del triángulo rosa recibió una compensación del estado alemán; el tiempo pasado en la cárcel y en los campos de concentración ni siquiera fue contabilizado para su jubilación.
Durante la Guerra, el único medio de comunicación LGBT en lengua alemana que había sobrevivido fue Der Kreis - Le Cercle, una revista que se publicaba en inglés, francés y alemán en Suiza, que intentó mantener una cierta continuidad con el movimiento homosexual alemán previo. Pero ya en otoño de 1945, entre las ruinas de Berlín, se celebró el primer baile gay. Entre 1945 y 1949, año de la creación de la República Federal Alemana (RFA) y la República Democrática de Alemania (RDA), hubo algunos intentos de eliminar el §175. En 1946 Hans Giese reclamó en una disertación la reforma del §175 y en 1947 el psiquiatra Rudolf Klimmer recomendó la eliminación del artículo. Este punto de vista fue apoyado por algunos medios de comunicación, como Die Weltbühne y el Leipziger Volkszeitung. La propuesta fue rechazada con el argumento de que «hay cosas más urgentes que hacer». Incluso el parlamentario del parlamento sajón Curt Röbel intentó sin éxito en 1948 la eliminación del artículo.

## República Democrática Alemana
La zona de ocupación soviética, a propuesta del jurista Wolfgang Weiß, comenzó a emplear en 1949 la versión del artículo 175 anterior a 1935, por lo que ya solo son ilegales «acciones similares al concúbito natural». Tras la creación de la República Democrática Alemana en octubre de 1949 se mantuvo esta versión de la República de Weimar del artículo, pero junto al §175a tal como se publicó en 1935 bajo el régimen nazi. La modificación o eliminación del artículo fue discutida en varias ocasiones; la propuesta de 1957 se rechazó en 1959 por no ser compatible con la moral socialista. El artículo 175 fue incluso empleado en 1953 contra el ministro de justicia Max Fechner, al que se acusaba de estar a favor del levantamiento popular contra el régimen que se había producido ese mismo año. También se empleaba como argumento la relación de la homosexualidad con los dirigentes nazis (recuérdese a Röhm), tal como hizo, por ejemplo, el presidente de la RDA Wilhelm Pieck.
Autores afectos al régimen y de cierta relevancia, como Johannes R. Becher y Louis Fürnberg, se casaron para ocultar su homosexualidad. Otros, como Ludwig Renn, consiguió mantener a penas su convivencia con otros dos hombres en una especie de piso de gays, pero tuvo que renunciar a volver editar su libro Vor großen Wandlungen que había publicado en su exilio en Suiza y que trataba de la homosexualidad.
Las asociaciones, revistas y manifestaciones públicas LGBT fueron prohibidas tras la Guerra. Los homosexuales se vieron reducidos a reunirse en algunos pocos locales en Berlín Oriental, Leipzig, Dresde y Magdeburgo, locales que las autoridades tenían bajo vigilancia y que podían ser cerrados sin más. La situación empeoró todavía en 1961 con la creación del Muro de Berlín, que aisló por completo a las comunidades LGBT de la RDA de las del lado occidental. No quedaron más que unos pocos defensores de los derechos de los homosexuales, entre los que hay que destacar a Rudolf Klimmer, que ya en 1949 escribió e intentó publicar el libro Die gleichgeschlechtliche Liebe (El amor homosexual) y que consiguió publicar un artículo en una revista jurídica defendiendo la eliminación de penas para actos homosexuales voluntarios entre adultos. Klimmer llegó incluso a pedir en 1966 el reconocimiento de las víctimas nazis del §175, pero la respuesta del gobierno fue que no se podían equiparar a los luchadores de la resistencia o los perseguidos por su raza, por lo que consideraban que no había necesidad de tomar medidas especiales.

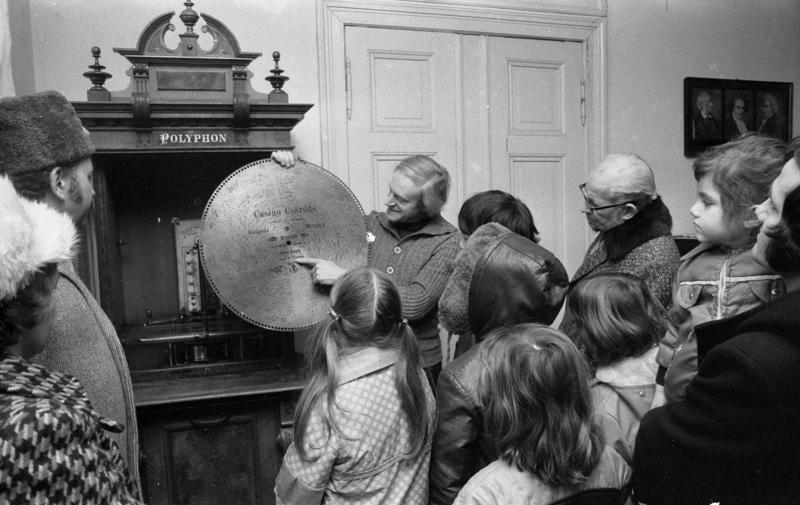
Charlotte von Mahlsdorf en 1977, guiando a un grupo de visitantes por el Gründerzeitmuseum.

La situación comenzó a cambiar a finales de la década de 1960. En 1968 el Gobierno aprobó un nuevo código penal en el que sorprendentemente ya no se encontraba el §175; en total se habían condenado a 300 hombres por este artículo. Se mantuvo el artículo 151, que definía la edad de consentimiento homosexual en 18 años, mientras que la heterosexual era de 16. A pesar de la legalización, no cambió la prohibición de publicaciones y asociaciones, ya que se temía una «extensión» del fenómeno, y la situación social no se modificó. En 1973, tras emitirse por la televisión pública de Alemania Occidental la película Nicht der Homosexuelle ist pervers, sondern die Situation, in der er lebt (No es perverso el homosexual, sino la situación en la que vive) se formó la primera organización LGBT, la Homosexuelle Interessengemeinschaft Berlin (Comunidad de intereses homosexual). Su objetivo a corto plazo era convertirse en un refugio y centro de información para los hombres y mujeres homosexuales; a largo plazo querían que la homosexualidad se convirtiera en una parte aceptada de la sociedad socialista. El grupo se encontraba a menudo en el Gründerzeitmuseum del travestí Charlotte von Mahlsdorf, organizando un cabaré llamado Hibaré, encuentros, discusiones y disertaciones semanales y algunas fiestas. En 1976 intentaron inscribir la asociación, pero una ola de represión en contra de cualquier tipo de disidencia y crítica causada por el caso Wolf Biermann lo hizo fracasar. En 1978 la policía les prohibió reunirse en el Gründerzeitmuseum, por lo que volvieron a reunirse en casas privadas y locales alquilados para la ocasión. Finalmente, en 1979, el grupo se disolvió desanimado después de que el Gobierno les respondiese que «organizaciones de homosexuales no están permitidas, para incitar a jóvenes que todavía dudan a decidirse por el lado mejor [el heterosexual].»
Hacia fines de la década de 1980, justo antes del colapso de la cortina de hierro, el gobierno de Alemania Oriental abrió una discoteca gay de propiedad estatal en Berlín.

### El lesbianismo en la RDA
Las lesbianas tenían algunas ventajas frente a sus compañeras en Alemania occidental. Las leyes discriminatorias fueron eliminadas con rapidez tras la Guerra y el estado se encargó de garantizar su acceso al trabajo, lo que permitía una independencia económica. Madres solteras no eran marginadas y el estado se encargaba en gran medida de los gastos generados por los niños. Ventajas que desaparecieron tras la Reunificación. A pesar de todo ello, las lesbianas sufrían un mayor grado de discriminación y violencia que los gays.
En general, la cooperación entre lesbianas y gays fue bastante buena, siendo una minoría las que prefirieron mantener las distancias. La primera y más importante asociación exclusivamente para lesbianas fue Lesben in der Kirche (LiK; Lesbianas en la Iglesia) creada en 1982. En 1985 las lesbianas de Arbeitskreis Homosexualität realizaron el primer encuentro de lesbianas de la RDA en Dresde, al que le seguiría en 1987 otro en Jena. Ese mismo año, 1987, se crearon grupos de lesbianas en Erfurt (Die ELSEN) y Halle. En 1989 se creó la asociación Unabhängige Frauenverband (UFV; Federación independiente de mujeres), que incluía a muchas lesbianas, a la vez que se disolvían otras iniciativas.
De 1989 a 1993 se editó la revista frauen para las lesbianas.

### La «oposición» homosexual
En la década de 1980 comenzaron a surgir grupos LGBT alrededor de la protección que ofrecían algunas ramas de la Iglesia evangélica, de la misma manera que ya se habían formado grupos feministas, pacifistas o ecologistas. Todos estos movimientos, y en especial el homosexual, eran percibidos por el aparato del Estado como tentáculos del «enemigo de clase», opositores, y como tales fueron tratados: impedimento y prohibición de actividades del grupo, infiltración de los grupos, vigilancia de sus miembros, destrucción de la reputación, de las perspectivas de trabajo o intentos de alterar las relaciones interpersonales y familiares. En los casos más extremos se emplearon «romeos» para enamorar y doblegar a los más rebeldes. De hecho, la mayor y mejor documentación sobre el movimiento LGBT de la época son los informes de la Stasi, la policía secreta. Curiosamente, el movimiento LGBT que surgió no puede decirse que fuera político y aceptaba las leyes del país, aunque exigieran la equiparación de sus derechos con la población heterosexual.

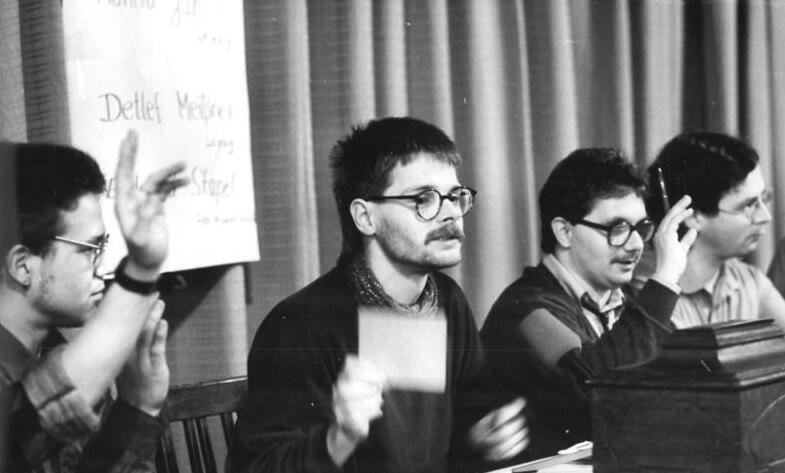
Acto fundacional del Schwulenverband en Leipzig en 1990.

A pesar de las dificultades, el movimiento fue ampliándose, a la vez que crecía la liberalización general de la sociedad en la RDA. En 1989 había 17 de estos grupos en el país, que estaban coordinados y que tenían presencia pública dentro del marco de los Kirchentage. A mediados de la década de 1980 aparecieron los primeros grupos LGBT que no estaban amparados por la Iglesia evangélica, siendo el más conocido el Sonntags-Clubs de Berlín; le siguieron otros en Weimar, Leipzig, Dresde y Magdeburgo. Hubo una cierta polémica entre los dos grupos, los primeros acusaban a los segundos de estar al servicio del Partido y los segundos querían marcar diferencias con el carácter religioso de los primeros.
A partir de mediados de la década de 1980 la homosexualidad también comenzó a ser visible en círculos científicos y medios de comunicación masiva.
El 11 de agosto de 1987, la Corte Suprema de Alemania del Este afirmó que "la homosexualidad, al igual que la heterosexualidad, representa una variante del comportamiento sexual. Las personas homosexuales no están fuera de la sociedad socialista, y los derechos civiles están garantizados para ellos exactamente como a todos los demás ciudadanos".
En diciembre de 1988 se equiparó la edad de consentimiento entre homosexuales y heterosexuales, que pasó a ser de 16 años para todos. Con esta reforma, a partir del 1 de julio de 1989, fecha de entrada en vigor de la reforma, la palabra «homosexual» ya no aparece en el código penal. La crisis del sida fue tratada con acierto en la RDA, aunque no hubo un programa de prevención específico para los homosexuales. El aislamiento del exterior que sufría la población ayudó a que en octubre de 1989, en el momento de la apertura del Muro de Berlín, solo hubiese 16 enfermos. En 1990 se creó la Aids-Hilfe DDR, porque se temía que con la caída del Muro aumentaran las infecciones. Ese mismo año, también se creó la primera federación de organizaciones LGBT, el Schwulenverband in der DDR. Incluso después de la reunificación, la división (legal) se mantuvo hasta 1994, cuando el antiguo Oeste finalmente desechó la §175 en su totalidad.
La única película de temática LGBT que se rodó en la RDA fue Coming Out (1989, Heiner Carow), que se estrenó el mismo día que caía el Muro de Berlín. La película trata no solo el tema de la homosexualidad, sino también el del fascismo y el racismo latentes en la sociedad.

## República Federal de Alemania

### Legislación y persecución en Alemania Occidental
En mayo de 1949 se creó en las zonas de ocupación británica, francesa y norteamericana la República Federal de Alemania. El Tribunal Federal alemán decidió en 1951 mantener los artículos 175 y 175a en su forma nazi de 1935, puesto que no se consideraron «legislación contaminada con pensamiento nazi». Como ya se ha comentado más arriba, el significado práctico de esta sentencia es que los homosexuales fueron tratados como delincuentes cuya condena había sido justificada y que no tenían derecho a ningún tipo de resarcimiento o indemnización. En 1957 el Tribunal Constitucional confirmó que los artículos 175 y 175a no eran contrarios a la Constitución. Ese mismo año, la ley de indemnización federal Bundesentschädigungsgesetz excluyó a los homosexuales. Este punto de vista se ha mantenido incluso hasta 1992, año en el que la Oberfinanzdirektion de Colonia afirmaba que «El artículo 175 en su forma de 1935 sigue sin ser considerado por nosotros como una injusticia nacionalsocialista.»
De 1945 a 1969 se calcula que en Alemania Occidental se condenaron por homosexualidad unos 60.963 hombres por el §175. Esta ola de persecuciones, que se puede comparar incluso con la realizada durante el régimen nazi, se explica por la ideología conservadora del Gobierno, dominado por los demócrata cristianos del CDU y el CSU, pero sobre todo, por la continuidad, tanto en la policía, como en la judicatura, de los funcionarios nazis. El tratamiento de los acusados era muy distinto según el juzgado: mientras en Hamburgo un juez condenaba en 1951 a una multa de 3 marcos a dos homosexuales, una ola de persecuciones en Fráncfort tuvo como consecuencia seis suicidios, exilios y la destrucción de la carrera profesional de los acusados. La presión sobre los homosexuales llevó a algunos a la delincuencia. En 1969 tres homosexuales, de 25 y 23 años, asaltaron un depósito de munición, robaron armas, con las que esperaban chantajear a la sociedad para conseguir dinero, y en el proceso asesinaron a cuatro soldados que dormían, hiriendo a un quinto de gravedad. Tras ser detenidos, afirmaron que querían el dinero para escapar de la sociedad y crear una comuna gay según sus sueños.
Las castraciones para «curar» la homosexualidad también continuaron de forma «voluntaria» entre los presos homosexuales. Un hallazgo casual en 2016 dio con los informes del psicólogo de la cárcel de Hohenasperg, en el sur de Alemania, en los que se documentaban doce casos entre 1945 y la década de 1960 de presos que habían sido presionados para dejarse castrar y así reducir sus condenas, que en un caso eran de veinte años.
A partir de 1959 comenzaron a disminuir ligeramente las condenas. Una liberalización de la sociedad, pero sobre todo informes científicos, como los de Kinsey (1949), Griffin (1956) o Wolfenden (1957), influenciaron el pensamiento jurídico. Fue el caso de la comisión para la reforma del código penal, que recomendó en 1959 la eliminación del §175, propuesta que fue rechazada por el Ministerio de Justicia. A partir de mediados de la década de 1960 comenzó a discutirse públicamente la reforma del §175, llegando a recomendar el por entonces (1967) ministro de justicia socialista Gustav Heinemann la eliminación. Finalmente se eliminó el artículo 175 en 1969 bajo un gobierno de coalición cristiano demócrata (CDU/CSU) y social demócrata (SPD). Las relaciones sexuales voluntarias entre hombres adultos dejaron de ser delito, sin embargo, se mantuvo el §175a, por lo que continuó una discriminación en la edad de consentimiento entre homosexuales (21 años) y heterosexuales (18 años).

### El movimiento homófilo
Tras la II Guerra Mundial, en las décadas de 1950 y 1960, se organizan en Estados Unidos y Europa Occidental redes y grupos políticos homosexuales que preferían identificarse como homófilos y han venido llamándose colectivamente como movimiento homófilo. El cambio de nombre de «homosexual» a «homófilo» pretendía alejar una imagen negativa y estereotipada del homosexual sexualmente promiscuo, que corrompe a la juventud y se relaciona con la prostitución y el chantaje, para hacer un mayor hincapié sobre la atracción, la camaradería y el amor. Pretendían conseguir la aceptación y convertirse en miembros respetables de la sociedad a través de dos mecanismos: el conocimiento científico de la homosexualidad, con la correspondiente divulgación en revistas, y tratar de convencer a la sociedad de que, a pesar de las diferencias, que se reducían al ámbito privado, los homosexuales «eran de fiar». Las asociaciones realizaban encuentros, comidas y cenas de beneficencia o fiestas y bailes en forma de clubs privados. Es de entender que el movimiento homófilo se opusiera al submundo homosexual de las saunas, los encuentros anónimos en parques y baños públicos y las revistas de desnudos, que siguió su evolución independiente.
La primera organización gay de la posguerra fue el Verein für humanitäre Lebenshaltung (Asociación para el estilo de vida humanitario) fundado en agosto de 1949 en Fráncfort del Meno. La asociación representó a Alemania en el primer encuentro internacional de asociaciones gays en Ámsterdam, el International Committee for Sexual Equality, organizada por el COC en 1951; en 1952 la conferencia se realizó en Fráncfort. En 1950, Hans Giese fundó como organización privada un Institut für Sexualforschung (Instituto para el estudio de la sexualidad) y poco más tarde le añadió una sección llamada Wissenschaftlich-humanitäres Komitee. Giese además colaboró con la creación en 1949 de un Wissenschaftlich-humanitäres Komitee local en Berlín, cuya inscripción en el registro de asociaciones fue rechazada por la ciudad. También influenciado por Giese, en 1950 se creó la Deutsche Gesellschaft für Sexualforschung (Sociedad alemana para el estudio de la sexualidad). En 1951 se creó en Bremen un segundo núcleo de asociaciones, el Weltbund für Menschenrecht (Liga mundial por los Derechos humanos), que pasó a llamarse a partir de 1952 Gesellschaft für Menschenrechte (Sociedad por los Derechos humanos). Su objetivo era liberar a los homosexuales de la persecución. Dentro de la asociación se formó un grupo llamado Internationale Freundschaftsloge que organizaba actividades lúdicas; el grupo pasó pronto a tener representaciones locales en Hamburgo, Hannover, Stuttgart, Berlín Occidental, Colonia, Duisburg y Wiesbaden. En 1952 se formó el Bund für Menschenrechte en Colonia y en 1953 la Gesellschaft für Menschenrechte en Hamburgo, que pretendió convertirse en una federación de las organizaciones alemanas, pero que se disolvió en diciembre de 1955 al fracasar en su intento. En 1957 solo existían tres asociaciones: Verein für humanitäre Lebenshaltung, Internationale Freundschaftsloge y Gesellschaft für Reform des Sexualstrafrechts (Sociedad para la reforma del derecho penal sexual), que formaban la sección alemana del International Committee for Sexual Equality.
En 1957, iniciada por un juicio en Fráncfort, comienza una ola de persecuciones judiciales que llevó a estas organizaciones a disolverse y paralizó casi por completo el movimiento homófilo. La única asociación que tuvo alguna actividad en la década de 1960 fue Kameradschaft die Runde (Hermandad la ronda) de Reutlingen, una asociación decididamente apolítica y no militante.

#### Revistas del movimiento homófilo
Muchas de estas asociaciones editaban hojas informativas y revistas. La más importante fue naturalmente Der Kreis, que aunque provenía de Suiza, tuvo un gran impacto en Alemania. Ya a principios de la década de 1950 había unas 25 revistas que tomaban nombres de las que habían existido en la República de Weimar: Die Insel, Die Freundschaft, etc. Por ejemplo, el Weltbund für Menschenrecht editaba la revista Insel der Freundschaft und Toleranz (Isla de la amistad y la tolerancia), que pasó a llamarse en 1952 Der Weg zur Freundschaft und Toleranz (El camino a la amistad y la tolerancia) y el Verein für humanitäre Lebenshaltung editaba la revista Die Gefährten (Los compañeros).
En 1955, con la entrada en vigor de la ley de protección del menor, se prohibió la venta pública de las revistas homosexuales, por lo que las publicaciones pasaron a ser clandestinas. En 1968 solo sobrevivían dos revistas: amigo (publicada en Dinamarca) y Der Weg.

### Cultura homosexual en la RFA hasta 1969
Existen noticias de que en Berlín, tan pronto como en 1949, abrían sus puertas 23 clubs privados masculinos y 15 femeninos, que iban desde los tugurios más abyectos, hasta los locales exclusivos más elitistas. Estos clubs estaban cerrados al público y solo estaba permitida la entrada a mayores de 18 años. Habitualmente alguien que fuera conocido en el club debía introducir a los nuevos miembros. Se llegaron a celebrar grandes fiestas, sobre todo el 17.5 (17 de mayo), de las que se sabe que participaron hasta 300 personas. Uno de los centros de la vida gay del Berlín de la posguerra fue el salón del príncipe ruso exiliado Alexander Kropotkin. El piso de Kropotkin ya había sido punto de encuentro antes de la Guerra y tras 1945 continuó su tradición, celebrando reuniones y fiestas. Según cuenta en sus memorias Klaus Kinski, que vivió en el piso durante algún tiempo, allí se encontraban desde altos jefes del Gobierno Militar aliado, pasando por rusos soviéticos, aristócratas, artistas y diseñadores de moda, hasta chaperos, ladrones y asesinos, pero sobre todo, muchos homosexuales.
La literatura no volvió a producir grandes obras de temática homosexual tras la Guerra, a pesar de que muchos de los autores que habían producido grandes obras antes de la Guerra siguieran escribiendo, como fue el caso de Joseph Breitbach o Klaus o Thomas Mann. Klaus Mann no terminó su novela gay Windy Night, Rainy Morrow antes de tomarse la vida en París en 1949. Otra novela fragmentaria que se puede mencionar es Fluß ohne Ufer (Río sin orilla) de Hans Henny Jahn, de la que aparecieron los tres primeros volúmenes entre 1949 y 1950. En 1954 Wolfgang Koeppen escribió una parodia de La muerte en Venecia de Thomas Mann, Der Tod in Rom (La muerte en Roma), en la que el personaje homosexual no acaba de forma trágica. Finalmente, hay que mencionar al único autor de la posguerra que presenta la homosexualidad sin excusas: Hubert Fichte. Sus obras más relevantes para el tema fueron Das Waisenhaus (1965; El orfanato), Die Palette (1968; La paleta) y Versuch über die Pubertät (1974; Tratado sobre la pubertad).
En el teatro, los personajes homosexuales solo aparecían en las contadas ocasiones en las que se representaban obras anteriores a la Guerra. Los primeros en mostrar un personaje gay, que además luchaba por la eliminación del §175, fue en el Hamburger Kammerspielen en 1952, con la obra Das Recht auf sich selbst (El derecho a uno mismo). Por lo demás, en la década de 1950, solo hubo un modesto intento de crear un grupo de teatro gay en la asociación Internationale Freundschaftsloge. En la década de 1960 se liberalizó el ambiente y hubo posibilidad de mostrar al público alemán obras extranjeras traducidas que traban la homosexualidad, como fue el caso de Ein Patriot für mich (Un patriota para mí) de John Osborne, Unter der Treppe (Debajo de la escalera) de Charles Dyer o Seid ihr net zu Mister Sloane (Sed amables con el señor Sloane) de Joe Orton. En lengua alemana la obra más importante fue Jagdszenen aus Niederbayern (1969; Escenas de caza de la Baviera baja) de Martin Sperr.
La primera película de temática LGBT realizada en Alemania Occidental fue Anders als du und ich (1957) de Veit Harlan, el director de la película de propaganda antisemita más influyente que se rodó durante el régimen nazi, Jud Süß (1940). Harlan pretendía con su película pedir compresión para los homosexuales, pero la censura del último tramo, que contenía el mensaje positivo, cambió de tal manera el tono general, que muchos llamaron al boicot. De hecho, en la versión del director, es la primera película de la historia en la que un homosexual perseguido se defiende y tiene éxito: no solo consigue escapar a Italia para librarse de una condena judicial, sino que se venga de la madre del joven del que se ha enamorado, denunciándola por «alcahuetería», que todavía era delito. Esta versión solo pudo verse en Austria y Suiza.

### El movimiento de liberación gay
El ambiente social propició que se despenalizaran los actos homosexuales voluntarios entre adultos el 9 de mayo de 1969; por primera vez en casi 100 años la homosexualidad era legal, aunque solo fuera a partir de los 21 años. Diversos grupos de homosexuales intentaron en 1970 crear asociaciones para defender sus derechos en Hamburgo, Wiesbaden y Múnich, pero fracasaron, sobreviviendo solo hasta 1974 en Hamburgo la Internationale Homophile Weltorganisation, creada a semejanza de asociaciones similares escandinavas.

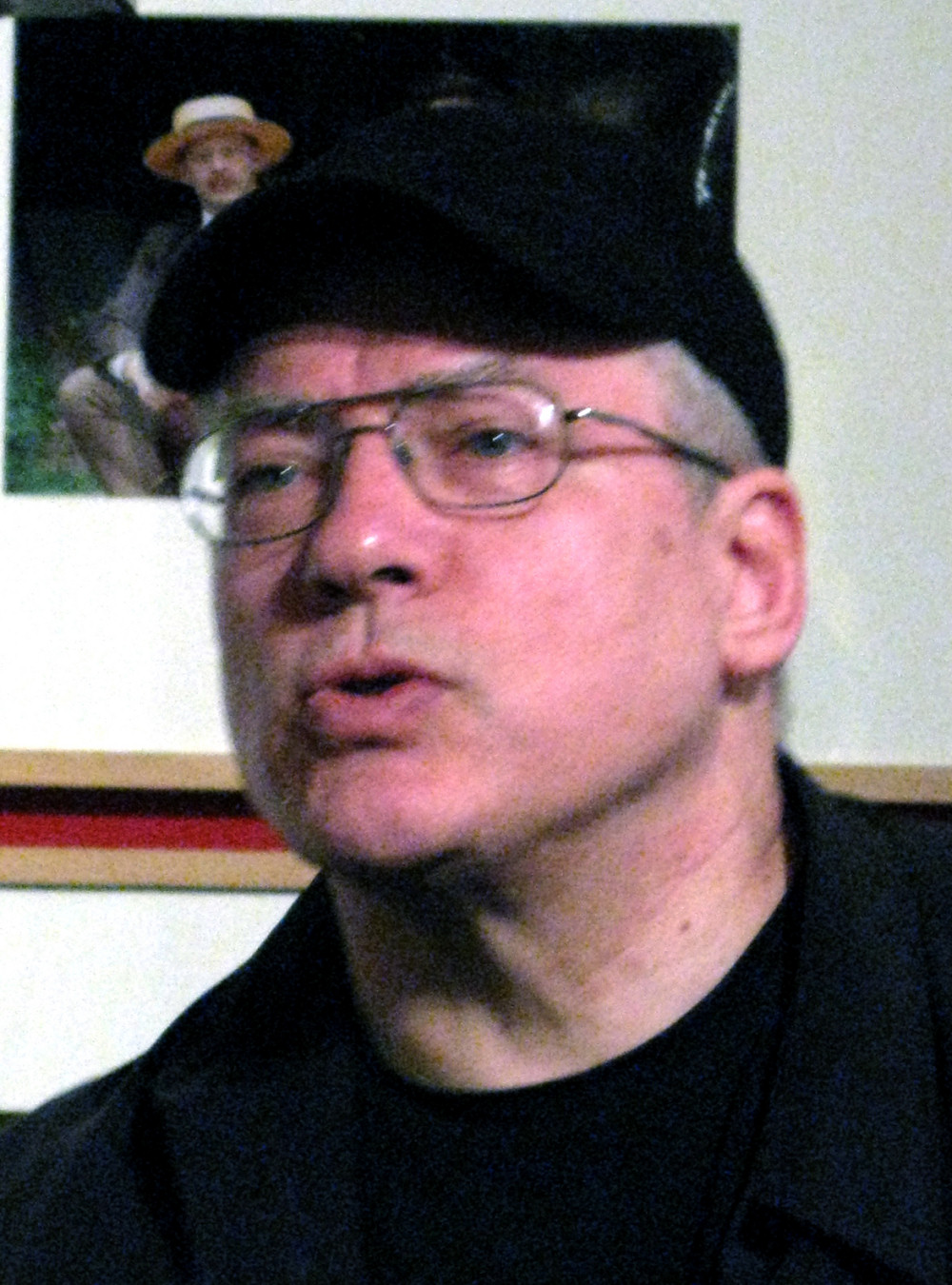
Rosa von Praunheim en 2008.

Con fondo en los movimientos estudiantiles que venían actuando en Alemania desde principios de la década de 1960 y la aparición de la píldora anticonceptiva, comenzaron a aparecer grupos estudiantiles feministas que luchaban contra las estructuras patriarcales de la sociedad. También en 1969, se inicia el movimiento de liberación homosexual mundial con los Disturbios de Stonewall. En ese ambiente se crea en diciembre de 1970 el primer grupo de autoayuda en Bochum, que en febrero de 1971 se convierte en la primera asociación gay estudiantil con el nombre de Homosexuelle Aktionsgruppe Bochum (HAB). En abril de ese año se creó la Homosexuelle Studentengruppe Münster.
En 1971 se estrenó Nicht der Homosexuelle ist pervers, sondern die Situation, in der er lebt (No es perverso el homosexual, sino la situación en la que vive), una película experimental de Rosa von Praunheim. La película trata de un joven homosexual, Daniel, que llega desde el campo a Berlín. Daniel inicialmente toma actitudes propias del movimiento homófilo, pero enseguida pasa a formar parte del submundo gay del sexo anónimo y los bares de moda. Finalmente se ve redimido en un piso formado por otros gay, que le muestran el camino de la emancipación gay. La película fue un escándalo y convirtió a Rosa von Praunheim en el homosexual más famoso de Alemania. Pero su importancia reside en que fue la chispa inicial del movimiento de liberación gay alemán. Según se iba estrenando la película en las diferentes ciudades alemanas, en las mismas salas de cine, se formaban discusiones y coloquios, que finalmente desembocaron en organizaciones como Homosexuelle Aktion Westberlin (HAW; Acción de los homosexuales, Berlín Occidental; 1971), Rote Zelle Schwul (ROTZSCHWUL; Célula roja marica) en Frácfort, Homosexuelle Aktionsgruppe (HAS; Grupo de acción homosexual) en Saarbrücken, gay liberation front (glf-Köln; Frente de liberación gay) en Colonia, que se basaba en modelos americanos, y Homosexuelle Aktions Gruppe (HAG; Grupo de acción homosexual) en Múnich, que más tarde pasó a llamarse Homosexuelle Aktion München (HAM) por problemas con la marca de café HAG. En 1972 ya había grupos gays además en Wurzburgo, Gotinga, Braunschweig, Stuttgart y Düsseldorf y se había creado la federación Deutsche Aktionsgemeinschaft Homosexualität (DAH; Comunidad de acción homosexualidad alemana). A partir de 1972 se crearon encuentros nacionales anuales, los Pfingsttreffen. Durante el primero, realizado en Münster, se llevó a cabo la primera manifestación del orgullo gay.
Los participantes provenían en su mayoría del ambiente estudiantil y tomaron como ejemplo el incipiente movimiento de liberación gay estadounidense, a través de la influencia de Rosa von Praunheim, Volker Eschke, que se convertiría en una de las figuras principales del movimiento, y el estudiante estadounidense Jim Steakley. El primero objetivo fue naturalmente la eliminación del artículo 175, pero también se trataron otros temas concretos como la discriminación en el trabajo.

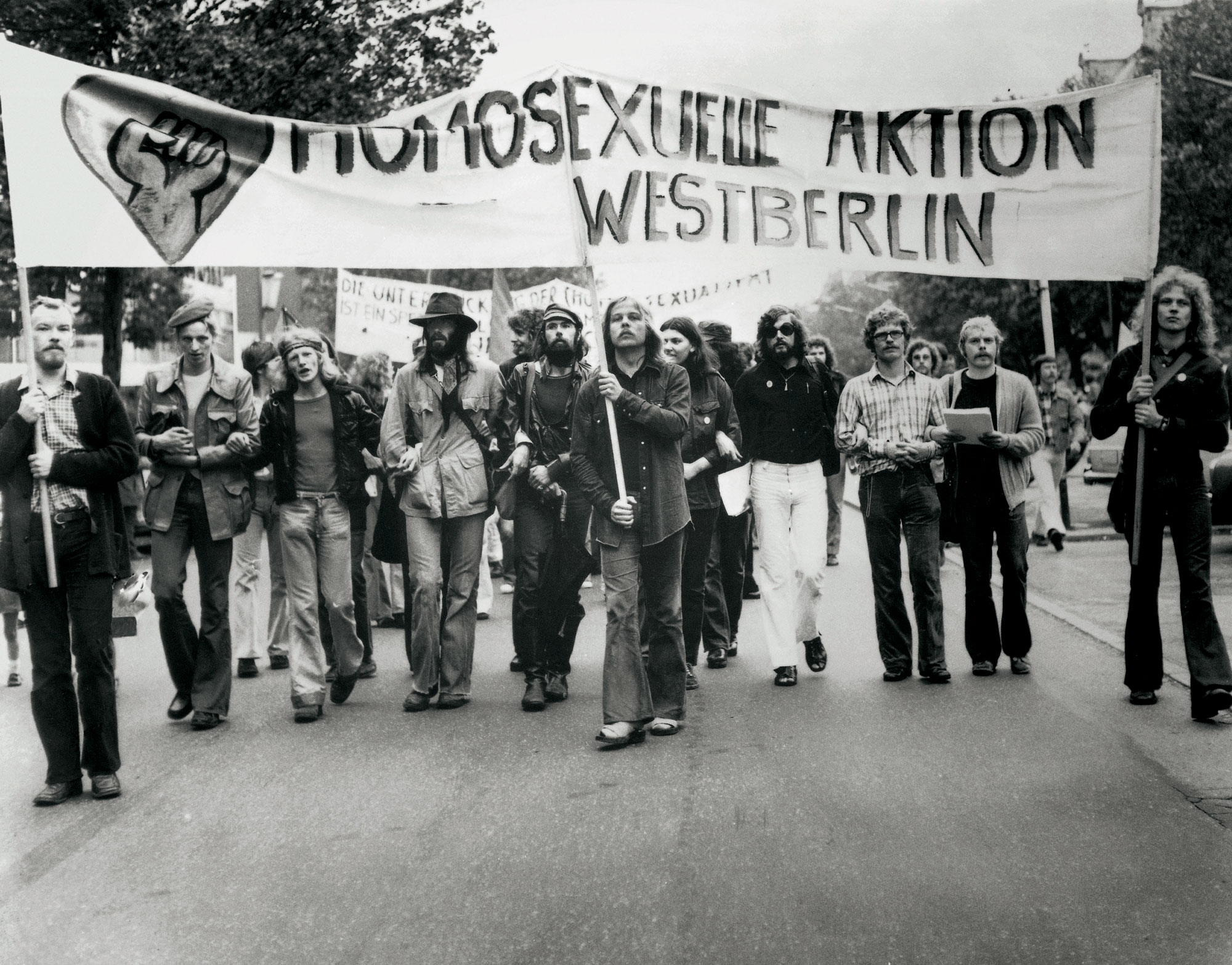
Manifestación del HAW el 9 de junio de 1975.

Es importante notar que el empleo de la palabra «homosexual», y a menudo de la palabra schwul, «maricón», para atuodefinirse, era consciente para distinguirse del movimiento homófilo, que consideraban pretendía ocultar y avergonzarse de su sexualidad. Donde el movimiento homófilo era más bien conservador e intentaba conseguir la aceptación social, el movimiento de liberación gay era de izquierdas, revolucionario, anticapitalista y empleaba a menudo la provocación y el enfrentamiento para conseguir sus objetivos. Ambos movimientos luchaban contra la subcultura homosexual en la que se habían refugiado muchos homosexuales víctimas de la discriminación, en el caso del movimiento de liberación por considerarla una forma de opresión. Estas diferencias desembocaron en un enfrentamiento durante la manifestación de 1973 de Berlín, realizada tras el Pfingsttreffen de ese año, fue el comienzo del llamado Tuntenstreit (controversia de las mariquitas), una disputa sobre si el hombre afeminado, llamado Tunte, «la mariquita», era la vanguardia del movimiento revolucionario homosexual en la sociedad, puesto que no podía ocultar su condición.
El movimiento se disolvió, al igual que había hecho el movimiento estudiantil anterior, en disputas teóricas internas que dividían a los movimientos de izquierdas de la época y la última reunión del DAH fue en Año Nuevo de 1973. El HAW se disolvió en 1974 (oficialmente en 1977).

### Homolulu
A pesar del fracaso de los movimientos de liberación gays de izquierda, el movimiento LGBT continuó su actividad. Por ejemplo, a pesar de la desaparición del HAW, su centro de información, el SchwulenZentrum o SchwuZ, continuó su actividad. En 1976 había unos 60 grupos, que comenzaron a diversificarse y a extenderse por ciudades menores, como Emden, Lüneburg o Salzgitter. En 1977 se creó el grupo Homosexuelle und Kirche (HuK; Homosexuales e Iglesia), que en los años siguientes fue tomado como ejemplo por otros grupos católicos y protestantes. En 1979 se realizaron las primeras marchas del orgullo gay en Brema, Berlín Occidental y Stuttgart, que desde el principio llevan una polémica sobre el carácter comercial de muchas de las carrozas.
Sin embargo, el punto culminante del movimiento de emancipación gay alemán lo representa Homolulu, una especie de «Woodstock gay» que se realizó en julio de 1979 en Fráncfort. El acontecimiento, que reunió gays de toda Alemania, consistía en una semana de espectáculos, grupos de trabajo, cursos, un periódico diario, ruidosas fiestas y una gran manifestación multicolor por las calles de Fráncfort, que salió incluso en las noticias de televisión nacionales.

### Marginados dentro de un grupo marginal: pederastas y cuero
El movimiento gay también marginó a colectivos homosexuales minoritarios: a los fetichistas del cuero, la comunidad leather, y los pedófilos.
En el caso del fetichismo del cuero, se les reprochaba que su filia era fascistoide. El movimiento se organizó independientemente tras el primer gran encuentro internacional en Ámsterdam en 1973, apareciendo los llamados Motorsportclub (MSC; Clubs del deporte de motor) en las grandes ciudades. La imagen de supermacho se puso posteriormente de moda en círculos homosexuales y los encuentros leather llegaron a ser más populares que los del movimiento LGBT. El resultado fue una integración y aceptación del movimiento leather y del sadomasoquismo que se le asociaba.
En cambio, el caso de la pedofilia fue distinto. Por una parte, en Alemania la edad de consentimiento sexual era de 18 años para relaciones homosexuales, mientras que era de 14 años para heterosexuales, por otra, muchos homosexuales pretendían quitarse de encima el estigma de la pederastía. A finales de la década de 1970, los pedófilos eran todavía tolerados, pero a comienzos de los 80 se comenzó a sospechar una componente de violencia en las relaciones sexuales entre adultos y menores; el debate posterior llevó a los pedófilos a la ilegalidad. En 1994 fueron expulsados de la Asociación Internacional de Gays y Lesbianas (ILGA), decisión apoyada por el Schwulenverband in Deutschland (SVD), pero contestada por el Bundesverband Homosexualität (BVH).

### Los 80 y la crisis del sida
Hacia 1981 comenzó un cambio de generación en el movimiento. Durante esta década los grupos LGBT lucharon sobre todo contra la discriminación, siguiendo los ejemplos del movimiento de EE. UU. y de los Países Bajos. De Norteamérica se tomaron las formas de lucha política y manifestación: las marchas del orgullo, que se llamaron Christopher Street Day, por la calle en la que se encontraba el bar Stonewall, el outing, Act Up, etc. El movimiento LGBT también comenzó a integrarse en las estructuras políticas y sociales existentes; sindicatos, partidos políticos, grupos profesionales, etc. crearon grupos LGBT. La consecuencia es que, si en diciembre de 1980 había unos 148 grupos LGBT (18 solo en Berlín Occidental y 21 en pequeñas ciudades), en mayo de 1986 ya eran 416.
En 1983 el sida comenzó a captar la atención pública, entre otras razones, gracias al artículo Tödliche Seuche AIDS - die rätselhaft Krankheit («Epidemia mortal SIDA - la enfermedad misteriosa») publicada ese año por la revista Der Spiegel. Los primeros años, hasta 1987, estuvieron marcados por la discusión entre Peter Gauweiler, en la época funcionario del ayuntamiento de Múnich, del partido CSU, que abogaba por la creación de centros cerrados para enfermos de sida y la lucha contra la subcultura gay, y Rita Süssmuth, en la época ministra de salud, del CDU, que defendía una estrategia más liberal. Finalmente fue Süssmuth quien salió vencedora de la discusión y se siguió una estrategia de información y apoyo a los enfermos. Las asociaciones LGBT o de otro tipo que luchaban contra la enfermedad, obtuvieron a menudo subvenciones generosas del estado, dinero que permitió la profesionalización de los trabajadores de las asociaciones, un fenómeno nuevo dentro del movimiento LGBT.
La extensión de la enfermedad llevó a la creación de asociaciones locales y regionales de ayuda y apoyo, AIDS-Hilfe, que en 1985 eran unas 20. En 1989 estas asociaciones se agruparon en la federación Deutsche Aids-Hilfe, que se convertiría en una de las asociaciones más activas e influyentes dentro del movimiento LGBT, realizado cabildeo en las instituciones políticas y creando campañas publicitarias de información sobre el sida y los homosexuales. Durante estos años también aparece Act up en Alemania, que con sus acciones espectaculares llamaba la atención sobre el problema del sida. Por otra parte, los medios de comunicación, a causa de la aparición del sida, informaban y se interesaban por la homosexualidad como nunca habían hecho antes.
El impacto de la enfermedad sobre los gays y su subcultura fue enorme. La promiscuidad se había convertido en un modo de vida para muchos gays, en parte como reacción a la represión anterior a 1969 y por otra como protesta contra el estilo de vida burgués heterosexual. La enfermedad no solo amenazaba la vida de los gays, sino también su estilo de vida individualista y de soltero, que se había asentado como propio en las ciudades, en gays que a menudo eran rechazados por su familia y el ambiente en el que se habían criado. La enfermedad también dejó en Alemania una gran cicatriz en la comunidad, llevándose a algunos de sus miembros más jóvenes y creativos, como Alf Bold, Manfred Salzgeber, Andreas Salmen, Melitta Sundström, Jürgen Baldiga, Manfred Semmelbauer, Christian Borngräber, Bernhard Durst, Jonathan Briel, Roger Lips y muchos otros.

#### Aceptación social en la República Federal Alemana
Hasta 1975 se realizaron tratamientos médicos y operaciones en el cerebro para la eliminación de la homosexualidad. En agosto de 1975, un reportaje sobre la estereotaxia en la revista Der Spiegel hizo resurgir el tema en la opinión pública. Un cambio de valores en la sociedad hizo que se percibiera con horror que algunos médicos trataran de erradicar a las minorías indeseables por procedimientos médicos.
Los homosexuales continuaron siendo vigilados y en 1980 hubo un escándalo en Hamburgo cuando algunos gays rompieron los espejos de baños públicos y comprobaron que eran unidireccionales, que permitían a la policía vigilar con cámaras lo que ocurría dentro de los baños.
El jefe del CDU en la década de 1970, Franz-Josef Strauß, dijo en una ocasión Ich will lieber ein kalter Krieger sein als ein warmer Bruder («Prefiero ser un guerrero frío que un hermano caliente»), haciendo un juego de palabras entre kalter Krieger «guerrero frío», en referencia a la Guerra Fría, y warmer Bruder «hermano caliente», otra forma de llamar a los gais. En 1980 el canciller alemán Helmut Schmidt del partido socialista decía, en el contexto de la eliminación del §175, que no quería ser el «canciller de los maricones». Todavía en 1991 el jefe del CSU y presidente de Baviera, Edmund Stoiber decía: «Si discuto sobre el reconocimiento de ventajas fiscales o de herencia de parejas homosexuales, puedo discutir directamente sobre el culto al diablo.» En cambio otros partidos, como el Partido Democrático Libre (FDP), que gobernaba en coalición con los socialdemócratas a principios de la década de 1980, y Los Verdes, apoyaban la eliminación del §175. El FDP introdujo la eliminación en su programa electoral de 1980. Herbert Rusche, de Los Verdes, se convirtió en 1985 en el primer político abiertamente gay en ser elegido para el parlamento.
En 1983 el asunto Kießling mostró el estado de la aceptación de la homosexualidad en la sociedad. El asunto comenzó con una investigación de los servicios secretos militares, que creían haber descubierto que el general de cuatro estrellas y comandante en jefe adjunto de la OTAN, Günter Kießling, era homosexual. Como consecuencia, el ministro de defensa, Manfred Wörner (CDU), lo clasificó como un peligro para la seguridad nacional y lo envió a la reserva ese mismo año. Periodistas destaparon el caso en 1984 y la oposición llevó el asunto al parlamento; en la discusión que surgió se constató que las pruebas contra Kießling no eran válidas y que, en cualquier caso, la relación entre homosexualidad y peligrosidad no era de recibo. El general fue rehabilitado en 1984 por Wörner, pero la discusión y la investigación no disminuyeron hasta la intervención de Helmut Kohl, que lo volvió a llamar al servicio activo y poco después lo envió de nuevo a la reserva con el llamado Großer Zapfenstreich, una guardia de honor. Otro ejemplo de las dificultades de la sociedad en su trato con la homosexualidad es el caso de Albert Eckert, del partido Alternative Liste, que en 1990 era vicepresidente del senado de la ciudad de Berlín gracias a los votos de los socialistas y los verdes. Eckert tuvo que dimitir cuando un político de la CDU lo denunció como chapero, ya que Eckert se había anunciado como masajista bajo el nombre de Watai en revistas gais.

### Cultura LGBT hasta la reunificación
Uno de los grupos culturalmente influyentes dentro del movimiento de liberación gay fue el colectivo Ödipus-Kollektiv, que pertenecía al Homoseksuellen Aktion Hamburg. El grupo escandalizó tanto a homosexuales, como a la sociedad en general con su obra de teatro Brühwarm - ein schwuler Jahrmarkt (Caliente - una feria marica) en su gira por Alemania. El colectivo, que pretendía dar a conocer los problemas específicos de los homosexuales, sirvió de ejemplo a otros grupos de teatro, que surgirían más tarde, a menudo a partir de fiestas de travestís, y desarrollarían un estilo propio.
En la década de 1980 se siguió el ejemplo estadounidense, sobre todo en la organización del tiempo libre; se crearon grupos de deporte, de teatro, de excursionismo, coros, etc. En 1985 se creó el programa radiofónico para gays, y más tarde también para lesbianas, Eldoradio, que se emitía dos veces por semana; las emisiones durarían hasta 1991, fecha en la que quebró la radio que lo emtía.

#### Estudios LGBT
A mediados de la década de 1970 comenzaron los primeros intentos de convertir el estudio de la homosexualidad en un tema académico. En 1976 la universidad popular de Düsseldorf realizó el primer curso de este tipo y en 1978 cursos sobre la homosexualidad eran parte fija de la oferta en las universidades populares de Düsseldorf, Berlín y Hannover. A mediados de esa década también comenzaron los estudios LGBT en las universidades alemanas con el trabajo Der gewöhnliche Homosexuelle (1974; «El homosexual común») de Martin Dannecker y Reimund Reiche. Junto con los trabajos de Rüdiger Lautmann, se convertirían en el canon de los estudios LGBT.
En 1981 comenzaron los cursillos y encuentros para gays en el Freies Tagungshaus Waldschlösschen cerca de Gotinga. En 1984 se realizó la exposición Eldorado en Berlín Occidental, que mostraba al público la historia local de los homosexuales; la iniciativa generó la creación privada del Schwules Museum, el primer museo dedicado a la homosexualidad, que incluye una biblioteca temática, un archivo y la publicación de la revista Capri. También es de importancia para el estudio de la historia del movimiento LGBT el archivo del Centrum Schwule Geschichte de Colonia, creado en 1984, que también realiza exposiciones. Desde 1998, el Fachverband Homosexualität und Geschichte publica la revista anual Invertito, dedicada a la historia de la homosexualidad.

#### Cine hasta la Reunificación
Las películas de la década de 1970, con excepción de la influyente Nicht der Homosexuelle ist pervers, sondern die Situation, in der er lebt, seguían los tópicos de la década anterior del homosexual monstruoso y malvado o débil y despreciable, como hicieron respectivamente Uli Lommel en Die zärtlichkeit des Wolfes (1973; La delicadeza del lobo) y Rainer Werner Fassbinder en Faustrecht der Freiheit (1975; La ley de la jungla de la libertad). El cambio de actitud llegó a través de películas extranjeras, norteamericanas, como The boys in the band (1970) y Dog day afternoon (1970), y francesas, La cage aux folles (1978).
Una de las películas alemanas de tema LGBT de mayor éxito fue Taxi zum Klo (1980; Taxi al váter) de Frank Ripploh, que se atrevió a ver la parte cómica en las actividades sexuales de los gays. Desde Taxi zum Klo se han realizado innumerables otras películas de tema LGBT para el cine y la televisión, pero las películas han dejado de tener un fuerte carácter emancipatorio o de tratar cuestiones políticosociales homosexuales, con la única excepción quizás de las películas sobre el sida. Otras películas conocidas que tratan el tema fueron Schöner Gigolo, armer Gigolo (1978); Querelle (1982) de Fassbinder, última obra del director, película surrealista y muy experimental, que se considera su mejor obra; y Westler (1985), una película sobre un amor entre las dos Alemanias, rodada en parte con cámara oculta en Alemania Oriental.
Entre los documentales se debe destacar Rosa Winkel? Das ist doch schon lange vorbei... (1976) (¿Triángulo rosa? Eso ya pasó hace mucho...), un documental de Peter Recht, Detlef Stoffel y Christiane Schmerl que trataba del tema de la persecución de los homosexuales durante el régimen nazi.
En 1987 se creó el Teddy Award dentro del Festival Internacional de Cine de Berlín para películas de temática LGBT, que no fue reconocido oficialmente por el festival hasta 1992.

#### Editoriales y librerías
En 1975 Volker Bruns y Peter Heldentröm, exmiembros del HAW, fundaron la primera editorial especializada en temas LGBT, Verlag rosa Winkel. La intención era poner a disposición del público aquellas obras que difícilmente serían publicadas por grandes editoriales. La editorial se mantuvo 25 años en el mercado, hasta que dejó de tener actividad en el 2001.
En noviembre de 1978 se creó, siguiendo el modelo estadounidense, la primera librería LGBT en Berlín, llamada Prinz Eisenherz, que se convirtió enseguida en un importante punto de encuentro de la cultura LGBT. Le siguieron otras librerías en Hamburgo (Männerschwarm), Colonia (Lavendelschwert, sustituida en 1996 por Ganymed), Múnich (Sodom, llamada a partir de 1989 Max und Milian), Stuttgart (Erlkönig), Nürnberg (Männertreu) y Frácfort (Oscar Wilde). Todas ellas cooperan estrechamente y algunas llevan una página web común.
La librería Männerschwarm también ha ido aumentando su actividad editorial poco a poco y hacia mediados de la década de 2000 se hizo cargo del fondo editorial de Verlag rosa Winkel. En 1981 se creó, en relación con la librería Prinz Eisenherz de Berlín, la editorial Bruno Gmünder, con gran presencia en internet, una de las editoriales de contenido LGBT más importantes del mundo. Finalmente, en 1995 comenzó su actividad la editorial Quer Verlag.

#### Revistas
En mayo de 1975 salió a la calle la revista Emanzipation. La revista, que había empezado como una hoja informativa de los grupos de la Alemania meridional, enseguida se convirtió en una revista de nivel nacional, siendo la primera que se vendió en los quioscos. En diciembre de 1975 comenzó la en Berlín publicación de la revista Schwuchtel que trataba sobre temas que eran tabú o que no eran tratados por el movimiento, como la pedofilia o el sadomasoquismo. A finales de la década se desarrollaron, a partir hojas informativas, una serie de revistas que fracasaron por falta de financiación. Ninguno de estos intentos consiguió sobrevivir mucho tiempo.
En las décadas de 1970 y 1980 las más importantes fueron Emanzipation (1975-1980), Rosa (1975-1981), Rosa Flieder (1979-1989) y Siegessäule (1984-1989). A partir de 1982 también se editó un resumen de prensa bajo el nombre de Schwule Presseschau, que a partir de 1995 pasó a llamarse Lesbi-Schwule Presseschau. El primer intento profesional de realizar una revista para homosexuales fue magnus que consiguió sobrevivir hasta 1995.

## Alemania tras la Reunificación
| Año       | Homosex. Zoofilia | Época               | Acontecimientos importantes |
| --------- | ----------------- | ------------------- | --- |
| 1902–1918 | H & Z             | Imperio Alemán      | 1907–1909 escándalo Harden-Eulenburg 1914–1918 I Guerra Mundial                                                                                   |
| 1919–1933 | H & Z             | República de Weimar | 1924 Fritz Haarmann |
| 1933–1941 | H & Z             | Tercer Reich        | 1935 recrudecimiento |
| 1950–1969 | H                 | ¡Solo RFA!          | 1957 rechazo del recurso constitucional 1965 cambio de valores sociales (p.ejm. Concilio Vaticano II, píldora anticonceptiva, movimiento del 68). |
| 1970–1987 | H                 | ¡Solo RFA!          | Solo hombres adultos con hombres jóvenes (<21 años hasta 1973; <18 luego).                                                                        |

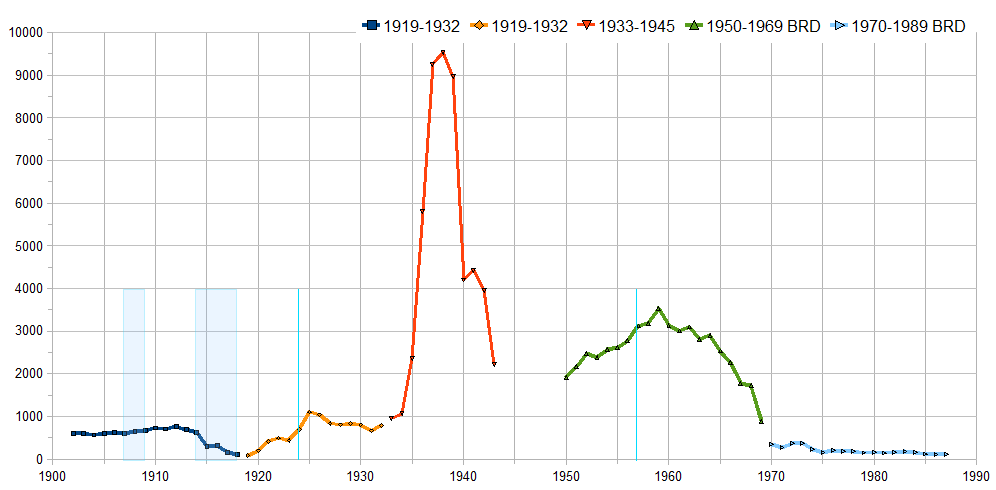

Tras la Reunificación en 1990, el §175 volvió a ser aplicable —teóricamente— en los estados federados de la antigua República Democrática Alemana. En 1993, las tres grandes federaciones, Bundesverband Homosexualität, Schwulenverband Deutschland y Deutsche Aids-Hilfe, iniciaron de nuevo una campaña en contra del §175. El 31 de mayo de 1994, tras 123 años de validez, se deroga el §175, equiparando las edades de consentimiento sexual entre homosexuales y heterosexuales en 16 años. En total, se calcula que unos 140.000 hombres han sido condenados por el artículo en los 123 años de vigencia, los dos últimos en marzo de 1994.
Tras la desaparición del §175, la legislación ya no hace distinción entre homosexualidad y heterosexualidad. Diversos estados federados alemanes ha introducido legislación propia en contra de la discriminación por orientación sexual. Como firmante del Tratado de Ámsterdam, Alemania, obligada por la directiva de la Unión Europea 2000/78 a proteger a sus ciudadanos de discriminaciones, entre otras, las causadas por su orientación sexual, posee una ley anti-discriminación, Allgemeines Gleichbehandlungsgesetz, promulgada el 18 de agosto de 2006. La ley prohíbe la discriminación en el trabajo y también en el derecho civil. Estos derechos sin embargo no están protegidos por la constitución.
El 1 de agosto de 2001 entró en vigor el Lebenspartnerschaftsgesetz, la ley que permite las uniones civiles entre personas del mismo sexo. Existen diferencias con el matrimonio, siendo la principal las ventajas fiscales que posee el matrimonio.

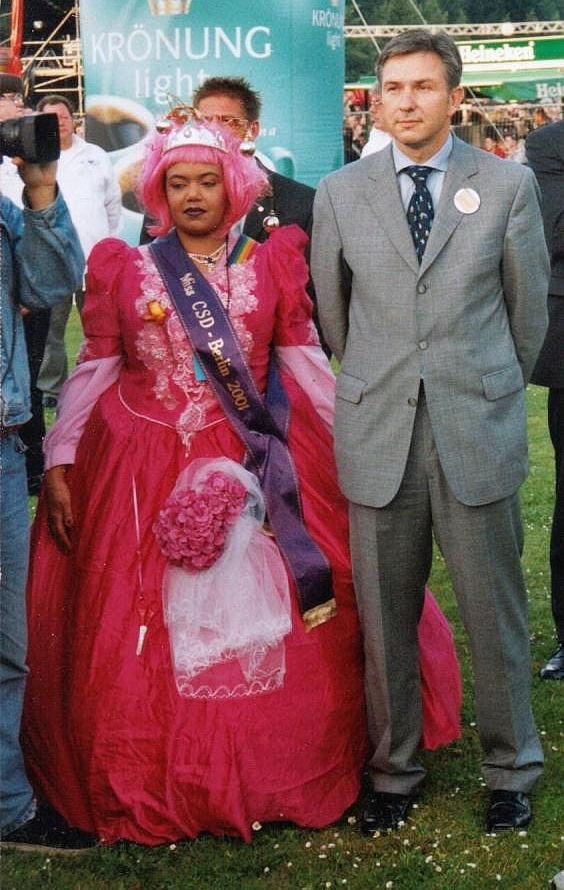
Klaus Wowereit en el CSD de 2001 en Berlín.

Todos los partidos políticos importantes tienen una o más figuras clave que son abiertamente homosexuales. El primero de ellos en hacer pública su homosexualidad fue Klaus Wowereit (SPD) en 2001, durante la campaña electoral a la alcaldía de Berlín, que ganó; le siguieron Ole von Beust (CDU), alcalde de Hamburgo; Guido Westerwelle, líder del FDP; y finalmente Volker Beck (Alianza 90/Los Verdes), un importante activista LGBT. Estos políticos no se han visto afectados negativamente en los resultados electorales al ser reelegidos los dos alcaldes y haber aumentando el apoyo popular el tercero. Los dos mayores partidos políticos alemanes tienen sección gay: en 1997 se creó el Schwulen Christdemokraten Deutschlands dentro del CDU, que a partir de 1998 se llamó Lesben und Schwule in der Union (LSU); en el SPD se llaman Schwusos - Lesben und Schwule in der SPD.
Desde el 1 de agosto de 2001, ha permitido las uniones civiles (alemán para parejas del mismo sexo. Originalmente incluían muchos de los derechos del matrimonio, pero no todos, en la actualidad proporcionan todos excepto la adopción conjunta y todos los beneficios fiscales. El 22 de octubre de 2009, el Tribunal Constitucional de Alemania declaró que todos los derechos y obligaciones del matrimonio se extiendan a las parejas del mismo sexo.
Un estudio de 1991 del sociólogo Michael Bochow del Wissenschaftszentrum Berlin für Sozialforschung muestra que un 42% de los alemanes occidentales y un 36% de los orientales afirmaban que se encontraban físicamente mal en presencia de un homosexual. El resultado final del trabajo mostró que un tercio de la población debe clasificarse como homófoba y un tercio como ambivalente, es decir, no son homófobos, pero no están libres de actitudes negativas o clichés frente a la homosexualidad. Sin embargo, el número de ataques contra homosexuales es relativamente bajo. La homofobia se concentra especialmente en determinados grupos: los jóvenes, en el mundo del fútbol, la extrema derecha y los inmigrantes, sobre todo entre los jóvenes rusos y turcos.
Los movimientos homosexuales de ambas Alemanias acabaron unificándose y el Lesben- und Schwulenverband in Deutschland e.V. (LSVD; Federación alemana de lesbianas y gais), surgida del SVD, acabaría convirtiéndose en la mayor organización LGBT de Alemania. Los principales temas de los que se ocuparon las asociaciones LGBT a finales del siglo XX fueron la discusión sobre el outing de famosos, la violencia contra los homosexuales y el matrimonio igualitario, siendo este último prácticamente el único que quedaba abierto hacia 1999. Las asociaciones y grupos del movimiento se han ido profesionalizando y especializando. En el siglo XXI el movimiento LGBT alemán ha incluido la lucha por los derechos del colectivo en otros países, como muestran la creación de la Fundación Hirschfeld Eddy y la colaboración con el movimiento LGBT polaco o ruso.
Las manifestaciones del orgullo gay, las llamadas Cristopher Street Day o CSD, en recuerdo de la calle en la que se encuentra el bar Stonewall de Nueva York, se han convertido en actos multitudinarios en la mayoría de las ciudades del país. Los actos no se realizan el 28 de junio, sino que las ciudades se van alternando en diferentes fines de semana. Las mayores son la de Berlín, ciudad en la que existen dos manifestaciones concurrentes: el CSD Berlin y el Transgeniale CSD, de carácter menos comercial y más alternativo, y la de Colonia, que reunió 1,2 millones de personas en el Europride de 2002.
Dentro de la cultura LGBT hay que destacar a Ralf König, un dibujante y escritor de cómics de temática gay que ha conseguido un éxito insospechado entre el público heterosexual. Sus historietas han sido trasladadas al cine en tres ocasiones, habiendo sido El hombre más deseado un éxito de taquilla en Alemania. También merece la pena destacar al poeta Detlev Meyer, uno de los pocos autores que ha conseguido éxito escribiendo para un público homosexual.